# حرب أكتوبر
حرب أكتوبر أو حرب العاشر من رمضان كما تعرف في مصر أو حرب تشرين التحريرية كما تعرف في سوريا أو حرب يوم الغفران (بالعبرية: מלחמת יום כיפור، ميلخمت يوم كيبور) كما تعرف في إسرائيل، هي حرب شنتها كل من مصر وسوريا في وقتٍ واحدٍ على إسرائيل عام 1973 وهي رابع الحروب العربية الإسرائيلية بعد حرب 1948 (حرب فلسطين) وحرب 1956 (حرب السويس) وحرب 1967 (حرب الستة أيام) بخلاف حرب الاستنزاف (1967-1970) التي لم تكن مواجهات عسكرية مباشرة ومستمرة بين الطرفين ولكن غارات وعمليات عسكرية متفرقة. وكانت إسرائيل في الحرب الثالثة (حرب 1967) قد احتلت شبه جزيرة سيناء من مصر وهضبة الجولان من سوريا، بالإضافة إلى الضفة الغربية التي كانت تحت الحكم الأردني وقطاع غزة الخاضع آنذاك لحكم عسكري مصري. بدأت الحرب يوم السبت 6 أكتوبر/ تشرين الأول 1973 م الموافق 10 رمضان 1393 هـ بتنسيق هجومين مفاجئين ومتزامنين على القوات الإسرائيلية؛ أحدهما للجيش المصري على جبهة سيناء المحتلة وآخر للجيش السوري على جبهة هضبة الجولان المحتلة. وقد ساهمت في الحرب بعض الدول العربية سواء بالدعم العسكري أو الاقتصادي.
عقب بدء الهجوم حققت القوات المسلحة المصرية والسورية أهدافها من شن الحرب على إسرائيل، وكانت هناك إنجازات ملموسة في الأيام الأولى للمعارك، فعبرت القوات المصرية قناة السويس بنجاح وحطمت حصون خط بارليف وتوغلت 20 كم شرقاً داخل سيناء، فيما تمكنت القوات السورية من التوغل إلى عمق هضبة الجولان وصولاً إلى سهل الحولة وبحيرة طبريا. أما في نهاية الحرب فقد تمكن الجيش الإسرائيلي من تحقيق بعض الإنجازات، فعلى الجبهة المصرية تمكن من فتح ثغرة الدفرسوار وعبر للضفة الغربية للقناة وضرب الحصار على الجيش الثالث الميداني ومدينة السويس ولكنه فشل في تحقيق أي مكاسبَ استراتيجيةٍ سواءً باحتلال مدينتي الإسماعيلية أو السويس أو تدمير الجيش الثالث أو إجبار القوات المصرية على الانسحاب إلى الضفة الغربية مرة أخرى، أما على الجبهة السورية فتمكن من رد القوات السورية عن هضبة الجولان واحتلالها مرة أخرى.
تدخلت الولايات المتحدة والاتحاد السوفيتي لتعويض خسائر الأطراف المتحاربة، فمدت الولايات المتحدة جسراً جوياً لإسرائيل بلغ إجمالي ما نقل عبره 27895 طناً، في حين مد الاتحاد السوفيتي جسراً جوياً لكل من مصر وسوريا بلغ إجمالي ما نقل عبره 15000 طن إضافة إلى نحو 63,000 طن من الأسلحة عن طريق البحر وصلت قبل وقف إطلاق النار، نقل أكثرها إلى سوريا.:183
انتهت الحرب رسمياً مع نهاية يوم 24 أكتوبر من خلال اتفاق وقف إطلاق النار الموقع بين الجانبين العربي الإسرائيلي، ولكنه لم يدخل حيز التنفيذ على الجبهة المصرية فعليّاً حتى 28 أكتوبر. على الجبهة المصرية حقق الجيش المصري هدفه من الحرب بعبور قناة السويس وتدمير خط بارليف وإنشاء خط دفاعي شرق القناة، وعلى الرغم من حصار الجيش المصري الثالث شرق القناة، وقفت القوات الإسرائيلية كذلك عاجزة عن السيطرة على مدينتي السويس والإسماعيلية غرب القناة. تلا ذلك مباحثات الكيلو 101 واتفاقيتي فض اشتباك، ثُمّ جرى لاحقاً بعد سنوات توقيع معاهدة السلام بين مصر وإسرائيل في 26 مارس/آذار 1979، واسترداد مصر لسيادتها الكاملة على سيناء وقناة السويس في 25 أبريل/نيسان 1982، ما عدا طابا التي تم تحريرها عن طريق التحكيم الدولي في 19 مارس/آذار 1989.:7:17 أمّا على الجبهة السوريّة، فقد وسّع الجيش الإسرائيلي الأراضي التي يحتلها وتمدد حوالي 500 كم2 وراء حدود عام 1967 فيما عُرف باسم جيب سعسع، وتلا ذلك حصول حرب استنزاف بين الجانبين السوري والإسرائيلي استمرت 82 يوماً في العام التالي، وانتهت باتفاقية فك الاشتباك بين سوريا وإسرائيل والتي نصت على انسحاب إسرائيل من الأراضي التي سيطرت عليها في حرب أكتوبر، ومن مدينة القنيطرة، بالإضافة لإقامة حزام أمني منزوع السلاح على طول خط الحدود الفاصل بين الجانب السوري والأراضي التي تحتلها إسرائيل.

## التسمية
سميت الحرب في مصر حرب السادس من أكتوبر تيمناً بالشهر الميلادي الذي نشبت فيه الحرب أو حرب العاشر من رمضان تيمناً بالشهر الهجري الموافق لنفس التاريخ. وتعرف الحرب في سوريا باسم حرب تشرين التحريرية تيمناً بالشهر السرياني الموافق لتاريخ الحرب. فيما تعرف الحرب في إسرائيل باسم حرب يوم الغفران (بالعبرية: מלחמת יום כיפור، ميلخمت يوم كيبور) نظراً لموافقة تاريخ بدء الحرب عيد يوم الغفران اليهودي.

## الخلفية التاريخية

### العدوان الثلاثي

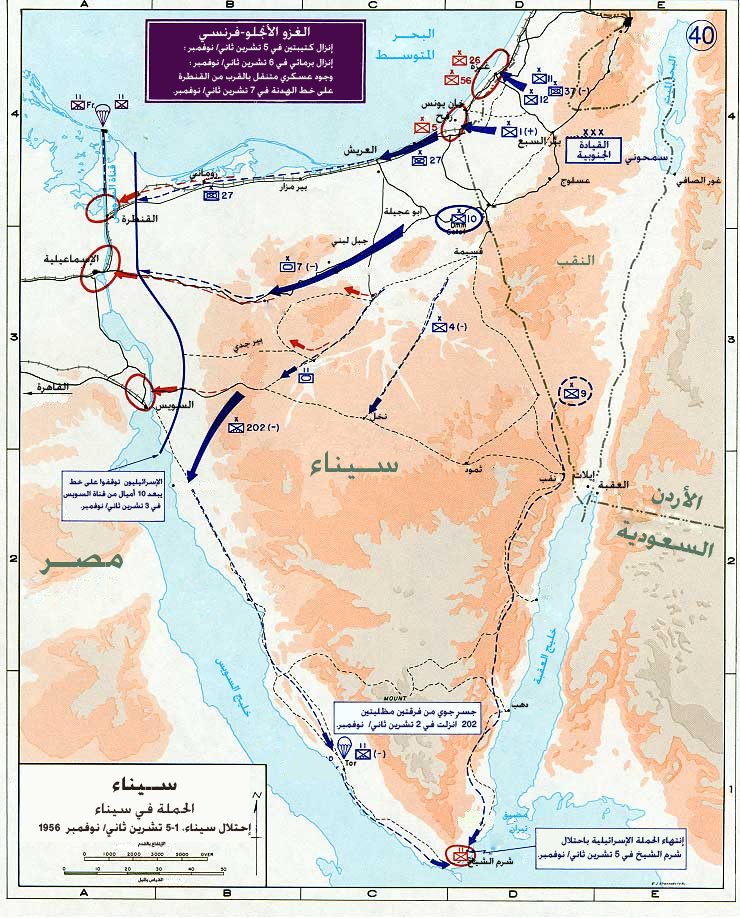
خريطة احتلال سيناء أثناء العدوان الثلاثي

في ديسمبر/كانون الأول 1955 قبلت مصر عرضاً من أمريكا وانجلترا والبنك الدولي للحصول على قرض لتنفيذ مشروع السد العالي، تلاها طلب مصر شراء صفقة أسلحة إلا أن هذا الطلب قوبل بالرفض فاتجهت مصر لشراء ما تحتاج من أسلحة من الاتحاد السوفيتي، فرأت أمريكا وانجلترا في الخطوة المصرية مظهراً من مظاهر التحدي فتراجعا عن تمويل السد العالي، فأعلن جمال عبد الناصر في 26 يوليو/تموز 1956 قرار تأميم شركة قناة السويس. رداً على تأميم القناة قامت كل من بريطانيا وفرنسا وإسرائيل بعقد «اتفاقية سيفر» في 28 يوليو/تموز 1956 بباريس للهجوم على مصر. بدأ العدوان بهجوم إسرائيلي مفاجئ يوم 29 أكتوبر 1956، تلاه في يوم 30 أكتوبر/ تشرين الأول تقديم كل من بريطانيا وفرنسا إنذاراً لمصر يطالب بوقف القتال بين الطرفين، ويطلب من مصر وإسرائيل الانسحاب عشرة كيلو مترات عن قناة السويس وقبول احتلال بورسعيد والإسماعيلية والسويس، من أجل حماية الملاحة في القناة، وهو ما أعلنت مصر رفضه، وفي 31 أكتوبر/ تشرين الأول هاجمت الدولتان مصر، فأصدر جمال عبد الناصر الأوامر بسحب جميع القوات المصرية من صحراء سيناء إلى غرب قناة السويس لمواجهة تلك القوات. وفي 5 نوفمبر/تشرين الثاني بدأت عملية غزو مصر من جانب القوات البريطانية والفرنسية من بورسعيد. دارت في بورسعيد معارك عنيفة بين قوات العدوان الثلاثي وقوات المقاومة الشعبية، وفي 2 نوفمبر/تشرين الثاني اتخذت الجمعية العامة للأمم المتحدة قراراً بإيقاف القتال، وأدى الضغط الدولي بقيادة الاتحاد السوفيتي والولايات المتحدة إلى توقف التغلغل الإنجليزي الفرنسي، وقبولهما وقف إطلاق النار اعتباراً من 7 نوفمبر/تشرين الثاني، تلا ذلك انسحاب القوات الإنجليزية والفرنسية من بورسعيد وانسحاب القوات الإسرائيلية من سيناء وقطاع غزة، وقررت الأمم المتحدة وضع قوات دولية في شرم الشيخ وعلى حدود مصر الشرقية وحدود قطاع غزة الفلسطيني، ونالت إسرائيل حق تأمين ملاحتها البحرية والجوية عبر خليج العقبة من وإلى ميناء إيلات.:30:51:24:27:1:15

### حرب 1967

طائرة ميج 21 مصرية دمرت على الأرض في حرب 1967

المناطق التي سيطرت عليها إسرائيل بعد حرب 1967

في 13 نوفمبر/تشرين الثاني 1966 قامت إسرائيل بإغارة عسكرية على قرية السموع الأردنية بحجة تدمير قواعد الفلسطينيين، ومع بداية عام 1967 وجهت إسرائيل الاتهام لسوريا بتشجيع أعمال الفدائيين داخل فلسطين، وحدث اشتباك بين الطيران الإسرائيلي والسوري في 7 أبريل/نيسان 1967، أعلنت بعده إسرائيل في 12 مايو/أيار 1967 أنها ستشن حرباً على سوريا لإسقاط نظام الحكم وقامت باستدعاء الجزء الأكبر من قواتها الاحتياطية.:33:37 الأمر الذي دفع مصر إلى اتخاذ إجراءات استثنائية لارتباطها مع سوريا باتفاقية دفاع مشترك، فتم إعلان حالة الطوارئ القصوى وإعلان التعبئة العامة بالقوات المسلحة المصرية، وبدأت القيادة المصرية حشد قواتها في سيناء استعداداً لتنفيذ خطة القاهر الدفاعية.:37:39
طلبت مصر في 16 مايو/أيار 1967 سحب قوات الطوارئ الدولية الموجودة على الحدود الشرقية،:41 وأعلن الرئيس جمال عبد الناصر في 23 مايو/أيار 1967 قراره بإغلاق مضايق تيران (خليج العقبة) أمام الملاحة الإسرائيلية،:44:47 تذرعت إسرائيل بأزمة غلق المضايق وأعلنت في 29 مايو/أيار أن التدخل في حرية الملاحة في خليج العقبة يعتبر عدواناً ضد إسرائيل وأعلنت تعبئة الاحتياطي ورفعت درجة استعداد الجيش الإسرائيلي.:51 خلال تلك الفترة كان قد مضى على خوض القوات المسلحة المصرية لمعاركها بحرب اليمن خمس سنوات والتي شاركت بعملياتها ثلث القوات البرية بدعم من القوات الجوية والبحرية مما ترتب عليه خسائر متزايدة في الأفراد والمعدات وانخفاض مستوى التدريب والحالة الفنية للأسلحة مما أثر على الكفاءة القتالية للقوات،:62 وذلك في وقت عانى فيه الجيش المصري من تشتت في القيادة وتوزيع المهام، وسوء التنسيق بين الأفرع المختلفة والإدارات وأحادية اتخاذ القرار.:69:80 في 5 يونيو/حزيران 1967 شنت إسرائيل هجومها ضد القوات المصرية في سيناء، وضد القوات الأردنية للاستيلاء على الضفة الغربية، وضد القوات السورية للاستيلاء على هضبة الجولان، وكان رأس حربة هذا الهجوم سلاح الطيران الإسرائيلي المتفوق على الطيران العربي في ذلك الوقت كماً ونوعاً، فقامت بقصف المطارات المصرية لمنع أي طلعات جوية مصرية.:80:81 أعقب ذلك اجتياح بري لسيناء وقطاع غزة من قبل الجيش الإسرائيلي.:97 وعلى الجبهة الأردنية وجهت الطائرات الإسرائيلية ضربتها ضد القوات الجوية الأردنية ومطاراتها واجتاحت برياً الضفة الغربية والقدس الشرقية.:99 وبنفس الأسلوب أجهض الطيران الإسرائيلي الطلعات الجوية السورية واحتلت هضبة الجولان.:100:16:21

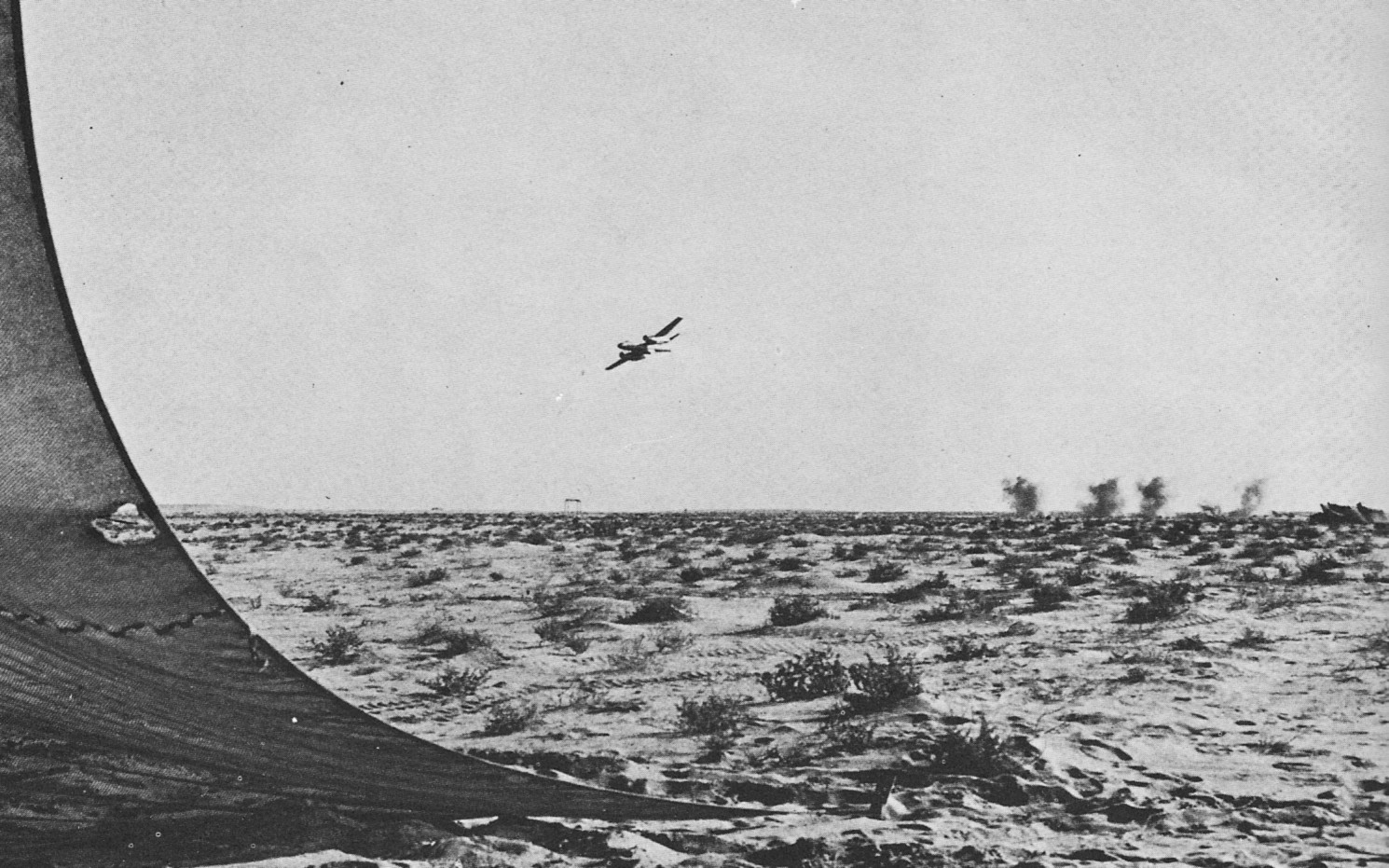
قاذفة مصرية من طراز إليوشن إي أل-28 تقصف أهداف إسرائيلية في سيناء خلال حرب الاستنزاف

### حرب الاستنزاف
حرب الاستنزاف هي حرب استمرت ثلاث سنوات ونصف السنة، شنتها القوات المصرية على القوات الإسرائيلية في سيناء عقب هزيمة حرب 1967. قامت الحرب على أساس استنزاف قدرات الجيش الإسرائيلي وليس على أساس المواجهة المباشرة ومنعه من الوصول إلى غرب القناة. تضمنت الحرب ثلاث مراحل رئيسية هي مرحلة الصمود، ثم مرحلة المواجهة والدفاع، وأخيرا مرحلة الردع والحسم. نجحت مصر خلال تلك الفترة في استكمال بناء منظومة الدفاع الجوى المصري، وتحريك حائط صواريخ الدفاع الجوى إلى قرب حافة الضفة الغربية للقناة، وتنفيذ عدة عمليات لعبور الشاطئ الشرقي للقناة داخل عمق سيناء، كما أعادت بناء قواتها الجوية، وأعادت تنظيم وتدريب القوات المسلحة. خلال عمليات تلك الفترة استشهد الفريق عبد المنعم رياض رئيس أركان حرب القوات المصرية وهو على الخطوط الأمامية للجبهة في موقع المعدية رقم 6 بمنطقة الإسماعيلية أثناء معارك المدفعية يوم 9 مارس/آذار 1969.:229:130:40

### مبادرة روجرز
في 5 يونيو/حزيران 1970 قدمت الولايات المتحدة الأمريكية مبادرةً عن طريق وزير خارجيتها وليام روجرز لإيقاف النيران لمدة 90 يوماً بين مصر وإسرائيل وأن يدخل الطرفان في مفاوضات جديدة لتنفيذ القرار 242. استجاب الطرفان لإيقاف النيران في 8 أغسطس/آب 1970 إلا أن إسرائيل لم تفِ بالشق الثاني، وتم تمديد وقف إطلاق النار لثلاثة أشهر أخرى تنتهي في 4 فبراير/شباط 1971 ثم مددت لشهر واحد ينتهي في 7 مارس/آذار 1971، وبعدها أعلنت مصر رفضها تمديد وقف إطلاق النار مرة أخرى مع استمرار حالة اللاسلم واللاحرب.:31:255:25:232

### مقدمات الحرب
في 28 سبتمبر/أيلول 1970 توفي الرئيس جمال عبد الناصر، وانتخب نائبه أنور السادات رئيساً لمصر في 15 أكتوبر/تشرين الأول 1970.:218:219 عقد السادات النية على دخول الحرب وأعلن ذلك في عدة مناسبات منها إعلانه في 22 يونيو/حزيران 1971 أن عام 1971 هو عام الحسم،:268:252 وكلامه أمام المجلس الأعلى للقوات المسلحة في 24 أكتوبر/تشرين الأول 1972 الذي أوضح فيه وجوب تجهيز القوات المسلحة لدخول الحرب.:261
في عام 1973 قرر الرئيسان المصري أنور السادات والسوري حافظ الأسد اللجوء إلى الحرب لاسترداد الأرض التي خسرتها الدولتان في حرب حرب 1967، فقرر مجلس اتحاد الجمهوريات العربية في 10 يناير/كانون الثاني 1973 تعيين الفريق أول أحمد إسماعيل علي قائداً عاما للقوات الاتحادية،:56 وخلال يومي 22 و23 أغسطس/آب 1973 اجتمع القادة العسكريون السوريون برئاسة مصطفى طلاس وزير الدفاع مع القادة العسكريين المصريين برئاسة أحمد إسماعيل علي في الإسكندرية سراً ليشكلوا معاً المجلس الأعلى للقوات المسلحة المصرية والسورية المكون من 13 قائد، وذلك للبت في الموضوعات العسكرية المشتركة والاتفاق النهائي على موعد الحرب، واتفق في هذا الاجتماع على بدء الحرب في أكتوبر/تشرين الأول 1973، وخلال اجتماع السادات مع الأسد في دمشق يومي 28 و29 أغسطس/آب اتفقا على أن يكون يوم 6 أكتوبر/تشرين الأول 1973 هو يوم بدء الحرب.:269:270

## ميزان القوى
لا يزال تقدير القوات المشاركة في حرب أكتوبر على الجبهتين المصرية والسورية بدقة أمراً صعباً، نظراً لأن بعض الوثائق الخاصة بالحرب لا تزال سرية ولم يسمح بنشرها بعد، ولذلك اختُلف في تقدير ميزان القوى بين القوات طبقاً للروايات المختلفة حول الحرب، ولكن يمكن تقدير معظمها على النحو التالي من حيث العدد فقط، مع مراعاة أن نوع التسليح العربي يختلف تماماً عن نوع التسليح الإسرائيلي في ذلك الوقت المتفوق نوعياً وتكنولوجياً، وحقيقة أن الولايات المتحدة مدت جسراً جوياً مباشراً بينها وبين إسرائيل لتعويض جميع خسائرها على خلاف ما حدث على الجبهات العربية التي مد إليها الاتحاد السوڤييتي جسراً جوياً متواضعاً بالمقارنة مع الإمدادات الأمريكية لإسرائيل، ما جعل من الصعب تحديد الحجم الدقيق للقوات. وفي حين تميزت القوات البحرية المصرية بالتفوق العددي في الأسلحة البحرية إلا أنها لم تشارك بشكل مباشر ومناسب بالعمليات الحربية بسبب التفوق الجوي الإسرائيلي الذي كبح قدرة القطع البحرية المصرية على التحرك والمناورة بحريّة، وذلك فيما عدا الحصار البحري الذي فرضته مصر على إسرائيل من خلال إغلاق مضيق باب المندب بوجه الملاحة الإسرائيلية وعدة عمليات قصف مدفعي أخرى::180:182:72:100

### التشكيلات العسكرية
| التشكيل                                     | مصر       | سوريا | إسرائيل |
| ------------------------------------------- | --------- | ----- | ------- |
| لواء مدرع                                   | 10        | 10    | 16      |
| لواء ميكانيكي "آلي"                         | 8         | 5     | 6       |
| لواء مشاة                                   | 19        | 12    | 9       |
| لواء قوات خاصة "مظليين، محمولة جواً، مغاوير" | 3         | -     | 5       |
| لواء صواريخ                                 | 1 (R-17E) | -     | -       |

### الأسلحة الرئيسية
| السلاح                         | مصر     | سوريا     | إسرائيل     |
| ------------------------------ | ------- | --------- | ----------- |
| دبابات                         | 1700    | 1600-1800 | 2350 - 2400 |
| مركبات مدرعة                   | 2000    | 1300-1500 | 4000        |
| مدافع وهاونات وراجمات صواريخ   | 2500    | 1000-1200 | 950-1470    |
| طائرات (مقاتلة، قاذفة، عمودية) | 650-750 | 310-350   | 465-485     |
| زوارق طوربيد                   | 34-36   | 13-17     | 9-81        |
| زوارق صواريخ                   | 17-19   | 8-9       | 14          |
| زوارق دورية                    | 12      | 3         | 20          |
| مدمرات                         | 5       | ـ         | ـ           |
| فرقاطات                        | 3       | ـ         | ـ           |
| غواصات                         | 12      | ـ         | 1-2         |
| كاسحات ألغام                   | 8-14    | 4         | 4           |
| سفن إنزال                      | 14      | ـ         | 10          |

## الجبهة المصرية (سيناء)

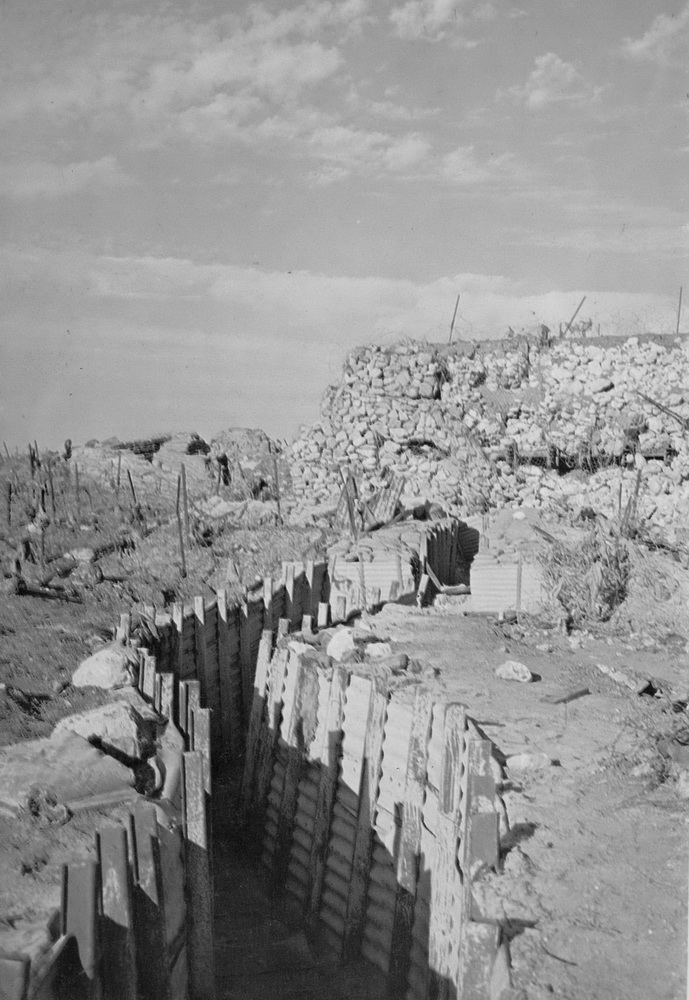
أحد حصون خط بارليف

### الدفاعات الإسرائيلية (خط بارليف)
أنشأ الإسرائيليون سداً ترابياً على الضفة الشرقية لقناة السويس بارتفاع يصل في الأماكن المهمة إلى 20 م، وبميل يتراوح ما بين 45 و65 درجة بهدف منع عبور أي مركبةٍ برمائيةٍ من القناة إلى الضفة الشرقية. وعلى طول هذا السد الترابي بني خط دفاعي قوي أطلق عليه «خط بارليف» يتكون من 35 حصناً تتراوح المسافة بينهم ما بين 1 كم في الاتجاهات المهمة و5 كم في الاتجاهات غير المهمة على طول القناة، وفي منطقة البحيرات المرة تباعدت هذه الحصون لتصل المسافة بينها ما بين 5 إلى 10 كم.
كانت تلك الحصون مدفونة في الأرض وذات أسقف يمكنها تحمل قصف المدفعية وكانت تحيط بها الألغام والأسلاك الشائكة الكثيفة لتصعيب مهمة الاقتراب منها، وتمكينها من غمر القناة بالنيران الكثيفة لمنع أي مهمة عبور للقوات المصرية، وبين تلك الحصون كانت هناك مرابض للدبابات يفصل بين كل منها 100 متر يمكن للقوات الإسرائيلية احتلالها في حالات التوتر لصد الهجمات.
كفل تصميم الخط الدفاعي للدبابات الإسرائيلية التحرك بحرية من مربض لآخر دون أن تراها القوات المصرية من الجانب الغربي للقناة، كما تم تزويد تلك الحصون بمؤن وذخيرة تجعلها تكتفي ذاتياً لمدة سبعة أيام، وتم تأمين وسائل اتصالها بشكل جيد مع قياداتها بالخطوط الخلفية. وخصصت القيادة الإسرائيلية لواء مشاة لاحتلال تلك الحصون ولواء مدرع يعمل كاحتياطي قريب متمركز على بعد 5 إلى 8 كم، ولواءين مدرعين يتمركزان بمنطقة أبعد على بعد 25 إلى 30 كم.:31:32:73:75

### التخطيط
حينما تولى السادات منصب الرئاسة عام 1970 لم تكن القيادة العسكرية المصرية تمتلك خططاً عسكريةً لمهاجمة القوات الإسرائيلية،:3 والتي تحتل شبه جزيرة سيناء وقطاع غزة منذ حرب 1967 وكل ما كانت تمتلكه هو خطة دفاعية أطلق عليها اسم «الخطة 200»، بجانب خطة تعرضية تسمى «جرانيت» والتي تشمل تنفيذ بعض الغارات على مواقع القوات الإسرائيلية في سيناء إلا أنها لم تكن بالمستوى الذي يسمح بتسميتها خطةً هجومية.:3
بدأ الإعداد للخطط الهجومية المصرية عقب تولي الفريق سعد الشاذلي منصب رئيس أركان حرب القوات المسلحة في 16 مايو/أيار 1971 والذي بدأ مهام عمله بدراسة الإمكانيات الفعلية للقوات المسلحة المصرية ومقارنتها بالمعلومات المتاحة عن قدرات الجيش الإسرائيلي وذلك بهدف التوصل إلى خطةٍ هجوميةٍ واقعيةٍ تتوافق مع الإمكانيات المتاحة للقوات المصرية في ذلك الوقت.:3 وخلص الشاذلي من دراسته -وطبقاً للإمكانيات المتاحة- بأن المعركة يجب أن تكون محدودةً وأن يكون هدفها عبور قناة السويس وتدمير خط بارليف ثم اتخاذ أوضاعٍ دفاعيةٍ على مسافةٍ تتراوح ما بين 10 و12 كم شرق القناة، وأن تبقى القوات في تلك الأوضاع الجديدة إلى أن يتم تجهيزها وتدريبها للقيام بالمرحلة التالية من تحرير الأرض.:3
عرض الشاذلي فكرته على وزير الحربية الفريق الأول محمد صادق،:3 إلا أنه عارضها بحجة أنها ستبقي ما يزيد عن 60,000 كم² من أراضي سيناء بالإضافة إلى قطاع غزة تحت الاحتلال الإسرائيلي فضلاً عن أنها ستوجد وضعاً عسكرياً أصعبَ من وضع الجبهة الحالي الذي يحتمي خلف قناة السويس باعتبارها مانعاً مائياً جيداً، وكان يرغب في التخطيط لعمليةٍ عسكريةٍ هجوميةٍ تهدف إلى تدمير جميع القوات الإسرائيلية في سيناء لتحريرها هي وقطاع غزة في عمليةٍ واحدةٍ ومستمرة.:3 في نهاية المطاف وبعد نقاشاتٍ وجلساتٍ مطولةٍ جرى التوصل إلى حلٍّ وسطٍ تمثل في إعداد خطتين الأولى هي «العملية/الخطة 41» التي تهدف إلى الاستيلاء على المضائق الجبلية في سيناء وقد أُعدت بالتعاون مع المستشارين السوڤييت بهدف إطلاعهم على احتياجات القوات المسلحة لتنفيذ الخطة، والثانية هي «خطة المآذن العالية» وتهدف إلى عبور قناة السويس وتدمير خط بارليف واحتلاله واتخاذ أوضاعٍ دفاعيةٍ واستنزاف إمكانيات الجيش الإسرائيلي إلى حين القيام بالمرحلة التالية من المعركة، وجرى إعداد تلك الخطة في سريةٍ تامّةٍ بعيداً عن أعين المستشارين السوڤييت. وخلال عام 1972 أدخلت تعديلات على «العملية/الخطة 41» وتغير اسمها إلى «جرانيت 2» ولكن بقي جوهرها كما هو. وركزت القوات المسلحة المصرية على تنفيذ «خطة المآذن العالية» التي كانت تناسب إمكاناتها في ذلك الوقت، وتغير اسم الخطة في سبتمبر/أيلول 1973 إلى «الخطة بدر» بعد أن تحدد موعد الهجوم ليكون السادس من أكتوبر/تشرين الأول من العام نفسه.:3:18:67 وبناءً على هذه الخطة صدر «التوجيه 41» عن رئاسة الأركان المصرية الذي نظم عملية العبور.:24

#### اختيار موعد الحرب

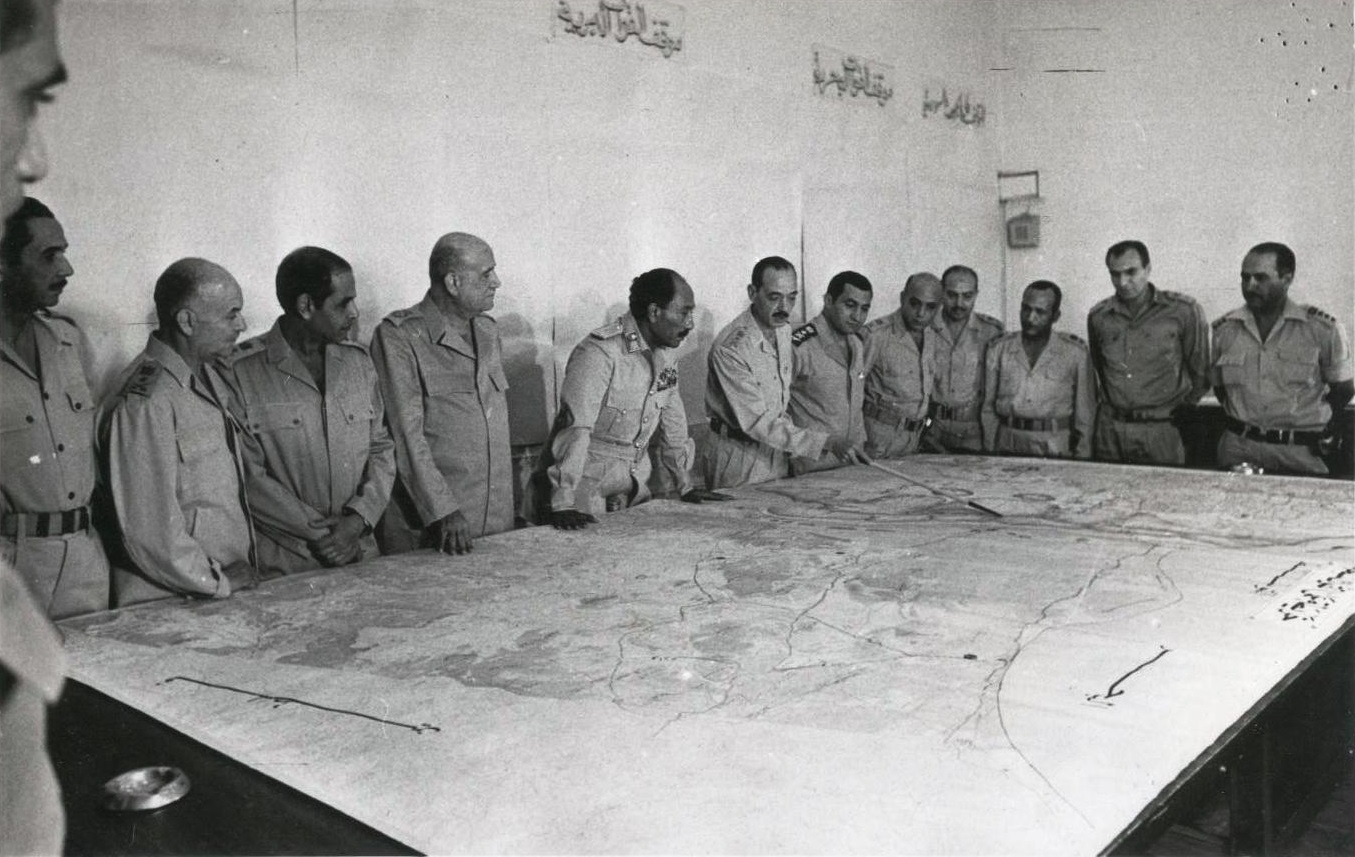
قادة الأركان المصريون أثناء حرب أكتوبر.

في 22 يوليو/تموز 1972 طلب الرئيس السادات سحب المستشارين العسكريين السوڤييت من مصر، وقرر أن الحرب ستجري بما هو متوفر من السلاح والمعدات وضمن طاقتها التي تسمح بها. منذ تكليف السادات للقوات المسلحة بالاستعداد للحرب في مؤتمر الجيزة يوم 24 أكتوبر/تشرين الأول 1972 عملت هيئة عمليات القوات المسلحة برئاسة اللواء عبد الغني الجمسي على تحديد أنسب التوقيتات للهجوم، وذلك بناءً على عدة عواملَ منها الموقف العسكري الإسرائيلي، وحالة القوات المصرية، والمواصفات الفنية للقناة من ناحية حالة المد والجزر وسرعة التيار واتجاهه والأحوال الجوية، وذلك بهدف تحقيق أفضل الظروف للقوات المصرية وأسوئها للقوات الإسرائيلية، مع مراعاة أن يناسب التاريخ الجبهة السورية أيضاً (يبدأ الثلج والجليد في نوفمبر/تشرين الثاني على مرتفعات الجولان فتوجب ألا تتأخر الحرب عن أكتوبر). بناءً على العديد من الدراسات حددت شهور مايو/أيار أو أغسطس/آب أو سبتمبر/أيلول-أكتوبر/تشرين الأول كأنسب الشهور للهجوم، وكان أفضلها شهر أكتوبر/تشرين الأول 1973 لعدة أسبابٍ منها لكونه أفضلَ الشهورِ بالنسبة لحالة المناخ على كلا الجبهتين المصرية والسورية، كما أن الانتخابات البرلمانية الإسرائيلية ستُجرى يوم 28 منه وسينشغلُ الشعب والجيش بالحملات الانتخابية (باعتبار جميع المدنيين القادرين على حمل السلاح هم عناصر احتياطٍ في الجيش في إسرائيل)، وبعد دراسة العطلات الرسمية في إسرائيل حيث تكون قواتها المسلحة في أدنى استعداداتها وُجد أن يوم السبت -عيد الغفران أو كيبور- 6 أكتوبر 1973 م / 10 رمضان 1393 هـ هو الأنسب لأنه اليوم الوحيد في السنة الذي تتوقف فيه الإذاعة والتلفزة عن البث، مما سيتطلب من إسرائيل وقتاً أطول لاستدعاء الاحتياطي الذي يمثل القاعدة العريضة لقواتها المسلحة.:265:269 واختيرت الساعة 14:00 (1400 وفق العرف العسكري) بعد الظهر لانطلاق الهجوم حيث تكون الشمس جهة الغرب خلف ظهور المصريين وتغشى عيون الإسرائيليين مما يُتيح رؤيةً جيدةً جداً للمهاجمين على عكس المدافعين، وتقرر هذا في الاجتماع المشترك السري بين القيادتين العسكريتين المصرية والسورية برئاسة وزيريْ الدفاع في 22 أغسطس/آب في قيادة القوات البحرية في الإسكندرية.

#### الخداع الإستراتيجي
في يوليو/تموز 1972 اجتمع الرئيس السادات مع رئيس المخابرات العامة ومدير المخابرات الحربية ومستشار الأمن القومي والقائد العام للقوات المسلحة لوضع خطة خداع استراتيجي تسمح لمصر بالتفوق على التقدم التكنولوجي والتسليحي الإسرائيلي عن طريق إخفاء أي علامات للاستعداد للحرب وحتى لا تقوم إسرائيل بضربة إجهاضية للقوات المصرية في مرحلة الإعداد على الجبهة، واشتملت الخطة على ستة محاور رئيسية تضمنت إجراءات تتعلق بالجبهة الداخلية، إجراءات تتعلق بنقل المعدات للجبهة، إجراءات خداع ميدانية، إجراءات خداع سيادية، تأمين تحركات واستعدادات القوات المسلحة، توفير المعلومات السرية عن القوات الإسرائيلية وتضليلها.:ج2ص459:460:114:117:152:170

#### التغلب على مشكلات العبور

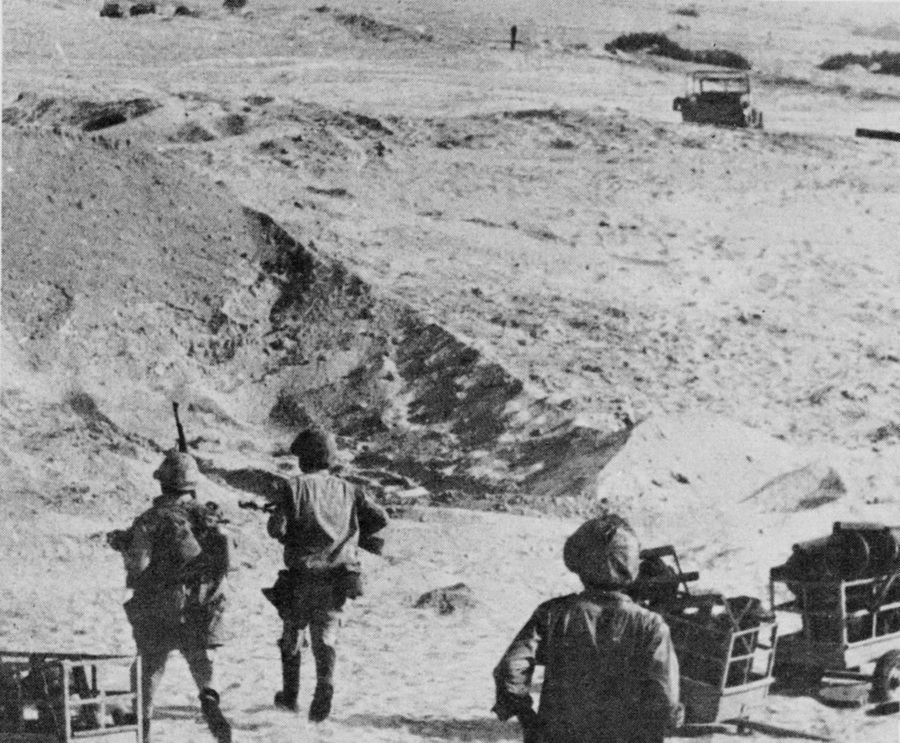
الجنود المصريون مع عربات الجر المحملة بالذخيرة

شكلت قناة السويس مانعاً مائياً صناعياً صعب العبور، إذ يبلغ عرضها ما بين 180 إلى 200 متر، وأجنابها حادة ومكسوة بالحجارة مما يمنع عبور الدبابات البرمائية، بالإضافة إلى ذلك أنشأ الإسرائيليون سداً ترابياً على الضفة الشرقية أسسوه على التلال الرملية الناتجة من حفر القناة عند شقها، وعلى طول هذا السد شيدوا خطَّ دفاعٍ منيعٍ جداً مؤلفٍ من خمسةٍ وثلاثين حصناً منيعاً من بور فؤاد شمالاً إلى لسان بور توفيق جنوباً أطلقوا عليه «خط بارليف» نسبةً إلى حاييم بارليف رئيس الأركان الإسرائيلي السابق (ما بين 1968/1/1 - 1972/1/1). استندت خطة العبور إلى فتح ثغراتٍ في الساتر الترابي الشرقي لإنشاء رؤوس الجسور وتسهيل عبور المشاة والمعدات والمركبات باستخدام فكرةٍ بسيطةٍ ولكنها فعالةٌ، وهي التجريف بضغط المياه باستخدام المضخات وخُصِّص لكل ثغرةٍ خمس مضخاتٍ يمكنها إزاحة 1500 متر مكعب من الأتربة خلال ساعتين بعدد أفراد من 10 إلى 15 جندي.:31:34
للتغلب على نيران النابالم المشتعلة على سطح القناة خُطِّط لسد فتحات أنابيب المواد المشتعلة قبل بدء العبور بمادة قوية سريعة التصلب، مع قصف خزاناتها بالمدفعية أثناء فترة التمهيد المدفعي الذي يسبق الهجوم، وانتخاب نقط عبور فوق اتجاه التيار لتفادي تأثير السائل المحترق. ولتدعيم المشاة العابرة إلى الضفة الشرقية بالذخيرة والمؤن -ريثما يبدأ عملُ الجسور وبجري نقلُ المعداتِ والأسلحةِ الثقيلة- جرى تغيير الشدات الميدانية لجنود المشاة لتسمح بحمل أوزانٍ تصل حتى ثلاثين كيلوجراماً ويمكنها السماحُ للجندي بالتحرك بيسرٍ داخل أرض المعركة، كما جرى إمدادهم بعربات جرِّ يدويِّ يمكنها حمل مئةٍ وخمسينَ كيلوجراماً من الذخيرة والمعدات وتُجرُّ بواسطة فردين، وزُود المشاة بنظاراتٍ مُعتمةٍ يُمكِّنُ ارتداؤها من مواجهة الأضواء المبهرة التي قد تستخدم لإعاقة ضرباتهم، بالإضافة إلى سلالم الحبال المستخدمة في البحرية المصنوعة من درجاتٍ خشبيةٍ وأجنابٍ من الحبال مما يسهل طيه وحمله ويمنع غوص أرجل الجنود وعرباتهم في رمال الساتر الترابي.:35:40:75:76

### السادس من أكتوبر

#### الضربة الجوية
في تمام الساعة 1400 من يوم 6 أكتوبر/تشرين الأول 1973 نفذت 220 طائرة حربية مصرية ضربة جوية على الأهداف الإسرائيلية شرقي القناة (كان أقصى عمقٍ ممكنٍ للطائرات المصرية خط المضائق في منتصف سيناء، وعليه غطت الضربة الجوية النصف الغربي من سيناء عدا هجوم واحد قصف مطاراً جنوب العريش). عبرت الطائرات على ارتفاعاتٍ منخفضةٍ للغاية (حوالي 30 م) لتفادي الرادارات الإسرائيلية، وقد استهدفت المطارات ومراكز القيادة ومحطات الرادار والإعاقة الإلكترونية وبطاريات الدفاع الجوي وتجمعات الأفراد والمدرعات والدبابات والمدفعية والنقاط الحصينة في خط بارليف ومصافي النفط ومخازن الذخيرة.:250:253 جاء في تقرير قائد القوى الجوية عقب الهجوم أن الضربة حققت 95 % من أهدافها الموضوعة، وخسرت أحد عشر طياراً شهيداً منهم ستة طيارين في الغارة على مطار الطور قرب شرم الشيخ ويعود ذلك لفقدان عنصر المفاجأة بسبب ملاقاتهم أربع طائراتٍ فانتوم كانت تقوم بدوريةٍ اعتياديةٍ فوق شرم الشيخ فجرت معركة غير متكافئةٍ بسبب التفوق النوعي لطائرة الفانتوم وقتئذٍ.

#### التمهيد المدفعي
بعد عبور الطائرات المصرية بخمس دقائقَ بدأتِ المدفعية المصرية (حوالي 2200 مدفعٍ) قصف التحصينات والأهداف الإسرائيلية الواقعة شرقَ القناةِ قصفاً كثيفاً تحضيراً لعبور المشاة، فيما تسللت عناصر من سلاح المهندسين والصاعقة إلى الشاطئ الشرقي للقناة لإغلاق الأنابيب التي تضخ السائل المشتعل (النابالم) إلى سطح المياه. في تمام الساعة 1420 توقفت المدفعية ذات السمت (خط المرور) العالي عن قصف النسق الأمامي لخط بارليف ونقلت نيرانها إلى العمق حيث مواقعُ النسق الثاني، وقامت المدفعية ذات السمت (خط المرور) المسطح بالقصف المباشر على مواقع خط بارليف لتأمين عبور المشاة تحت غطاءٍ من نيرانها.:250:253

#### العبور
في تمام الساعة 1830 كان ألفا ضابطٍ وثلاثين ألف جنديٍّ من خمس فرق مشاةٍ؛ ثلاث من الجيش الثاني الميداني وقطاعه من شمال البحيرات المرة حتى بورسعيد، واثنتان من الجيش الثالث الميداني وقطاعه من جنوب البحيرات المرة حتى السويس، قد عبروا القناة، واحتفظوا بخمسة رؤوس جسورٍ (واحدٍ لكل فرقة)، واستمر سلاح المهندسين بفتح الثغرات في الساتر الترابي لإتمام مرور الدبابات والمركبات البرية، فيما عبر لواءُ برمائيُّ مكونُ من عشرين دبابةٍ برمائيةٍ وثمانين مركبةٍ برمائيةٍ عبر البحيرات المرة في قطاع الجيش الثالث، وبدأ يالتعامل مع القوات الإسرائيلية. في تمام الساعة 2030 اكتمل بناء أول جسرٍ ثقيلٍ، وفي تمام الساعة 2230 اكتمل إنشاء سبعةِ جسورٍ أخرى وبدأت الدبابات والأسلحة الثقيلة تتدفق نحو الشرق مستخدمةً هذه الجسورَ وإحدى وثلاثين معدّيةً.:251

### السابع من أكتوبر
كانت القواتُ المصرية صبيحةَ يوم الأحد 7 أكتوبر/تشرين الأول قد أنجزت عبورها لقناة السويس وأصبح لدى القيادة العامة خمس فرق مشاةٍ بكامل أسلحتها على الضفة الشرقية للقناة، بالإضافة إلى ألف دبابةٍ، وتهاوى خط بارليف الدفاعي واستولى الجيش المصري على تحصيناته عدا حصن لسان بور توفيق المنيع جنوب شرق السويس الذي سقط يوم 11 أكتوبر/تشرين الأول، وتحطمت أسطورة الجيش الإسرائيلي الذي لا يقهر. يومَ السابعِ من أكتوبر/تشرين الأول واصلتِ القوات المصرية توسيع رؤوس جسور فرق المشاة وسد الثغرات فيما بينها ضمن نطاق كلٍّ من الجيشين الميدانيين. وكانت القوات الخاصة وقوات الصاعقة المحمولة جواً قد قامت في اليوم السابق بالإسقاط في مؤخرة القوات الإسرائيلية لتنفيذ كمائنَ ضد قوات الاحتياط المتقدمة من الخلف نحو الجبهة على أربعة محاور؛ رمانة (شمالاً)، والطاسة، وممر الجدي، وممر متْلا (جنوباً)، ما أرغم العدو على التحرك ببطءٍ وحذرٍ، وأخّر وصول قواته إلى الميدان لساعاتٍ كانت حاسمةً في تثبيت الوجود العسكري المصري شرق القناة. جرى كذلك تحسين الموقف الإداري والتعبوي (اللوجستي) للقوات لإعطائها دفعةً قويةً لمعاركها التالية. أثناءَ ذلك دَعّمتِ القواتُ الإسرائيليةُ موقفها بالتدريج على الجبهةِ، ودفعت بخمسة ألويةٍ مدرعةٍ وثلاثمئة دبابةٍ لتعويض خسائر الألوية المدرعة الثلاثة التي كانت تتمركز خلف تحصينات خط بارليف.:260:262:121:123 أنجزت قوات الصاعقة المجوقلة [المنقولة جواً] بالحوامات مهامها في ظروفٍ قتاليةٍ بالغة الصعوبة وسيطرةٍ جويةٍ معاديةٍ مطلقة، ماحدا برئيس الأركان الإسرائيلي ديفيد أليعازر ليصف قتالها بالشراسة والشجاعة منقطعة النظير، والقليل جداً منها من استطاع العودة، وبعض الوحدات لم ينج منها أحد (نتيجة حفرياتٍ حديثةٍ بعضها دعمته اعترافاتٌ نشرت مؤخراً جرى الكشف عن إعداماتٍ ميدانيةٍ لجنودٍ أسرى في منطقة الممرات بأمرٍ مباشرٍ من الجنرال شارون). قامت مجموعة الصاعقة المؤلفة من 220 فرداً التي أُنزلت بالحوامات في «رمانة» على المحور الساحلي يوم 6 أكتوبر بتعطيل تقدم لواءٍ مدرعٍ من مجموعة الجنرال أدان نحو الجبهة لأكثرَ من ثلاثين ساعةً (كانت مهمتهم القتالية إعاقة التقدم لست ساعاتٍ فقط)، قبل انسحاب المتبقين (25 فرداً) في 8 أكتوبر/تشرين الأول بعد نفاد الذخيرة في مسيرٍ دام خمسة أيامٍ على الأقدام كانوا فيه يكمنون بالنهار ويتسللون في الليل.

### الهجوم المضاد الإسرائيلي

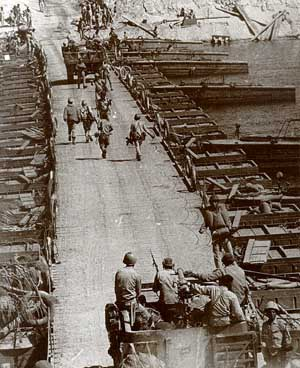
الجسور المصرية.

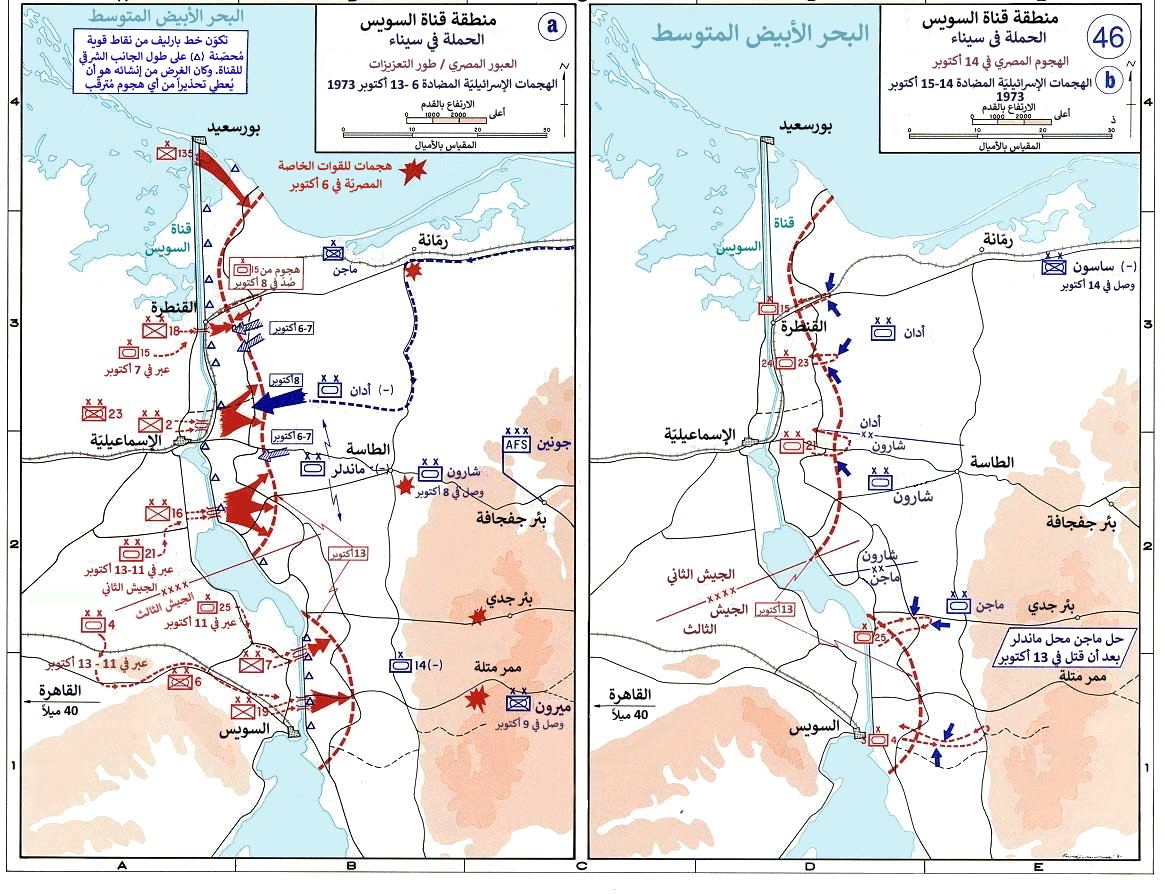
خارطة العمليات في الجبهة المصرية.

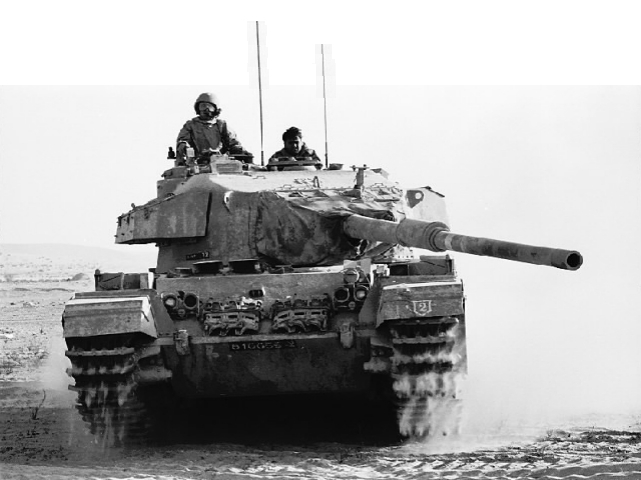
دبابة إسرائيلية.

بحلول يوم 8 أكتوبر/تشرين الأول اندمجت رؤوس جسور الفرق الخمس في رأسَيْ جسرين؛ كلٌّ في جيش. امتد رأس جسر الجيش الثاني الميداني من القنطرة شمالاً إلى الدفرسوار جنوباً، ورأس جسر الجيش الثالث الميداني من البحيرات المرة شمالاً إلى بورتوفيق جنوباً، وكان رأس جسر كل جيشٍ يصل إلى عمق حوالي 10 كم، وبقيت ثغرة بين رأسي جسري الجيشين بطول 30-40 كم شرق البحيرات المرة، وهي منطقة خارج نطاق مظلة الدفاع الجوي المصري ولذلك كان التحرك داخلها محدوداً.:261
حشدت القيادة الإسرائيلية في يوم 8 أكتوبر/تشرين الأول ثمانية ألويةٍ مدرعةٍ منظمةٍ في ثلاث فرقٍ؛ فرقتان من ثلاثة ألوية مدرعة الأولى في القطاع الشمالي بقيادة الجنرال برن أدان، والثانية في القطاع الأوسط بقيادة الجنرال أرئيل شارون، أما الفرقة الثالثة فكانت مشكلةً من لواءين مدرعين في القطاع الجنوبي بقيادة الجنرال ألبرت ماندلر.:260:261
وفي هذا اليوم كان حجم القوات المصرية والإسرائيلية يكاد يكون متساوياً من حيث العدد، فقد كان لدى القيادة الإسرائيلية 960 دبابة في حين كان لدى القيادة المصرية 1000 دبابة، إلا أن التفوق النوعي كان في صالح الإسرائيليين حيث تميزت دباباتهم (معظمها سنتوريون وإم 60 الأمريكية، وبعضها ليوبارد الألمانية) بأن جميع مدافعها عيار 105 ملم ومجهزة بوسائل تقدير المسافة والتسديد والرؤية الليلية، في حين اختلفت أعيرة مدافع الدبابات المصرية ما بين 200 دبابة تي 62 عيار مدفعها 115 ملم، و500 دبابة تي 55 عيار مدفعها 100 ملم، و280 دبابة تي 54 عيار مدفعها 85 ملم، و20 دبابة تي 34 عيار مدفعها 76 ملم، وعليه كان للدبابات الإسرائيلية الأفضلية من حيث مدى المدافع، كما أنها لم تكن مرتبطة تكتيكياً بالدفاع عن المشاة مما أعطاها حرية المناورة والتحرك من قطاع إلى آخر خلال ساعاتٍ قليلة، فيما لم تحظَ الدبابات المصرية بتلك الميزة نظراً لأن مهامها القتالية كانت مقصورةً على معاونة المشاة والدفاع عنها ورفع القدرات القتالية لفرق المشاة، وهو الوضع الذي خططت له القيادة المصرية بحيث يناسب ما تمتلكه في ذلك الوقت من عتادٍ وتسليح، وقد ثبت نجاح تكتيك استخدام إمكانات الدبابات المصرية ضمن تشكيلات المشاة وتحاشيها لمعارك الدبابات المفتوحة خلال الأيام التالية للمعركة.:262:263
مع إطلالة صباح يوم 8 أكتوبر/تشرين الأول نفذت القوات الإسرائيلية هجومها المضاد في عدة اتجاهات فهاجمت الفرقة 18 مشاة بقيادة فؤاد عزيز بلواءٍ مدرعٍ في اتجاه القنطرة، والفرقة الثانية مشاة بقيادة حسن أبو سعدة بلواءٍ مدرعٍ آخرَ في اتجاه الفردان، وصدت القوات المصرية الهجوم. وبعد الظهيرة قامت القوات الإسرائيلية باستئناف الهجوم بلواءين مدرعين على الفرقة الثانية مشاة في اتجاه الفردان، بينما هاجم لواء مدرع ثالث الفرقة 16 مشاة بقيادة عبد رب النبي حافظ في اتجاه الإسماعيلية، وتصدت الفرق المصرية للهجمات بنجاح.:268:354:355

#### معركة الفردان

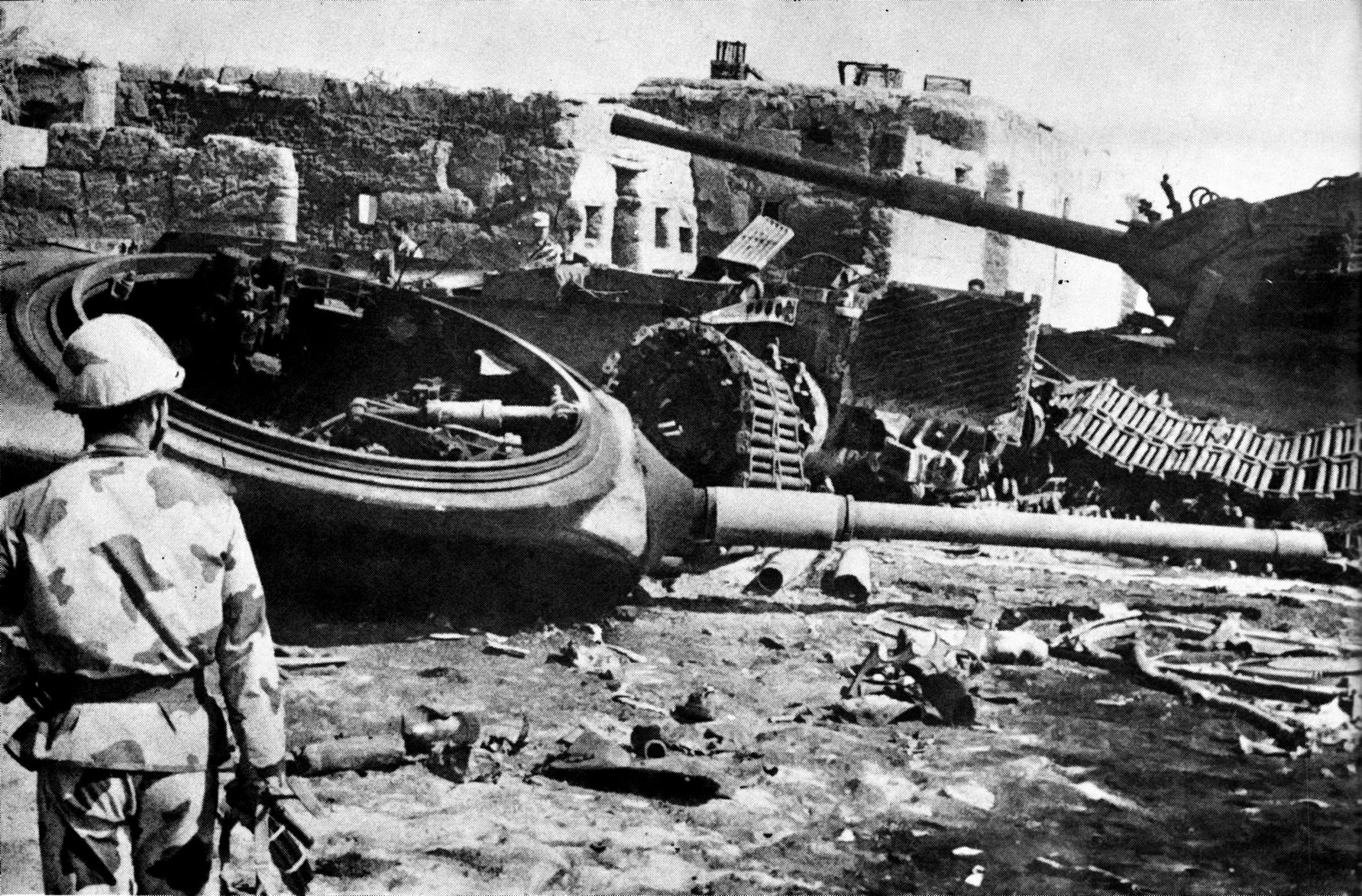
مدرعة إسرائيلية محطمة بالقرب من الإسماعيلية

في 9 أكتوبر/تشرين الأول عاودت القوات الإسرائيلية هجومها ودفعت فرقة أدان بلواءين مدرعين ضد فرقة المشاة الثانية ولواءٍ ثالثٍ مدرعٍ ضد الفرقة 16 مشاة بقيادة عبد رب النبي حافظ في قطاع شرق الإسماعيلية ودارت معركة الفردان بين فرقة آدان والفرقة الثانية مشاة بقيادة حسن أبو سعدة الذي نصب كميناً للدبابات الإسرائيلية المندفعة نحو القناة بتنفيذ انسحابٍ تكتيكيٍّ أمامها حتى وصلت طلائع دباباتها إلى مبعدة نحو ثلاثة كيلومتراتٍ من شط القناة، وأدخلها في «منطقة قتل» (صندوق مفتوح) وفتح النار عليها من ثلاث جهاتٍ في وقتٍ واحدٍ بواسطة المشاة المزودة بالأسلحة المضادة للدبابات (صواريخ مالوتكا م/د المحمولة فردياً)، والدبابات، والمدفعية مما اضطر أدان لسحب قواته بعد تكبده خسائرَ جسيمةً (بقي لديه حوالي 120 دبابةٍ من أصل 280)، وأسر له قائد اللواء 190 المدرع "لواء جولاني" -أحد اللوائين المهاجمَيْن ورأس حربة الهجوم- العقيد عساف ياجوري.:355
ولم يشنَّ الإسرائيليون أيَّ هجومٍ مركزٍ بعد ذلك اليوم. وبذلك فشل الهجوم الإسرائيلي الرئيس يومي 8 و9 أكتوبر/تشرين الأول في تحقيق هدفه وحافظت فرق المشاة المصرية على مواقعها شرق القناة، باستثناء هجومٍ يومَ 10 أكتوبر/تشرين الأول لكتيبة دباباتٍ إسرائيليةٍ مدعّمةٍ بمشاةٍ ميكانيكيةٍ (متحركةٍ بناقلاتٍ مدرعةٍ) على الجناح الأيسر لفرقة المشاة الثانية جرى صده وإرغام قواته على الانسحاب ليلاً.:268

#### معركة بورسعيد
شهدت بورسعيد يوم 8 أكتوبر/تشرين الأول أشد المعارك بين قوات الدفاع الجوي المصرية والقوات الجوية الإسرائيلية، حيث بلغ عدد الطائرات الإسرائيلية المهاجمة لبورسعيد في بعض الطلعات أكثر من 50 طائرة، ونجحت قوات الدفاع الجوي المصرية في إيقاع الكثير من الخسائر بتلك الطائرات وتشتيت الهجمة الجوية الإسرائيلية على بورسعيد.:361:362:168 كانت بورسعيد مهمةً لأتها أقرب نقاط الجبهة إلى فلسطين المحتلة، فمثلت كتائب الصواريخ بعيدة المدى فيها تهديداً استراتيجياً بإمكان وصولها للعمق الإسرائيلي.

### تطوير الهجوم شرقاً (في اتجاه المضايق)

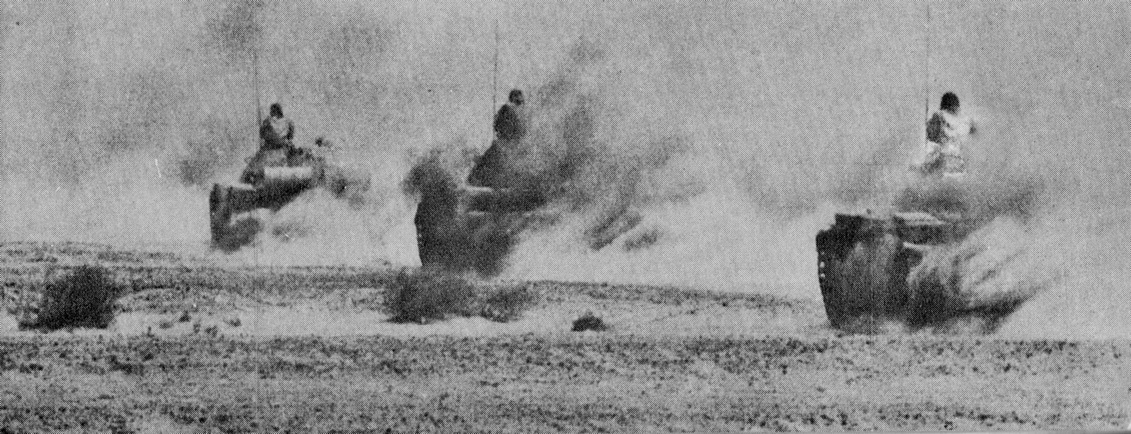
الدبابات المصرية

خلال أيام 11 أكتوبر/تشرين الأول و12 أكتوبر/تشرين الأول طلب وزير الحربية المصري المشير أحمد إسماعيل من رئيس الأركان الفريق سعد الشاذلي أكثر من مرة تطوير الهجوم إلى المضائق بهدف تخفيف الضغط على الجبهة السورية، إلا أن الشاذلي عارض بشدة أي تطوير خارج نطاق الـ15 كيلو شرق القناة التي تتمركز القوات ضمنها بحماية مظلة الدفاع الجوي، حيث يعني أي تقدم خارج تلك المظلة وقوع القوات البرية فريسةً سهلةً للطيران الإسرائيلي دون أن تعود بأي فائدة على الجبهة السورية، وللمرة الثالثة أصر الوزير على تطوير الهجوم معللاً ذلك بأنه قرار سياسي، ويجب أن يبدأ صباح يوم 13 أكتوبر/تشرين الأول، فقامت القيادة العامة بإعداد التعليمات الخاصة بتطوير الهجوم وإرسالها إلى قيادات كلٍّ من الجيشين الثاني والثالث. إلا أن قائدي الجيشين اللواء سعد مأمون واللواء عبد المنعم واصل اعترضا على التنفيذ لأسباب الفريق الشاذلي نفسها، فاستدعيا جميعاً إلى اجتماع في القيادة العامة عرض فيه كل منهم وجهة نظره، إلا أن الوزير أصر على تطوير الهجوم بدعوى أنه قرار سياسي، وتأجل فقط تطوير الهجوم من يوم 13 إلى 14 أكتوبر/تشرين الأول.:272:273:385
وبناءً على أوامر تطوير الهجوم شرقاً استخدمت القيادة المصرية 4 ألوية مدرعة ولواء مشاة ميكانيكي في أربعة اتجاهات مختلفة، فهاجم لواء مدرع في اتجاه ممر متلا في القطاع الجنوبي، ولواء مشاة ميكانيكي في اتجاه ممر الجدي في القطاع الجنوبي (نطاق عمليات الجيش الثالث)، ولواءان مدرعان في اتجاه الطاسة في القطاع الأوسط، ولواء مدرع في اتجاه بالوظة في القطاع الشمالي (نطاق عمليات الجيش الثاني). ونتيجة لسرعة تعويض القوات الإسرائيلية لخسائرها في الدبابات -التي وصلت إلى 260 دبابة في أيام 8 و9 أكتوبر/تشرين الأول بفعل الجسر الجوي الأمريكي- أصبح لديها تسعمئة دبابةٍ موزعةٍ على ثمانية ألويةٍ مدرعةٍ يوم 13 أكتوبر/تشرين الأول، فكانت مواجهة غير متكافئة بين 900 دبابةٍ إسرائيليةٍ متفوقةٍ من حيث مدى المدفعية، و400 دبابةٍ مصريةٍ في أرض معركةٍ مناسبةٍ للقوات الإسرائيلية وتحت السيطرة التامة لقواتها الجوية، فضلاً عن أن الهجوم جرى مع أول ضوءٍ صبيحة 14 أكتوبر فكانت الشمس في جهة الشرق تغشى عيون المصريين وخلف ظهر الإسرائيليين، كما فقد المصريون عنصر المفاجأة نتيجة المعلومات الاستخباراتية الأمريكية المتحصلة من جولة طائرة التجسس الأمريكية يوم 13 أكتوبر فوق خليج السويس والقناة، ومنها علم الإسرائيليون أن الفرقتين المدرعتين غرب القناة عبرتا نحو الشرق، الأمر الذي يعني تحضيراً لهجومٍ وشيك. ضف إلى ذلك ضعف الدبابات المصرية ت 55 مقابل الدبابات الإسرائيلية من حيث سماكة التدريع، وعيار المدفع (100 ملم مقابل 105 ملم لمدافع الدبابات الإسرائيلية)، وزاوية توجيه رمي المدفع التي تجبرها على إظهار جزء كبير من جسم الدبابة ما يجعلها أكثر عرضةً للإصابة. عدها الكثيرون مقامرةً غير محسوبةٍ خسرت فيها القوات المصرية 250 دبابة في يومٍ واحدٍ، وهو رقم يزيد بكثيرٍ على مجموع خسائر المصريين في الأيام الثماني الأولى للحرب، وعلى ذلك انسحبت القوات المصرية كرةً أخرى إلى داخل رؤوس الجسور شرقيَّ القناة عائدةً تحت مظلة صواريخ الدفاع الجوي. على إثر تعرض قواته إلى ضرباتٍ قويةٍ أصابت اللواء سعد مأمون فائد الجيش الثاني الميداني أزمة قلبية استدعت إخلاءه إلى المستشفى بالقاهرة على غير رغبته، واستبدل به اللواء عبد المنعم خليل.:274

### ثغرة الدفرسوار

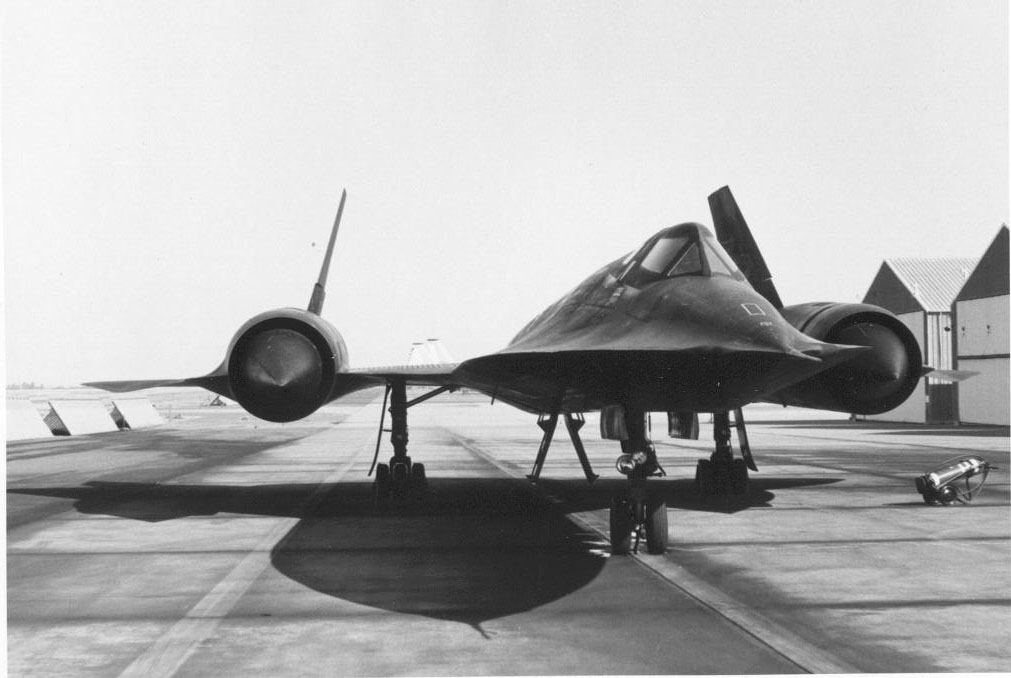
طائرة استطلاع أمريكية من طراز إس آر-71

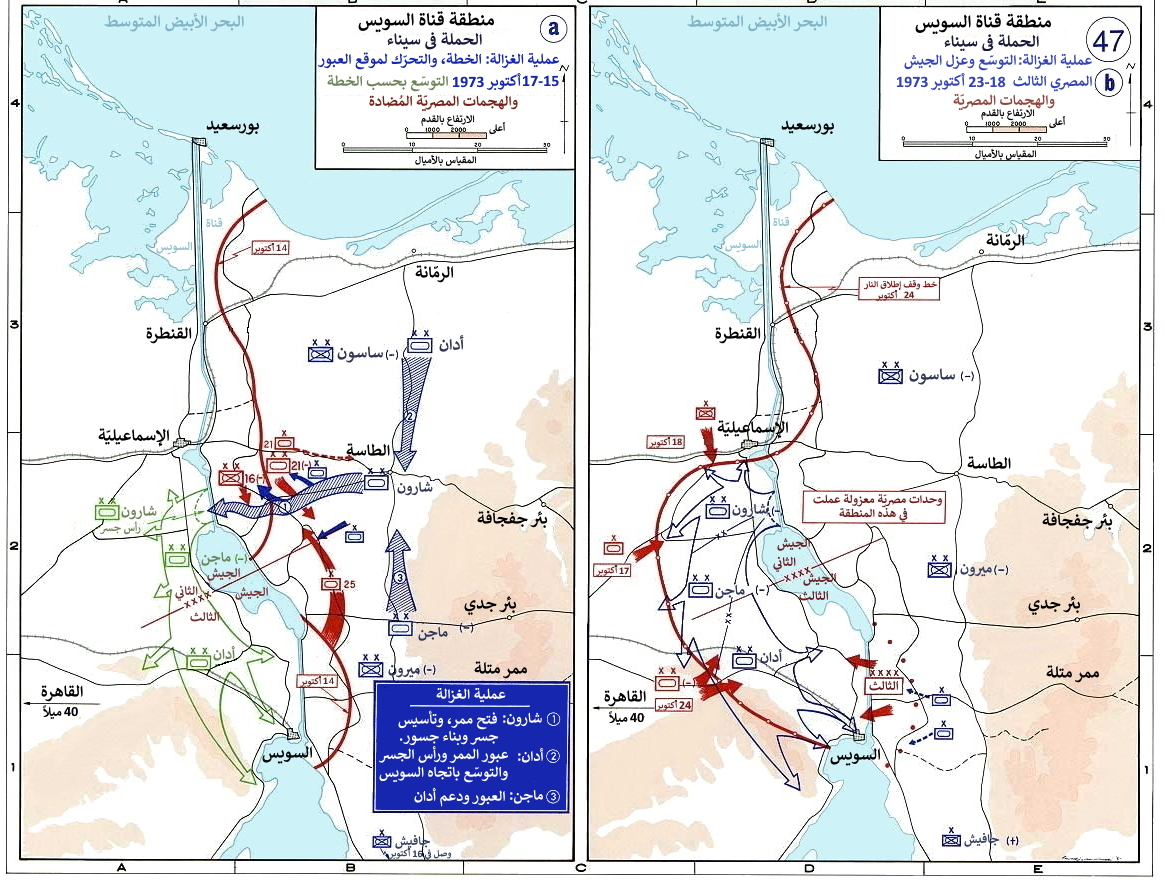
خرائط ثغرة الدفرسوار

طبقاً لخطة الهجوم المصرية عبر الجيشان الثاني والثالث القناة بمجموع 1020 دبابة تقريباً واحتُفظ بـ 330 دبابة غرب القناة بحوالي عشرين كيلومتراً، وكانت تلك الدبابات ضمن تشكيل الفرقة 21 المدرعة التي كانت تحمي ظهر الجيش الثاني والفرقة الرابعة المدرعة التي كانت تحمي ظهر الجيش الثالث، وكان بقاءُ الفرقتين في أماكنهما غرب القناة كفيلٌ بصد أي اختراقٍ تقوم به القوات الإسرائيلية على طول الجبهة، إلا أن قرار تطوير الهجوم شرقاً ترتب عليه تحرك الفرقة 21 المدرعة ولواء مدرع من الفرقة الرابعة المدرعة إلى الشرق، وبذلك لم يعد لدى القيادة المصرية سوى لواءين مدرعين غرب القناة، فاختلت موازين القوى وأضحى الموقف مثالياً للقوات الإسرائيلية للتسلل غرباً خلف خطوط الجيشين الثاني والثالث.:278:402:403
في عصر يوم 13 أكتوبر/تشرين الأول حلقت طائرة استطلاع أمريكية من نوع إس آر-71 فوق منطقة القتال وقامت بتصوير الجبهة بالكامل ولم تستطع الدفاعات الجوية المصرية التعرض لها بسبب تحليقها المرتفع على ارتفاع 30 كم وبسرعة 3 ماخ فوق مدى صواريخ الدفاع الجوي.:236:401 وفي خلال يوم 15 أكتوبر/تشرين الأول قامت الطائرة نفسها برحلةٍ استطلاعيةٍ أخرى فوق الجبهة والمنطقة الخلفية، وبذلك تحققت القوات الإسرائيلية من خلو المنطقة غرب القناة وأنه بات يمكن اختراقها. على ذلك اقترح القادة العسكريون على وزير الحربية إعادة الألوية المدرعة للفرقتين 21 و4 إلى أماكنها الأصلية غرب القناة لتأمين تلك المنطقة وإعادة التوازن الدفاعي إليها، إلا أن الوزير بناءً على تعليماتٍ سياسيةٍ رُفض على أساس أن سحب القوات قد يؤثر على الروح المعنوية للجنود، وقد تعتبره القيادة الإسرائيلية علامة ضعفٍ فتزيد من ضغطها على القوات المصرية ويتحول الانسحاب إلى فوضى.:278:279

#### تركيز الهجوم
ركزت القوات الإسرائيلية هجومها يوم 15 أكتوبر/تشرين الأول ضد الجانب الأيمن للجيش الثاني في منطقة الدفرسوار وذلك على ضوء المعلومات التي قدمتها طائرات الاستطلاع الجوي الأمريكي، بغرض اختراق الجبهة غرب القناة. كانت القيادة الإسرائيلية تمتلك فرقتان مدرعتان تعملان شرق الدفرسوار بقيادة كل من الجنرال شارون والجنرال أدان، فكانت الفرقتان في مواجهة الفرقة 16 مشاة بقيادة العميد عبد رب النبي حافظ يدعمها لواءٌ مدرعٌ من الفرقة 21، وتمثلت المهمة القتالية لفرقة شارون في إقامة معبرٍ ورأس جسرٍ في منطقة الدفرسوار لتعبر من خلاله فرقة أدان إلى الضفة الغربية، إلا أن فرقة شارون خلال ليلة 15 أكتوبر/تشرين الأول لقيت دفاعاً ضارياً جداً من فرقة عبد رب النبي حافظ مما حد من تقدمها ولكن لعدم التكافؤ في المواجهة (مدرعات ضد مشاة) تكبدت الفرقة 16 مشاة خسائر جسيمة.:410:413

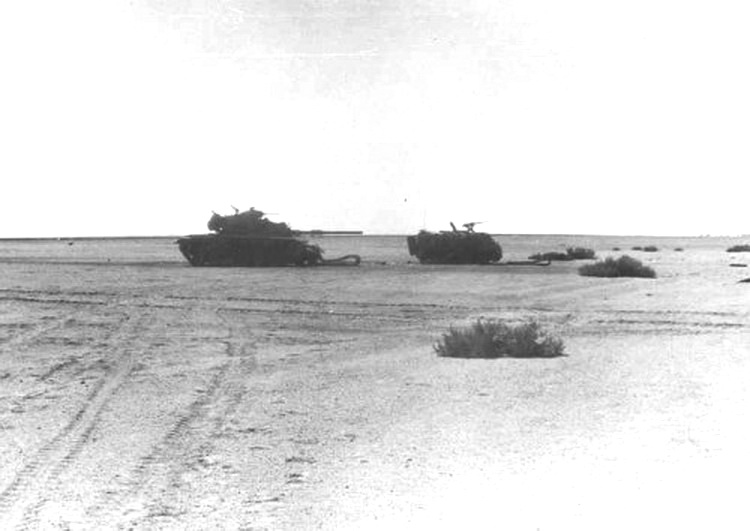
معركة المزرعة الصينية

#### معركة المزرعة الصينية
في صباح يوم 16 أكتوبر/تشرين الأول تصاعدت حدة القتال في منطقة المزرعة الصينية شرق الدفرسوار «وهي مزرعة للتجارب أقامتها وزارة الزراعة»، حيث اضطرت القيادة الإسرائيلية إلى إقحام فرقة أدان في المعركة لدعم فرقة شارون وتمكينها من فتح الممر، فاشتبكت الفرقة 16 مشاة بقيادة اللواء عبد رب النبي حافظ مع فرقة أدان في معركة شهيرة سميت باسم «معركة المزرعة الصينية» تكبد فيها الطرفان خسائر كبيرة في الأرواح والمعدات، ونظراً لضراوة مقاومة الفرقة 16 مشاة نقلت القيادة الإسرائيلية لواء مظلات إلى المعركة تكبد هو الآخر خسائرَ فادحةً وبدا عالقاً وسط النيران الكثيفة ولم يخلصه إلا تدخل الدبابات الإسرائيلية. في النهاية تمكن بعضٌ من هذه الدبابات من الوصول إلى غرب القناة عبر المعديات ومهاجمة كتائب الدفاع الجوي لإعطاء فرصة للطيران الإسرائيلي بضرب الأهداف المصرية.:306:307:413:416

#### محاولة سد الثغرة

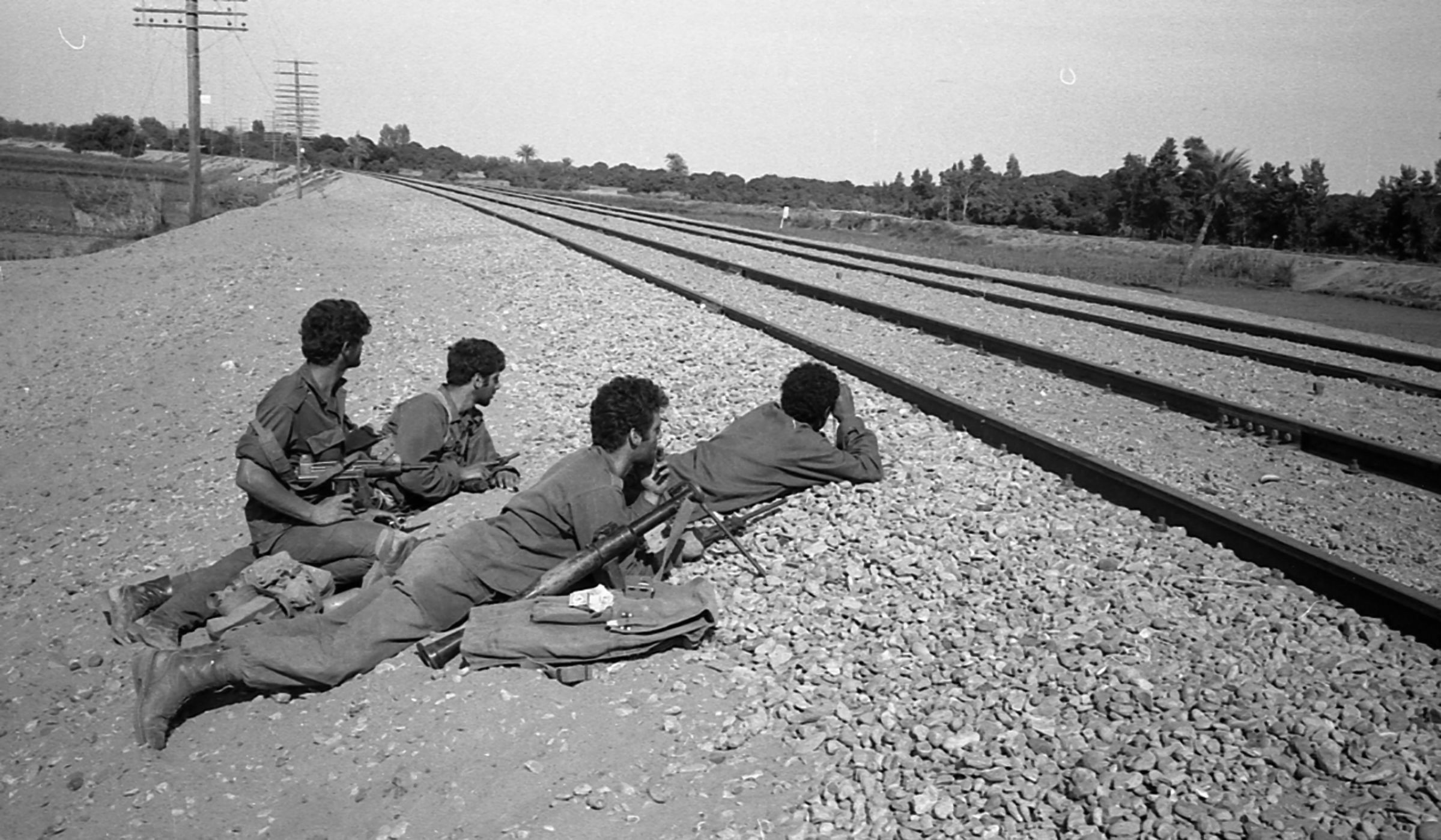
جنود إسرائيليون قرب الإسماعيلية.

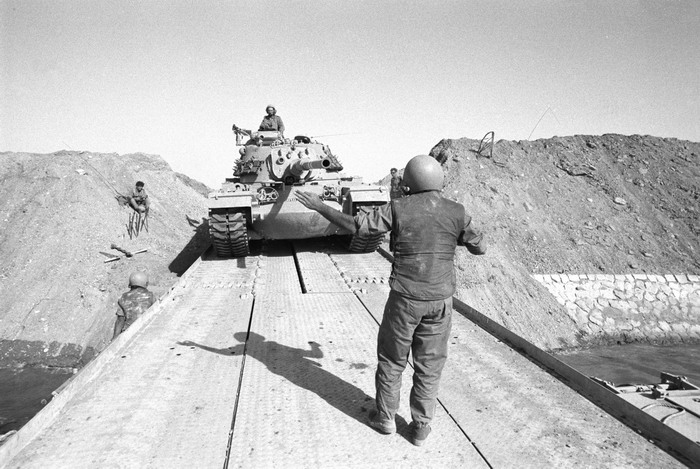
القوات الإسرائيلية تعبر القناة.

كان تصور القيادة المصرية في البداية لأهداف العدو من معركة المزرعة الصينية هو محاولة اختراق الفرقة 16 مشاة بغية تدمير رأس جسرها، وعندما أقام الإسرائيليون رأس جسرٍ لهم على الدفرسوار وعبروا إلى غرب القناة بعد تأخيرٍ دام أكثر من يومين بدت أهدافهم لدى الأركان المصرية واضحةً وإن جاءت متأخرة وهي -كما بَسَطها اللواء إبراهيم فؤاد نصار مدير المخابرات الحربية في اجتماع قيادة الأركان مع الرئيس السادات في مركز القيادة رقم 10 يوم 20 أكتوبر- محاولة الاستيلاء على إحدى المدينتين الإسماعيلية أو السويس لإنجاز مكسبٍ على الأرض يحقق ضجةً إعلاميةً كبيرةً، وهو تقدير موقفٍ أثبتته مجريات الأحداث من بعد. حاولت القيادة المصرية يوم 17 أكتوبر/تشرين الأول سد الثغرة من الشرق لمنع وصول أي قواتٍ إسرائيليةٍ إضافيةٍ وعزل القوات الموجودة في الغرب، وذلك عبر دفع أحد ألوية الفرقة 21 المدرعة جنوباً من قطاع الجيش الثاني، في حين يقوم الجيش الثالث بدفع اللواء 25 مدرع -بدباباته ت 62 ذات المدافع من عيار 115 ملم- في اتجاه الشمال شرق البحيرات المرة لغلق الثغرة (على مسيرة أكثر من 30 كم خارج مظلة حائط الصواريخ ودونما دعم جوي) في حين يتصدى اللواء 23 مشاة ميكانيكي للقوات الإسرائيلية الموجودة في الغرب، إلا أن اللواء 25 مدرع أثناء مسيره لتنفيذ مهمته القتالية حوصر من قبل ثلاثة ألويةٍ مدرعةٍ إسرائيليةٍ وفي الوقت نفسه وقع تحت قصف جوي إسرائيلي شديد ما أدى إلى تدميره، ولم ينج منه سوى عشر دباباتٍ مع قائد اللواء من أصل ستٍ وثمانين، وبالتالي لم تنجح عملية سد الثغرة من الشرق واستطاعت فرقة أدان إقامة جسرٍ آخرَ على القناة خلالَ ليلتي 17 و18 أكتوبر/تشرين الأول عبرت عليه فرقتا شارون وأدان المدرعتان.:284:285:416:417
اتجهت فرقة شارون شمالاً في اتجاه الإسماعيلية لتهديد مؤخرة الجيش الثاني الميداني إلا أن قوات هذا الجيش بقيادة اللواء أ.ح عبد المنعم خليل أفشلت ذلك الهجوم على محورين بواسطة اللواء 150 مظلات وكتيبتيْ صاعقةٍ (الكتبة 129 والكتيبة 139) ومعاونةٍ فعالةٍ من مدفعية الجيش الثاني بقيادة العميد أ.ح عبد الحليم أبو غزالة وأمكنها إيقاف تقدم قوات شارون المؤلفة من لواءيْ مدرعاتٍ ولواء مظليين جنوب ترعة الإسماعيلية عند قرية عطوة (جنوب الإسماعيلية بأربعة كيلومتراتٍ) عقب قتالٍ شرسٍ جداً تداخلت فيه قوات الطرفين ووصلت المسافة بينهما إلى أقل من مئة مترٍ أحياناً كثيرة (يذكر بن إليعازر رئيس الأركان الإسرائيلي في مذكراته أنه بعد قتالٍ ضارٍ ليلة 22/ 23 ومع انبلاج فجر 23 أكتوبر فوجئت بعض دبابات شارون وجنوده بالمصريين على بعد عشرين متراً منهم). تصدّى لواء المظليين وكتيبتا الصاعقة المصرية بمفردهم لهجمات المدرعات الإسرائيلية طيلة أيامٍ 17 حتى 22 أكتوبر/تشرين الأول، ونجحوا في منعها من الوصول إلى الإسماعيلية أو تهديد مؤخرة الجيش الثاني.:291:292:417:418 بينما المسافة بين رأس الجسر الإسرائيلي عند الدفرسوار والإسماعيلية لا تتعدى 25 كم.

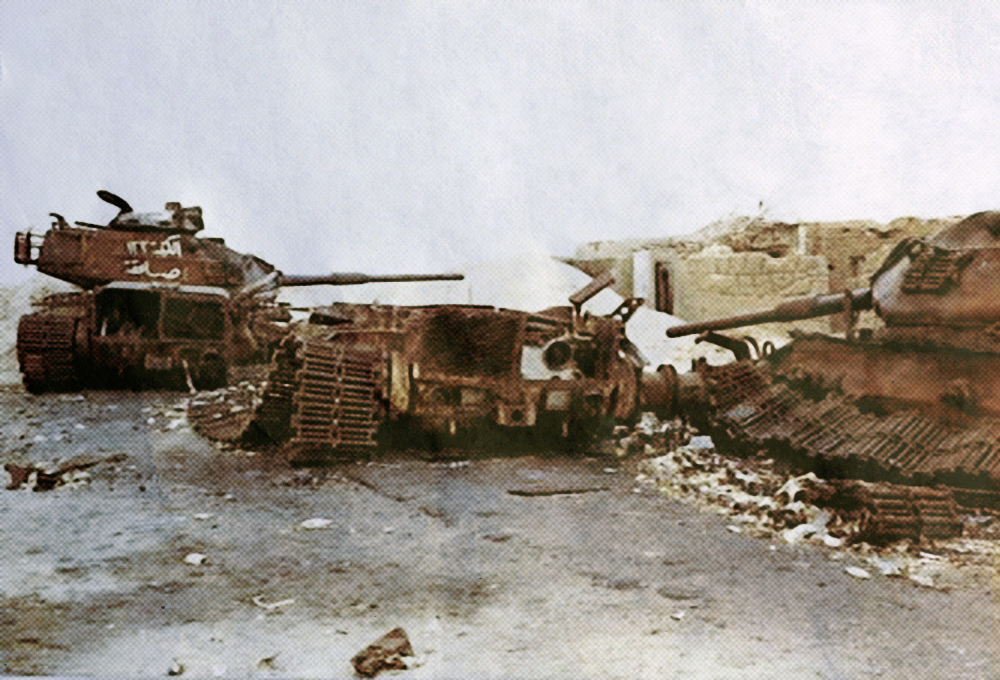
دبابات إسرائيلية مدمرة بالقرب من الإسماعيلية.

### وقف إطلاق النار الأول
بعد تطور الأوضاع وإلقاء أمريكا بثقلها في الحرب بأسلحتها الحديثة لإنقاذ إسرائيل عبر الجسر الجوي الذي أقامته أيقن الرئيس السادات أنه يواجه أمريكا بثقلها في حين لم يلبِّ الاتحاد السوڤييتي طلباته من السلاح، فقبل العرض الذي طرحه كيسنجر في 16 أكتوبر/تشرين الأول بوقف إطلاق النار، فاجتمع مجلس الأمن في مساء 21 أكتوبر/تشرين الأول وأصدر صباح يوم 22 أكتوبر/تشرين الأول القرار 338 الذي قضى بوقف إطلاق النار بين جميع الأطراف المشتركة في موعدٍ لا يزيد على 12 ساعة من لحظة صدور القرار، ووافقت كل من مصر وإسرائيل رسمياً على القرار، إلا أن إسرائيل لم تحترمْه فعلياً لأنها وجدت نفسها حتى ذلك الوقت لم تستطع تحقيق أية أهدافٍ عسكريةٍ أو استراتيجيةٍ، فلم ترغمِ القيادة المصرية على سحب قواتها إلى غرب القناة مرةً أخرى، ولم تستطع قطع خطوط مواصلات أيٍّ من الجيشين الثاني والثالث، وفشلت في احتلال مدينة الإسماعيلية.:422:426

### حصار الجيش الثالث ومدينة السويس (معركة السويس)

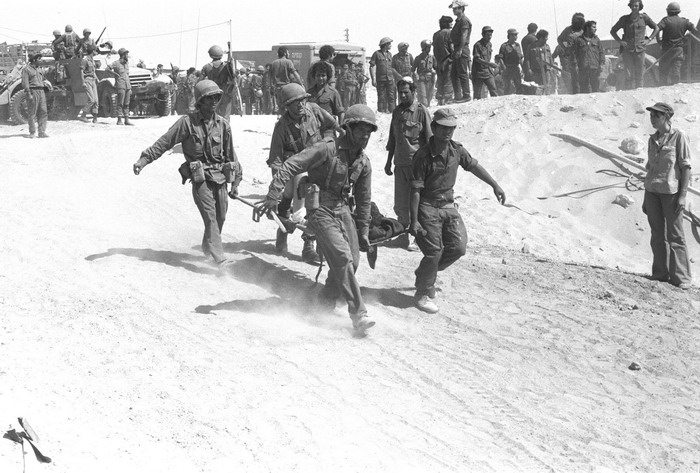
إخلاء المصابين الإسرائيليين

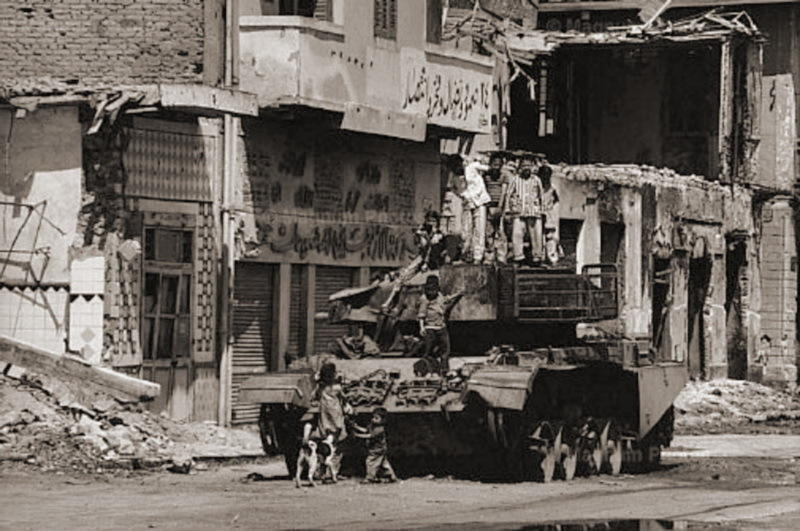
دبابة إسرائيلية محطمة خلال معارك السويس

دفعت إسرائيل خلال أيام 22 و23 و24 أكتوبر/تشرين الأول بفرقة مدرعة ثالثة إلى غرب القناة بقيادة الجنرال كلمان ماجن وسارت على ميمنة فرقة أدان والتي استطاعت مع فرقة أدان الضغط على الفرقة الرابعة المدرعة بقيادة العميد عبد العزيز قابيل لاكتساب مزيدٍ من الأرض في ظل حالة عدم التكافؤ سواء العددي أو العتادي وتحت القصف الجوي للطيران الإسرائيلي، فاستطاعت تطويق مدينة السويس وبحلول يوم 24 أكتوبر/تشرين الأول جرى إتمام حصار الجيش الثالث الميداني الموجود شرق القناة وعزله عن مركز قيادته في الغرب وتدمير وسائل العبور في قطاعه من جسورٍ ومعديات. وحاول لواءان من فرقة أدان اقتحام السويس يوم 24 أكتوبر/تشرين الأول إلا أنهما قوبلا بمقاومةٍ شعبيةٍ شرسةٍ من أبناء السويس مع قوةٍ عسكريةٍ من الفرقة 19 مشاة التي كانت تحت قيادة العميد يوسف عفيفي، ودارت معركة بين المدرعات والدبابات الإسرائيلية من جهةٍ وشعب السويس ورجال الشرطة مع قوةٍ عسكريةٍ من جهةٍ أخرى فيما سمي معركة السويس تكبدت خلالها القوات الإسرائيلية خسائرَ فادحةً ولم تستطع اقتحام المدينة وتمركزت خارجها فقط، وأصبح يوم 24 أكتوبر/تشرين الأول عيداً قومياً لمدينة السويس ورمزاً لفدائية وشجاعة أهلها. وبعد ضغطٍ من الاتحاد السوڤييتي أعلنت إسرائيل قبولها وقف إطلاق النار الثاني يوم 24 أكتوبر/تشرين الأول طبقاً لقرار مجلس الأمن رقم 339، كما أصدر مجلس الأمن قراره رقم 340 الذي قضى بإنشاء قوةِ طوارئَ دوليةٍ لمراقبة تنفيذ وقف إطلاق النار، إلا أن القوات الإسرائيلية استمرت في عملياتها خلال أيام 25 و26 و27 أكتوبر/تشرين الأول ولم يتوقفِ القتال فعلياً حتى يوم 28 أكتوبر/تشرين الأول حين تقرر عقد مباحثات الكيلو 101 بين الطرفين برعاية الولايات المتحدة الأمريكية لبحث تثبيت وقف إطلاق النار وإجراءات توصيل الإمدادات لقوات الجيش الثالث في القطاع الجنوبي من الجبهة.:296:302:483:507:426:431

### مباحثات الكيلو 101

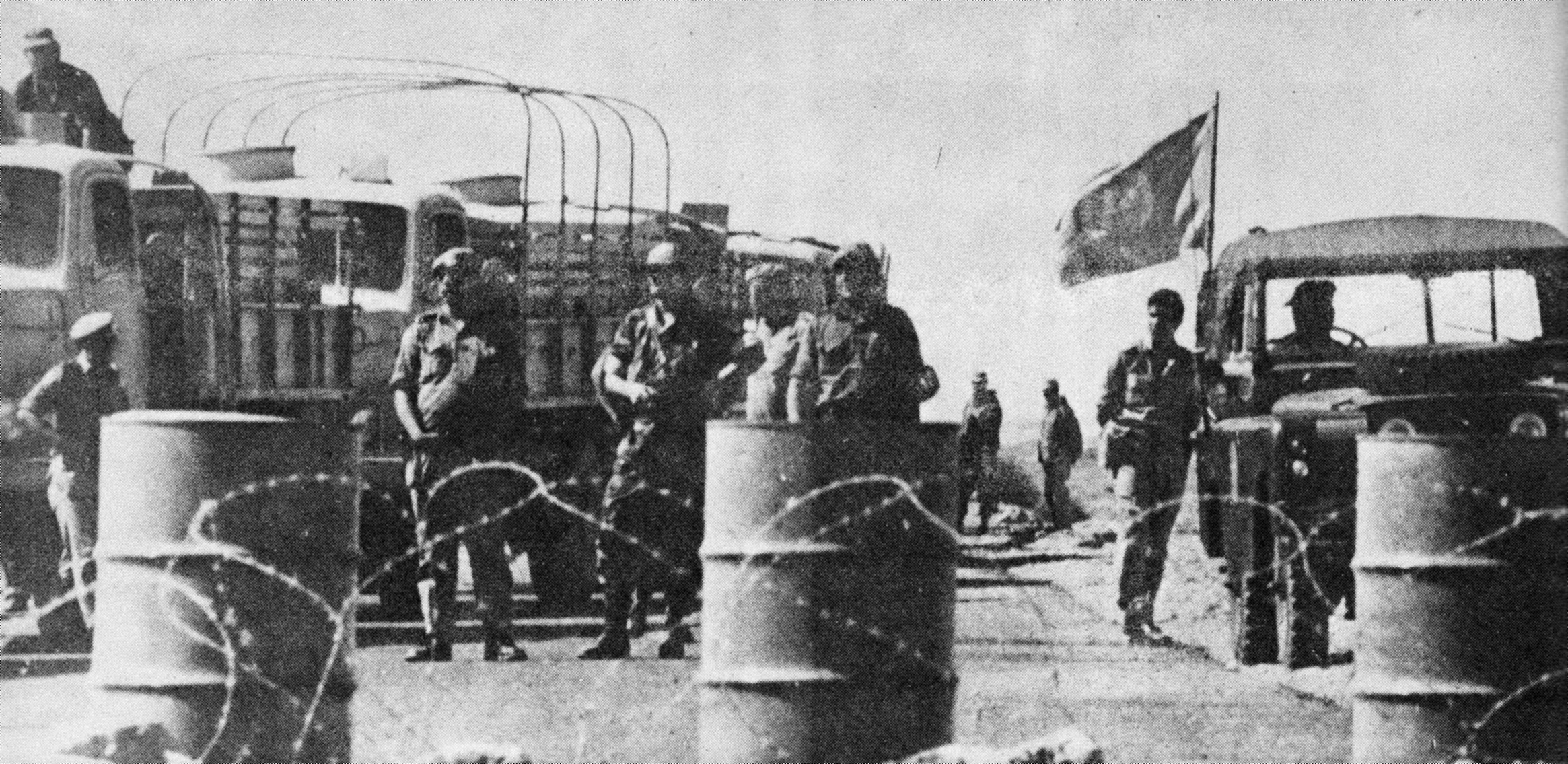
قوات الطوارئ الدولية خلال مباحثات الكيلو 101

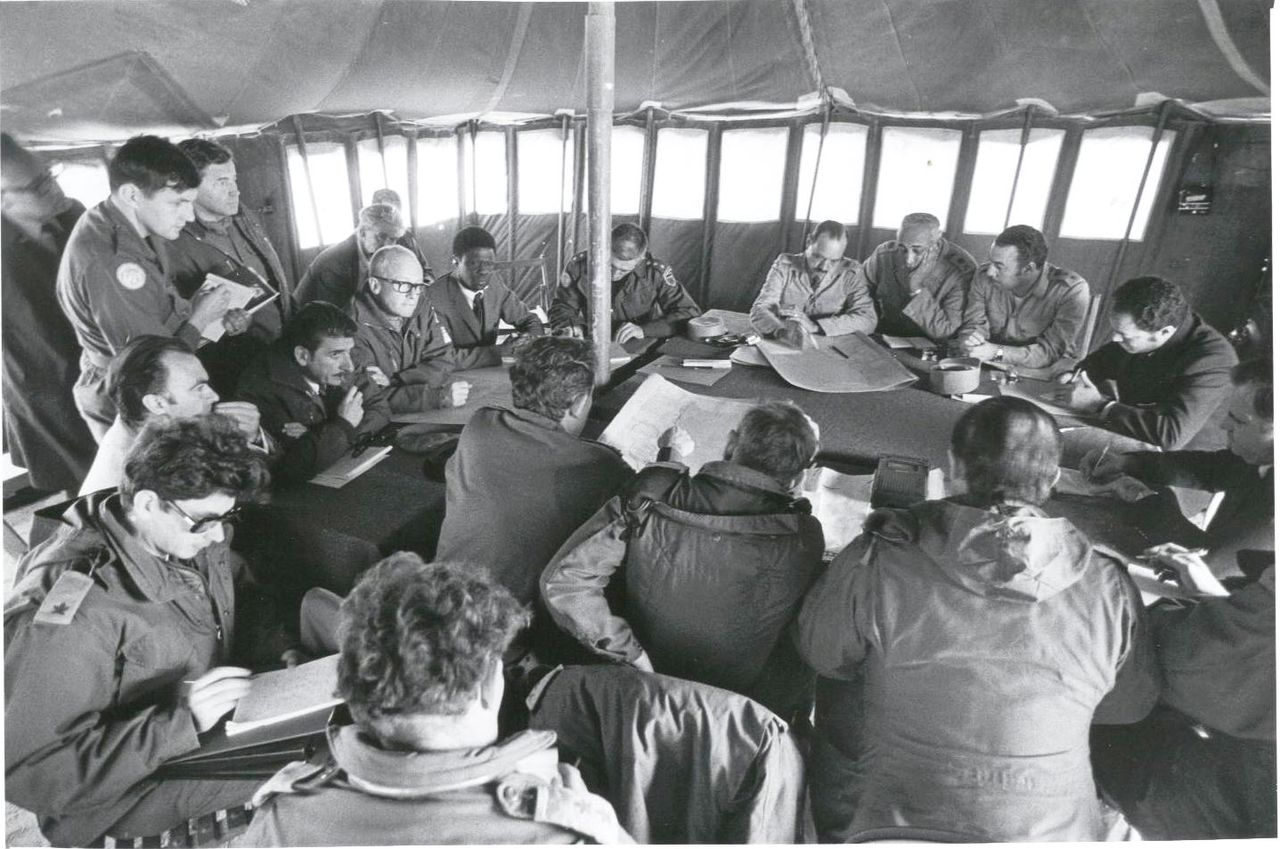
مباحثات الكيلو 101

في صباح يوم 27 أكتوبر/تشرين الأول تقرر إجراء محادثات بين كل من مصر وإسرائيل بتنسيق من الولايات المتحدة وافق عليها الطرفان لتثبيت وقف إطلاق النار وبحث إجراءات توصيل الإمدادات غير العسكرية للجيش الثالث شرق القناة، وفي نفس الوقت بحث في كيفية تخليص القوات الإسرائيلية غرب القناة من نزيف خسائرها المستمر بعد فشلها في احتلال الإسماعيلية أو السويس ومناقشة الاعتبارات العسكرية لتنفيذ قرارات مجلس الأمن 338 و339 وتبادل الأسرى، على أن تحدد مصر مكان وتوقيت الاجتماع ورتبة ممثلها في المباحثات. اختار الرئيس السادات اللواء عبد الغني الجمسي «رئيس هيئة العمليات» رئيساً للوفد المصري في المفاوضات فيما مثل الوفد الإسرائيلي الجنرال أهارون ياريف «مساعد رئيس الأركان»، وبحضور الجنرال سيلاسفيو ممثلاً للأمم المتحدة، واختير الكيلو متر 101 طريق القاهرة - السويس الصحراوي مكاناً لعقد المباحثات تحت إشراف الأمم المتحدة، والتي بدأت مساء يوم 28 أكتوبر/تشرين الأول وتكررت بعد ذلك عدة مرات.:319:433:436:458:464

### اتفاقية فض الاشتباك الأولى
نجحت مباحثات الكيلو 101 في تثبيت وقف إطلاق النار وتبادل الأسرى وإمداد الجيش الثالث ومدينة السويس باحتياجاتهما برعاية الولايات المتحدة الأمريكية، لكن لم تنجح في الوصول إلى نتائجَ إيجابيةٍ لفض الاشتباك بين الطرفين. في 6 نوفمبر/تشرين الثاني 1973 أجريت مفاوضات بين السادات وكسنجر في القاهرة كانت نتيجتها وضع اتفاقية النقاط الست التي وافقت عليها مصر وإسرائيل. ثم أجريت مباحثات أخرى في مصر وأخرى في جنيف في إطار مؤتمر السلام اعتباراً من 21 ديسمبر/كانون الأول 1973، وظلت المفاوضات جارية بين جميع الأطراف حتى أعلن كسنجر في 11 يناير/كانون الثاني 1974 أنه تمت الموافقة من قبل مصر وإسرائيل على اقتراح أمريكي لفك الاشتباك والفصل بين القوات وفي 18 يناير/كانون الثاني 1974 وُقعت اتفاقية فض الاشتباك الأولى نتيجة مفاوضات الكيلو متر 101 (التي جرت في خيمةٍ نُصبت على مبعدة 101 كم من القاهرة على طريق القاهرة-السويس)، مثل مصر عند التوقيع اللواء عبد الغني الجمسي بصفته رئيس أركان حرب القوات المسلحة وكان قد عُين في هذا المنصب خلفاً للفريق سعد الشاذلي في 12 ديسمبر/كانون الأول 1973، ومثل إسرائيل الجنرال دافيد إلعازار بصفته رئيس أركان القوات الإسرائيلية، وتم تبادل وثائق التنفيذ في 24 يناير/كانون الثاني 1974 ودخلت حيز التنفيذ منذ ذلك التاريخ، فانسحبت القوات الإسرائيلية من غرب القناة إلى شرقها وتمركزت عند خط الممرات، واحتفظت القوات المصرية بالخطوط التي وصلت إليها خلال الحرب، فيما قامت بتخفيض عدد قواتها في الشرق، وبقيت منطقة فاصلة بين القوات بين خطوط المواجهة الأمامية للطرفين تعمل فيها قوات الطوارئ الدولية.:466:479

### اتفاقية فض الاشتباك الثانية
افتُتحت قناة السويس للملاحة الدولية في يونيو/حزيران 1975. وبعد جولات طويلة من المفاوضات بين الجانبين المصري والإسرائيلي برعاية الولايات المتحدة التي مثلها وزير خارجيتها هنري كسنجر، تم التوصل في 1 سبتمبر/أيلول 1975 لاتفاق حول فض الاشتباك الثاني وقعه بالأحرف الأولى عن مصر الفريق «محمد علي فهمي» رئيس الأركان في ذلك الوقت، وعن إسرائيل الجنرال «موردخاي جور» رئيس الأركان، ثم وقع بالكامل في جنيف بواسطة اللواء طه المجدوب ممثلاً عن مصر، والجنرال هرتزل شامير ممثلاً عن إسرائيل. نص هذا الاتفاق على استمرار وقف إطلاق النار بين الطرفين، وتقدم القوات المصرية لاسترداد 4500 كم² من أرض سيناء بعمق بلغ أقصاه 35 كم، وانسحاب القوات الإسرائيلية بحيث يصبح خط قواتها الأمامي يبعد 55 كم عن قناة السويس.:85:88

## الجبهة السورية (الجولان)

### الدفاعات الإسرائيلية (خط آلون)
أنشأت إسرائيل على طول الجبهة السورية خط آلون الدفاعي وهو عبارة عن خندق مضاد للدبابات يمتد عبر خط متعرج بطول 70 كم تقريباً وعرض 4 أمتار وعمق 4 أمتار، وكان مقاماً على جانبه الغربي من جهة إسرائيل ساتر ترابي لمنع الدبابات من التقدم إلى جانب حقول الألغام والأسلاك الشائكة، ونشر على طول هذا الخط لواء مشاة ميكانيكي داخل 11 موقع حصين تمتد من «مسعدة» إلى «تل الساقي». وعلى مسافة 3 إلى 5 كم من هذا الخط تمركز اللواء المدرع 37 داخل حفر رمي، واللواء المدرع السابع المتمركز في الجزء الجنوبي من الجبهة، وحوالي 11 إلى 20 كتيبة مدفعية.:12

### الهجوم السوري

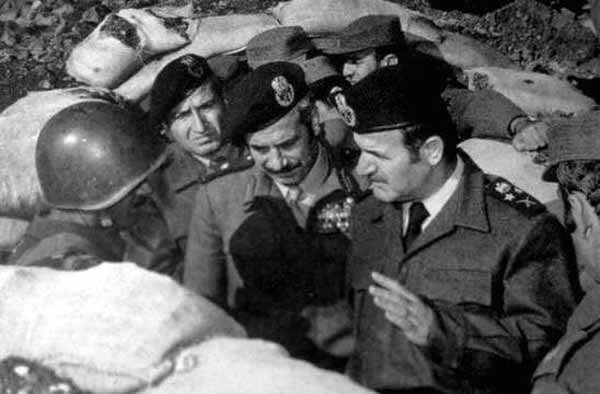
الرئيس السوري حافظ الأسد وبجانبه وزير الدفاع مصطفى طلاس على الجبهة

في نفس التوقيت (الساعة الثانية بعد الظهر يوم 6 أكتوبر/تشرين الأول) وحسب الاتفاق المسبق مع القيادة المصرية قام الجيش السوري بهجوم شامل تحت ستار المدفعية الثقيلة في هضبة الجولان مركزين على نقطتين شمال وجنوب القنيطرة وشنت الطائرات السورية هجوماً كبيراً على المواقع والتحصينات الإسرائيلية في عمق الجولان وهاجمت التجمعات العسكرية والدبابات ومرابض المدفعية الإسرائيلية ومحطات الرادارات وخطوط الإمداد وحقق الجيش السوري نجاحا كبيرا وحسب الخطة المعدة بحيث انكشفت أرض المعركة أمام القوات والدبابات السورية التي تقدمت عدة كيلو مترات في اليوم الأول من الحرب مما اربك وشتت الجيش الإسرائيلي الذي كان يتلقى الضربات في كل مكان من الجولان. استطاعت القوات السورية اختراق الخطوط الإسرائيلية في الحسنية جنوب القنيطرة وبدأت تتقدم نحو الطرق التي تربط مرتفعات الجولان ببحر الجليل. ووصل مجموع الدبابات السورية في موجة للهجوم إلى 500 دبابة ووصل مجموع القوات السورية على الجبهة إلى 350 طائرة، 1700 دبابة، 1300 بطارية مدفع، 45 ألف جندي.:273:279
شكلت الجبهة السورية «الجبهة الشمالية لإسرائيل» منبع الخطر الأكبر على عمق إسرائيل ومدنها المأهولة بالسكان، فلم تكن مرتفعات الجولان تبعد أكثر من 15 ميلاً عن سهل شمال فلسطين، لكنها في نفس الوقت كانت الأقرب في نقل المعدات وتوصيل احتياطي الجنود للاشتراك بالمعارك.:281:223:224 وخلال يوم 7 أكتوبر/تشرين الأول انهارت الدفاعات الإسرائيلية في القطاع الجنوبي أمام القوات السورية التي بدأت تتجه إلى نهر الأردن، وتمكنت القوات السورية في من الاستيلاء على مرصد جبل الشيخ في عملية إنزال للقوات الخاصة السورية وقتلت وأسرت كافة أفراد الجيش الإسرائيلي في الموقع، وأخلت إسرائيل المدنيين الإسرائيليين الذين استوطنوا في الجولان حتى نهاية الحرب. فلجأت القيادة الإسرائيلية إلى سلاح طيرانها لقصف المدرعات السورية في عملية مستمرة دون توقف لتعطيل القوات السورية عن التقدم وتمكينها من توصيل الإمدادات إلى الجبهة.:281

### الهجوم المضاد الإسرائيلي

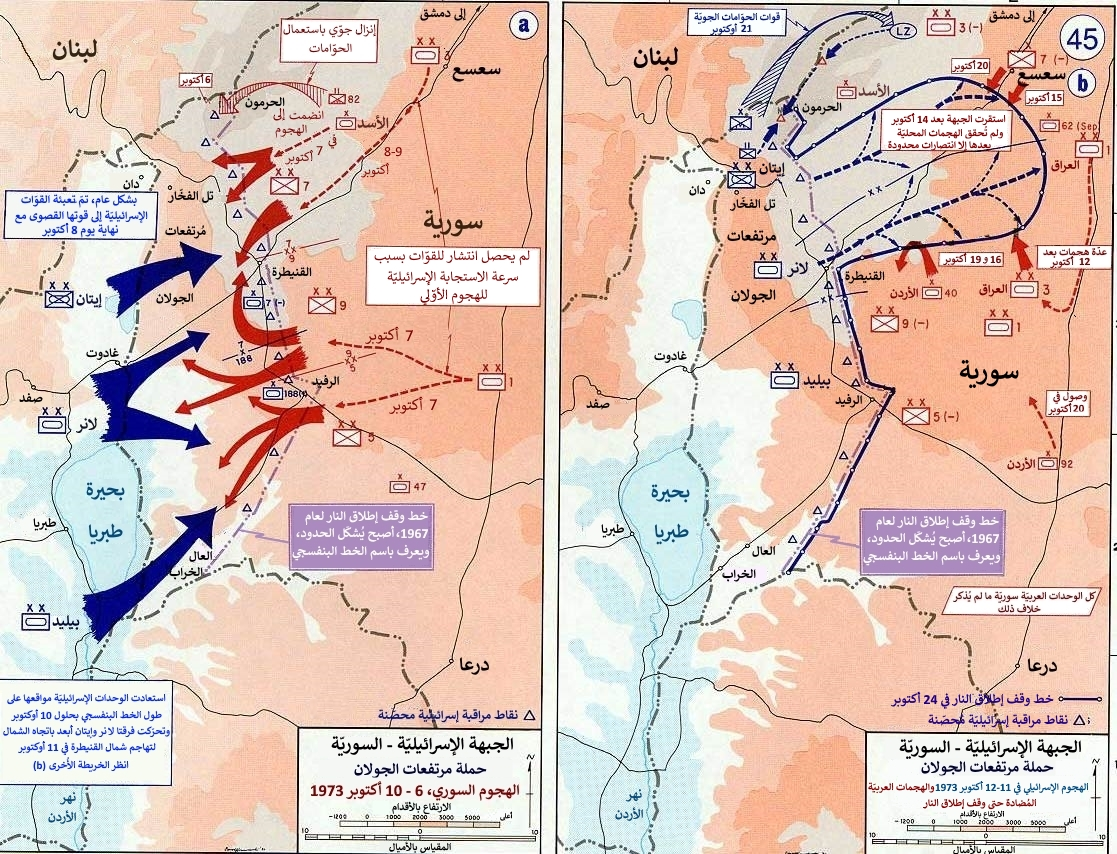
الجبهة السورية

خلال يوم 8 أكتوبر/تشرين الأول استمر الطيران الإسرائيلي في هجومه المركز على المدرعات والقوات السورية، مما أدى إلى تدمير عدد كبير من المدرعات السورية، وهو ما ساعد القوات البرية الإسرائيلية على صد الهجوم السوري. وابتداء من يوم اليوم الثالث للقتال شن الطيران الإسرائيلي هجماته في العمق السوري فقصف أهداف عسكرية ومدنية على السواء في دمشق، فأغارت طائرات الفانتوم على مبنى وزارة الدفاع ومبنى قيادة القوات الجوية ومحطة الإذاعة ومحطة الكهرباء ومصفاة النفط في حمص، وخزانات النفط في طرطوس واللاذقية.:224:225
وأمام التقدم السوري في القطاع الجنوبي دفعت القيادة الإسرائيلية بهجوم مضاد وتقدمت القوات الإسرائيلية في منطقة «العال» متجهة شمالاً، حتى بلغت خط الجوخدار ـ الرفيد. وعلى المحور الأوسط، تقدمت القوات الإسرائيلية حتى أوشكت أن تغلق الطرف الشمالي للكماشة المطبقة على الخشنية، وجرت معارك عنيفة بتلك المنطقة، حتى اضطرت القوات السورية إلى الانسحاب من الخشنية يوم 10 أكتوبر/تشرين الأول خشية تعرضها لعملية التفاف. أما في القطاع الشمالي فقد انطلقت القوات السورية بقوة في الهجوم في المنطقة الواقعة إلى الشمال من مدينة القنيطرة واستمر الهجوم في أثناء الليل. وبعد قتال استمر طوال يومي 7 و8 أكتوبر/تشرين الأول وألحقت المزيد من الخسائر في صفوف الجيش الإسرائيلي.
في يوم 10 أكتوبر/تشرين الأول انسحبت القوات السورية الرئيسية من هضبة الجولان، وأعادت القوات الإسرائيلية احتلال مدينة القنيطرة، وتقدمت القوات الإسرائيلية حتى وصلت إلى خط وقف إطلاق النار المحدد بعد حرب 1967 المعروف باسم «الخط الأرجواني»، وبالتالي عاد الوضع إلى ما كان عليه قبل الحرب.:225 وبدأت إسرائيل الإعداد لشن هجوم عام على العمق السوري وصولاً إلى دمشق، مما أرغم القيادة السورية على إشراك احتياطيها الإستراتيجي الأخير بالمعركة وهو الفرقة الثالثة المدرعة التي كانت تتمركز شمال دمشق. وفي يوم 11 أكتوبر/تشرين الأول بدأت القوات الإسرائيلية هجومها على محورين بعد هجمات جوية عنيفة، إلا أنه في يوم 13 أكتوبر/تشرين الأول لم تستطع القوات الإسرائيلية إلى أبعد من ذلك بسبب الخسائر الفادحة للفرق الإسرائيلية في الأرواح والمعدات، وعودة القوات السورية إلى مواقعها الحصينة على الخط الأرجواني، وانضم إليها الفرقة الثالثة المدرعة العراقية وكذا اللواء 40 المدرع الأردني اللذان بدءاً في الوصول اعتباراً من يوم 11 أكتوبر/تشرين الأول. فانتهت بذلك المعارك على تلك الجبهة يوم 13 أكتوبر/تشرين الأول عند الخط الأرجواني في الجزأين الأوسط والجنوبي، وفي الجزء الشمالي تقدمت القوات الإسرائيلية 15 كم شمال هذا الخط مكونة ما يعرف بجيب سعسع وهي مدينة تقع على مسافة 40 كم من دمشق.:241:242

### حرب الاستنزاف السورية
في 7 مارس/آذار 1974 قرر الرئيس السوري حافظ الأسد خوض حرب استنزاف ضد القوات الإسرائيلية لتكبيده أكبر خسائر ممكنة، وذلك بعد احتلال إسرائيل لهضبة الجولان مرة أخرى ووصولها إلى جيب يبعد عن دمشق 40 كم تقريباً. تركزت الهجمات السورية على منطقة جبل الشيخ، واستمرت 82 يوماً حتى توسطت الولايات المتحدة عبر وزير خارجيتها هنري كسنجر للتوصل إلى اتفاق لفك الاشتباك العسكري بين سوريا وإسرائيل.

### اتفاقية فض الاشتباك

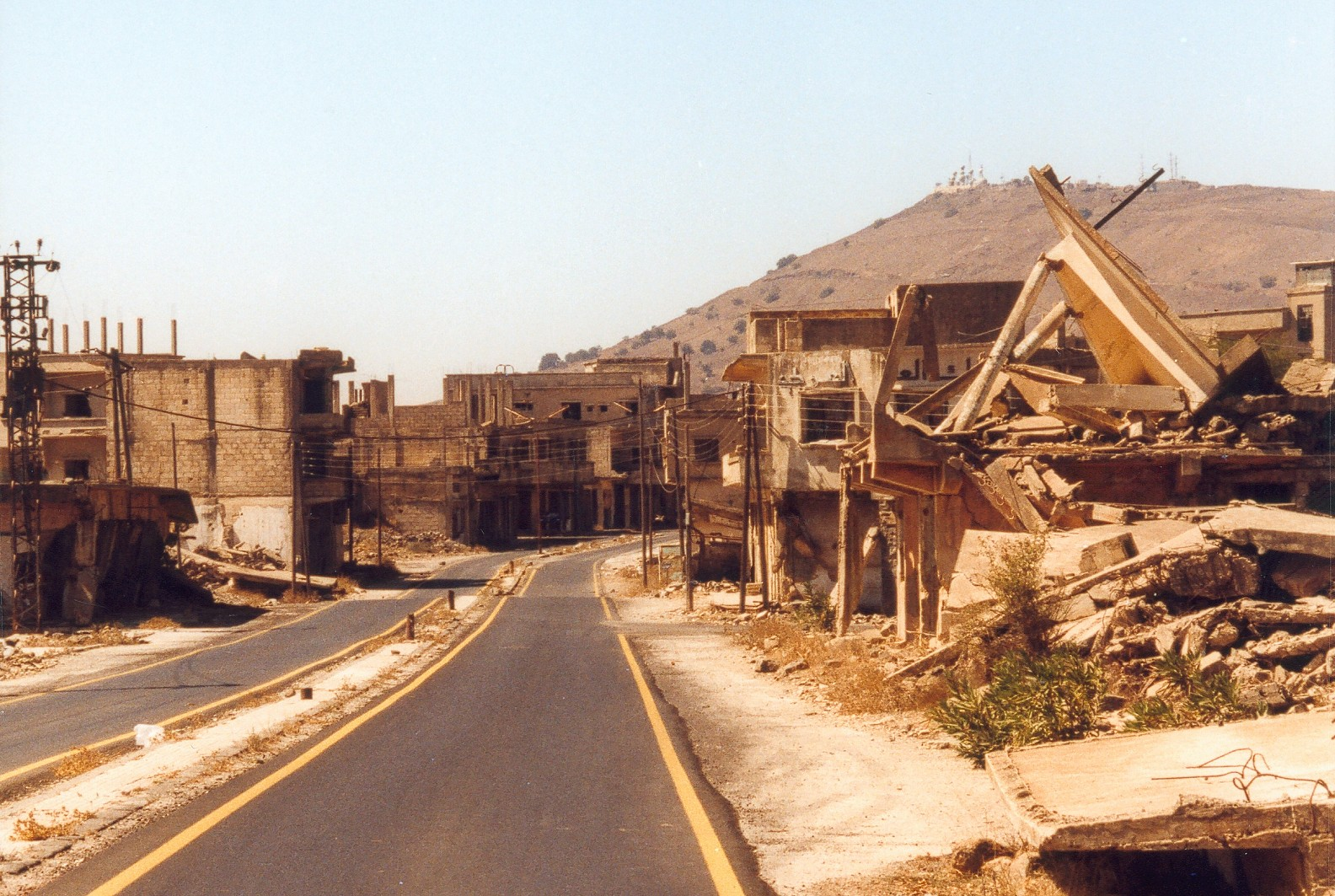
القنيطرة بعد عودتها للسيادة السورية عام 1974

وقعت سوريا وإسرائيل اتفاقية فك الاشتباك في 31 مايو/أيار 1974 في جنيف، بعد اشتباكات حرب الاستنزاف المتواصلة التي خاضتها القوات السورية عقب احتلال القوات الإسرائيلية لهضبة الجولان مرة أخرى. نصت الاتفاقية على انسحاب إسرائيل من الجيب الذي احتلته ويبعد عن دمشق حوالي 40 كم، وكذلك من مدينة القنيطرة، وأرض مساحتها 60 كم² من حولها، وإقامة حزام أمني منزوع السلاح على طول الحدود، عرضه يبدأ بعشرات قليلة من الأمتار في النوب جنوباً، ويتسع ليصبح بعرض 6 كم في القنيطرة ثم يصبح عرضه 10 كم في جبل الشيخ. وتم الاتفاق على منطقتين أخريين محدودتي السلاح على جانبي الحدود الأولى وعرضها 10 كم ويسمح فيها لكل طرف بإدخال 75 دبابة و6000 جندي فقط، والثانية وعرضها أيضا 10 كم، ويسمح لكل طرف بأن يدخل فيها 450 دبابة من دون تحديد عدد الجنود. كما تم الاتفاق على أن يتمتع كل طرف بحرية الطيران العسكري في سماء بلاده ولكن الاتفاقية فرضت على سوريا أن لا تدخل صواريخ «سام» مضادة للطائرات في الأرض السورية بعمق 25 كم. وتقرر إقامة قوة دولية لتراقب تطبيق الاتفاقية في الحزام المنزوع السلاح، وكذلك في المحورين الآخرين. وفي كل سنة يتم تجديد المصادقة على وجود هذه القوات في مجلس الأمن الدولي.

## الجبهة الإسرائيلية

### لجنة أجرانات
بعدما وضعتِ الحرب أوزارها شُكلت في إسرائيل لجنة أطلق عليها «لجنة أجرانات» نسبة إلى رئيسها القاضي الإسرائيلي شمعون أجرانات الذي كان يشغل منصب رئيس المحكمة العليا في إسرائيل في الفترة من 1965 إلى 1976، وذلك بهدف تحديد القصور في الأيام الثلاثة الأولى من اندلاع الحرب ومن ثّمَّ حدوث الخسائر الإسرائيلية المرتفعة على جبهات القتال، ومن بين الذين استجوبتهم اللجنة: «جولدا مائير» رئيسة الوزراء، «موشيه ديان» وزير الدفاع، «دافيد بن إليعازر» رئيس الأركان، «إلياهو زعيرا» رئيس الاستخبارات العسكرية «أمان». أوصت اللجنة بعزل رئيس الأركان دافيد بن إليعازر، وقائد جبهة سيناء شلومو جونين من منصبيهما (تراجعت اللجنة فيما بعد بحقه وأوصت بنقله لمنصبٍ غير حساس)، ونقل رئيس الاستخبارات العسكرية إيلي زعيرا -الذي أدانته بالإهمال لاستنتاجه أن مصر وسوريا لن تهاجما إسرائيل- إلى منصبٍ غير حساسٍ، إضافةً إلى عددٍ من ضباط المخابرات.

## المساعدات المقدمة خلال الحرب

### الدول المعاونة بالعمليات العسكرية

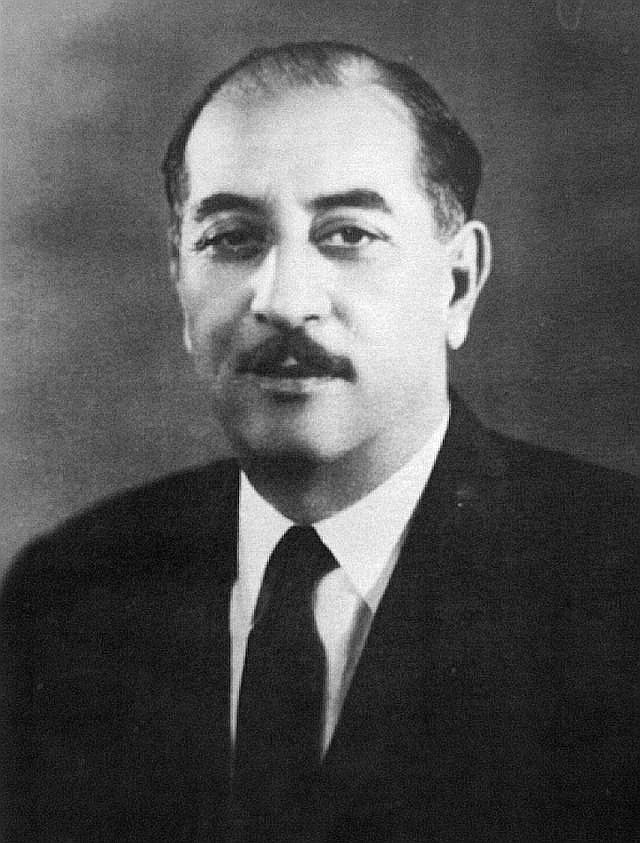
الرئيس العراقي أحمد حسن البكر

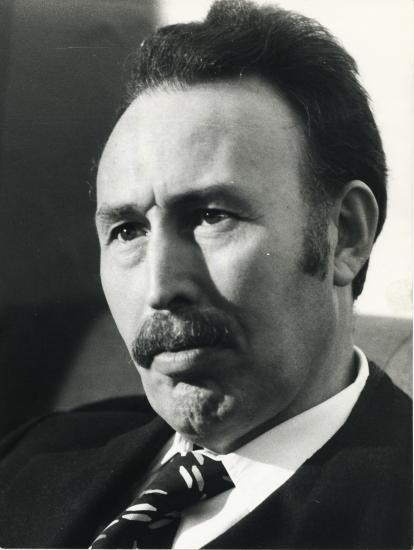
الرئيس الجزائري هواري بومدين

شاركت تسع دول عربية بتقديم الدعم العسكري على الجبهتين المصرية والسورية، وهي على الترتيب من ناحية قوة التأثير (العراق، الجزائر، ليبيا، الأردن، المغرب، السعودية، السودان، الكويت، تونس)،:230 وهذا الترتيب قائم على أساس القوات العسكرية فقط بخلاف الدعم المالي الذي قدمته الدول العربية في الحرب، وقياساً على أساس أن السرب الجوي يعادل 20 نقطة، اللواء المدرع يعادل 10 نقاط، لواء المشاة يعادل 5 نقط، كتيبة مشاة تعادل نقطة واحدة، وفي حالة تعادل النقاط تعطى الأسبقية لتاريخ الوصول.:233
| الدولة          | مصر | سوريا | ملاحظات                             |
| --------------- | --- | --- | ----------------------------------- |
| العراق          | تواجد قبل اندلاع الحرب سرب هوكر هنتر.:229 | بعد اندلاع الحرب أرسل العراق 3 أسراب ميج 21 وسرب ميج 17، وفرقة مدرعة وفرقة مشاة.:229                                                                         | مشاركة العراق في حرب أكتوبر         |
| الجزائر         | بعد اندلاع الحرب أرسلت الجزائر سرب ميج 21، سرب سوخوي 7، سرب ميج 17، وصلت أيام 9 و10 و11 أكتوبر/تشرين الأول 1973، ولواء مدرع وصل يوم 17 أكتوبر/تشرين الأول 1973.:224 | |                                     |
| ليبيا           | تواجد قبل اندلاع الحرب سربي طائرات ميراج أحدهما بقيادة طيارين ليبيين والآخر بقيادة طيارين مصريين، لواء مدرع.:219 | |                                     |
| الأردن          | ـ | بعد اندلاع الحرب أرسلت الأردن لواءين مدرعين.:229 |                                     |
| المغرب          | لواء مشاة.:225 | لواء مدرع.:229 |                                     |
| السعودية        | ـ | لواء مشاة "إلى الجبهة الأردنية".:229 |                                     |
| السودان         | بعد اندلاع الحرب أُرسل لواء مشاة سوداني إلى الجبهة المصرية ولكنه لم يستطع الوصول إليها إلا بعد وقف إطلاق النار.:223 | |                                     |
| الكويت          | تواجدت قبل اندلاع الحرب كتيبة مشاة.:229 وبعد اندلاع الحرب أرسلت الكويت 5 طائرات هوكر هنتر | بعد اندلاع الحرب أرسلت الكويت لواء مجحفلا (قوة الجهراء) | مشاركة الكويت في حرب أكتوبر         |
| تونس            | كتيبة مشاة.:229 | |                                     |
| كوريا الشمالية  | تواجدت قبل اندلاع الحرب تجريدة كورية من 30 طياراً و8 موجهين جويين و5 مترجمين و3 عناصر للقيادة والسيطرة وطبيباً وطباخاً منذ يوليو/تموز 1973، فيما أدار المصريون شبكة الدفاع الجوي والشؤون الإدارية الخاصة بهذا السرب. واشتبك الطياريون الكوريون ضد الإسرائيليين سواء قبل حرب أكتوبر أو خلالها.:66:67 | | مشاركة كورية الشمالية في حرب أكتوبر |
| كوبا            | ـ | لواء مدرع بدبابات تي-54/55 وصل إلى الجولان في مارس 1974. |                                     |
| يوغسلافيا       | قدمت 140 دبابة إلى مصر. | |                                     |
| باكستان         | ـ | تواجد عدد من الطيارين الباكستانيين قبل الحرب في سوريا لتدريب طياري القوات الجوية السورية وشارك بعضهم في طلعات قتالية ضد الطيران الإسرائيلي فوق الجولان 1974. |                                     |
| ألمانيا الشرقية | ـ | قدمت مساعدات عسكرية إلى سوريا تشمل مقاتلات ميج-21 ودبابات تي-62.                                                                                             |                                     |

### سلاح البترول (الحظر النفطي)

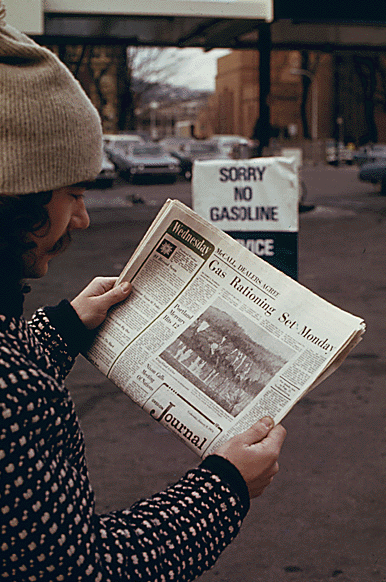
محطة وقود أمريكية تعلن عدم توفر الوقود بسبب الأزمة التي سببها الحظر النفطي العربي

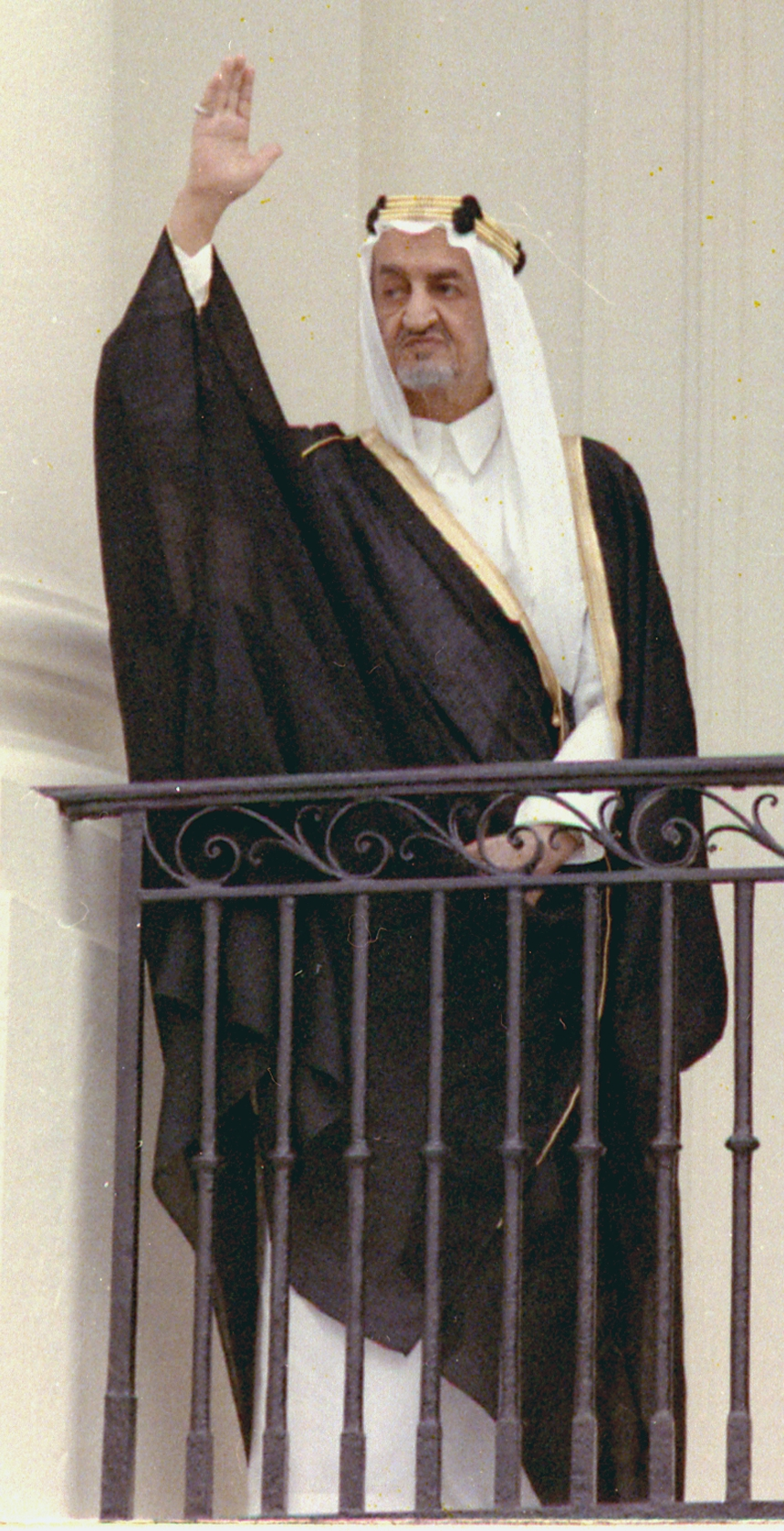
الملك فيصل بن عبد العزيز

في أغسطس/آب 1973 قام السادات بزيارة سرية للعاصمة السعودية الرياض والتقى بالملك فيصل بن عبد العزيز آل سعود حيث كشف له السادات عن قرار الحرب على إسرائيل إلا أنه لم يخبر الملك فيصل بموعد الحرب مكتفياً بالقول أن الحرب قريبة. وقد طلب السادات خلال اللقاء أن تقوم السعودية ودول الخليج بوقف ضخ البترول للغرب حال نجاح خطة الهجوم المصرية.:168
في 17 أكتوبر/تشرين الأول 1973 قرر الملك فيصل استخدام سلاح النفط في المعركة، فدعا إلى اجتماع وزراء البترول العرب في الكويت وقرروا تخفيض الإنتاج العربي بنسبة 5% فوراً، وتخفيض 5% من الإنتاج كل شهر حتى تنسحب إسرائيل إلى خطوط ما قبل يونيو/حزيران 1967، وقررت ست دول بترولية من الأوبك رفع سعر بترولها بنسبة 70%، وقررت بعض الدول العربية حظر تصدير البترول كلية إلى الدول التي يثبت تأييدها لإسرائيل بما فيها الولايات المتحدة. واستدعى الملك فيصل السفير الأمريكي في السعودية وأبلغه رسالة للرئيس نيكسون تتضمن ثلاث نقاط هي: إذا استمرت الولايات المتحدة في مساندة إسرائيل، فإن مستقبل العلاقات السعودية الأمريكية سوف يتعرض لإعادة النظر، وأن السعودية سوف تخفض إنتاجها بنسبة 10% وليس فقط 5% كما قرر وزراء البترول العرب، وألمح الملك إلى احتمال وقف شحن البترول السعودي إلى الولايات المتحدة إذا لم يتم الوصول إلى نتائج سريعة وملموسة للحرب الدائرة.
في 20 أكتوبر/تشرين الأول 1973 رداً على الحظر النفطي، أعلنت الولايات المتحدة أنها ستدعم إسرائيل بمبلغ ملياري و100 مليون دولار كشحنات أسلحة جديدة، وفي اليوم نفسه أعلنت الدول العربية حظر تصدير النفط تماماً إلى الولايات المتحدة. وصرح الملك فيصل في أعقاب تلك الخطوة بأن الحظر لن يرفع قبل انسحاب إسرائيل من كل الأراضي العربية التي احتلت عام 1967. في 8 نوفمبر/تشرين الثاني 1973 عقب تضخم آثار أزمة النفط في الولايات المتحدة وحلفائها والتي ظهرت واضحة في طوابير السيارات التي ليس لها آخر عند محطات الوقود، قام هنري كسنجر وزير الخارجية الأمريكية بزيارة إلى الرياض، في محاولة لإقناع الملك فيصل باستئناف تصدير النفط، إلا أن العاهل السعودي تمسك بضمان الولايات المتحدة لانسحاب إسرائيل من الأراضي المحتلة، وتخليها عن تأييد إسرائيل.

### الجسر الجوي الأمريكي

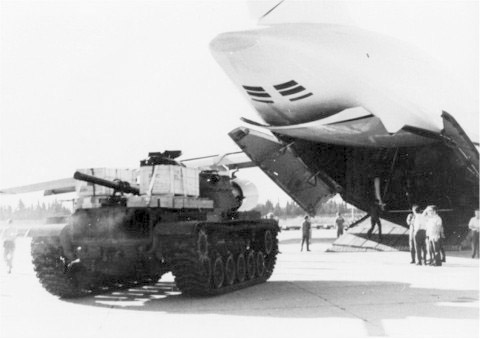
دبابة منقولة جواً من الولايات المتحدة إلى إسرائيل خلال عملية عشب النيكل

دخلت مصر وسوريا الحرب وهي تعتمد على ما تملكه من سلاح سوفيتي ليس الأحدث في تلك الفترة، فيما كان السلاح الأمريكي المتطور هو أساس تسليح الجيش الإسرائيلي،:181:197:198:66 وخلال الفترة من 10 إلى 13 أكتوبر/تشرين الأول طورت الولايات المتحدة خطتها لنقل أكبر كمية من السلاح إلى إسرائيل في أقصر وقت فيما سمي بعملية عشب النيكل، ووظفت إسرائيل لذلك مجهودات طيرانها المدني لنقل تلك الأسلحة والمعدات، فيما حاولت الولايات المتحدة تقصير المسافة على عملية النقل باستخدام ما تملكه من طائرات نقل عسكرية لنقل الحمولات إلى جزر الأزور في المحيط الأطلنطي ومنها تقوم الطائرات الإسرائيلية باستكمال عملية النقل، ولكن لم تحقق تلك الفكرة السرعة الكافية المطلوبة لدعم الجبهة الإسرائيلية لتعويض خسائرها، فاتُخذ قرار بإنشاء جسر جوي أمريكي تستخدم فيه طائرات النقل العسكرية الأمريكية للقيام بعمليات النقل من الولايات المتحدة إلى إسرائيل مباشرة.:381:382
في 13 أكتوبر أمر الرئيس الأمريكي ريتشارد نيكسون القوات الجوية الأمريكية بالبدء بعملية عشب النيكل وبدأت الطائرات الأمريكية بالتوافد على إسرائيل بدءاً من يوم 14 أكتوبر حيث وصلت أول طائرة في الساعة العاشرة من مساء الرابع عشر من أكتوبر من نوع C-5 غلاكسي في مطار بن غوريون الدولي في تل أبيب بإسرائيل وقد نقلت الطائرات الأمريكية إلى إسرائيل نحو 12,880 طن من الأسلحة والذخائر حتى يوم 25 أكتوبر وبالرغم من أن وقف إطلاق النار في 26 أكتوبر إلا أن الجسر الجوي استمر حتى 14 نوفمبر بمجموع 567 رحلة لمطار بن غوريون وبحمولة إجمالية بلغت 22,300 طن من المعدات والأسلحة والذخيرة وذلك عبر استخدام نحو 228 طائرة، كما قامت طائرات شركة العال الإسرائيلية من جانبها بنقل نحو 5,500 طن إضافي من المعدات نقلت بواسطة طائرات الشركة. ودعمت أمريكا هذا الجسر الجوي بجسر بحري لنقل المعدات كبيرة الحجم بلغت أكثر من 65,000 طن من الدبابات والمدافع والعربات، وتكلفت عملية النقل الجوي فقط 88.5 مليون دولار «في تلك الفترة»، بخلاف ثمن المعدات. وتمكنت أمريكا من خلال هذا الجسر من رفع الكفاءة التسليحية للقوات الإسرائيلية بشكل أخل بميزان القوى لصالح إسرائيل وساعدها على تنفيذ ثغرة الدفرسوار بنجاح.:182:395:399:ج2ص559

### الجسر الجوي السوڤييتي
بدأ الاتحاد السوڤييتي مد أكبر جسر جوي في تاريخه الحربي إلى كل من مصر وسوريا بعد مرور 3 أيام على شن الحرب، قامت خلاله الطائرات السوڤييتية المختلفة بتنفيذ 900 رحلة جوية نقلت خلالها 15,000 طن من المعدات الحربية، ووجه أكثر من نصف الجسر الجوي إلى الجبهة السورية.:182 كما قام الاتحاد السوڤييتي بعملية نقل بحري لنحو 63,000 طن من الأسلحة إلى القوات العربية وصلت قبل وقف إطلاق النار، نقل أكثرها إلى سوريا.:183

## طريق السلام

### زيارة السادات للقدس

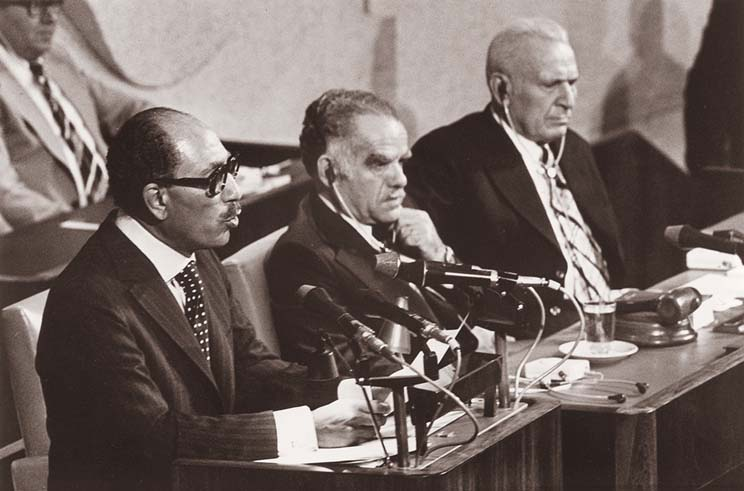
خطاب الرئيس السادات في الكنيست الإسرائيلي

بعد أربع سنوات من النتائج غير المثمرة للمفاوضات غير المباشرة بين أطراف حرب أكتوبر بوساطة أمريكية، أعلن السادات في 9 نوفمبر/تشرين الثاني 1977 من داخل البرلمان المصري استعداده للذهاب إلى الكنيست الإسرائيلي من أجل دفع عملية السلام بين مصر وإسرائيل، في خطوة أثارت جدلاً واسعاً داخل العالم العربي في ذلك الوقت. رحّب رئيس الوزراء الإسرائيلي مناحم بيجن ورئيس الولايات المتحدة جيمي كارتر بإعلان السادات، وعلق عليها الرئيس الأمريكي بأن «السادات يشبه أول رجل صعد إلى سطح القمر»، وتحدد لزيارته يوم السبت الموافق 19 نوفمبر/تشرين الثاني 1977. قام السادات أيضاً قبل زيارته إسرائيل بزيارة سوريا لتنسيق المواقف، فأعلن الجانب السوري اعتراضه على تلك الزيارة إلا أن السادات قرر المضي قدماً بخطوة التفاوض المباشر، وأعلن من داخل الكنيست الإسرائيلي أنه لم يجئ ليعقد اتفاقاً منفرداً بين مصر وإسرائيل وأن الانسحاب الكامل من الأرض العربية المحتلة عام 1967 أمر بديهي لا يُقبل فيه الجدل ولا رجاء فيه لأحد أو من أحد، وأنه لا معنى للحديث عن السلام مع استمرار احتلال الأرض العربية. ودعا السادات بيجن لزيارة مصر، وعُقد مؤتمر قمة في الإسماعيلية في 25 ديسمبر/كانون الأول 1977 بين الطرفين.

### اتفاقية كامب ديفيد

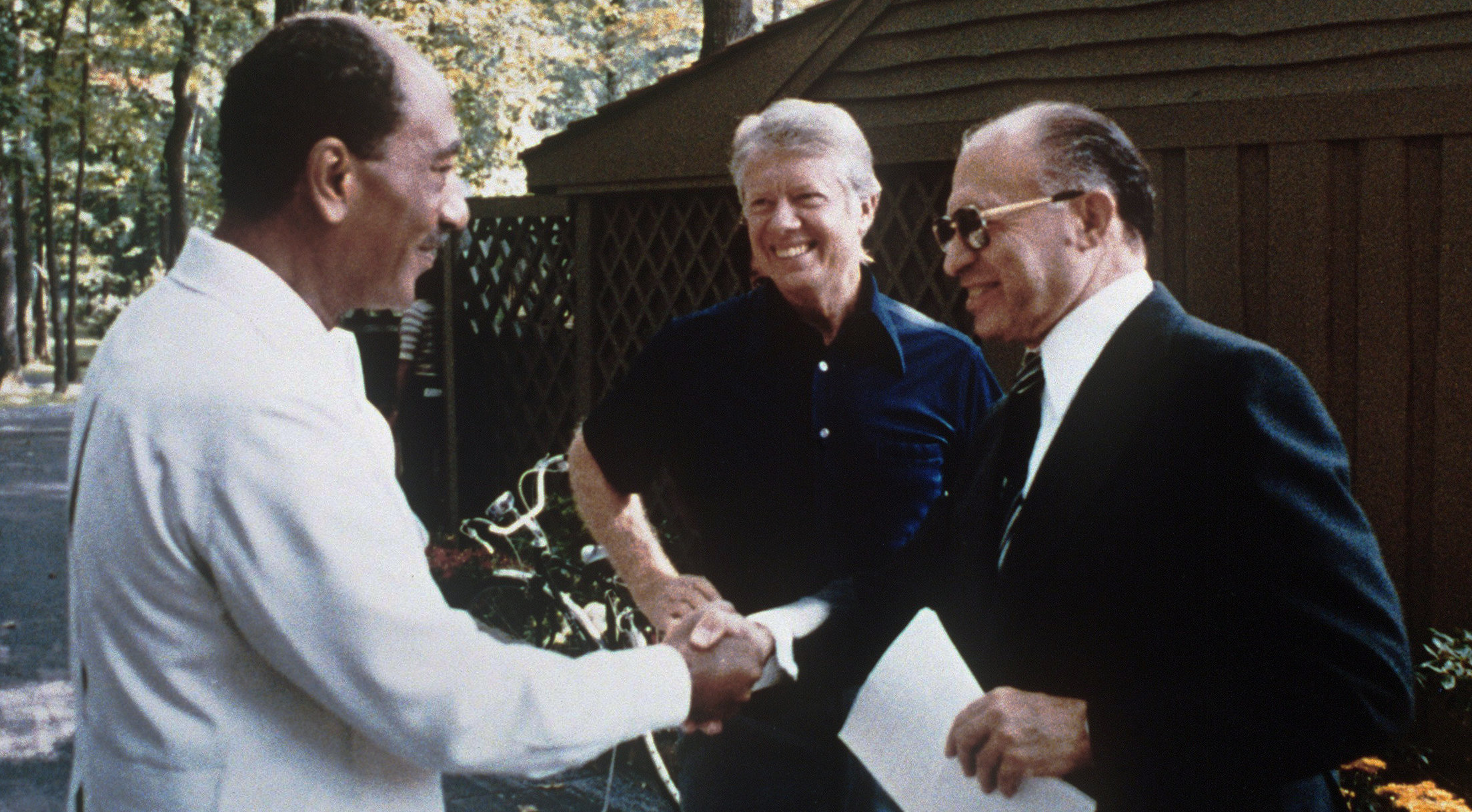
الرئيس المصري السادات ورئيس الوزراء الإسرائيلي مناحم بيجن والرئيس الأمريكي جيمي كارتر داخل منتجع كامب ديفيد

عقد مؤتمر كامب ديفيد خلال الفترة من 4 إلى 17 سبتمبر/أيلول 1978 بهدف الوصول إلى حلول نهائية للقضايا العالقة بين كل من مصر وإسرائيل. ترأس الوفد المصري أنور السادات «الرئيس المصري» وبعضوية كل من حسن التهامي «نائب رئيس الوزراء»، محمد إبراهيم كامل «وزير الخارجية»، بطرس غالي «وزير الدولة للشؤون الخارجية»، أسامة الباز، نبيل العربي «المستشار القانوني لوزارة الخارجية»، عبد الرؤوف الريدي، أحمد ماهر، أحمد أبو الغيط. وترأس الوفد الإسرائيلي مناحم بيجن «رئيس الوزراء» وبعضوية كل من موشيه ديان «وزير الخارجية»، عيزر وايزمان «وزير الدفاع»، أهارون باراك «المستشار القانوني». فيما قاد الوساطة الوفد الأمريكي برئاسة جيمي كارتر «الرئيس الأمريكي» وبعضوية كل من زبغنيو بريجينسكي «مستشار الأمن القومي»، سايرس فانس «وزير الخارجية»، وليام كوانت. في نهاية المفاوضات وقع الرئيس المصري ورئيس الوزراء الإسرائيلي على اتفاقية كامب ديفيد في مساء يوم 17 سبتمبر/أيلول 1978 داخل البيت الأبيض، والتي نصت على الانسحاب الإسرائيلي الشامل وممارسة مصر سيادتها كاملة على سيناء، حرية ملاحة السفن الإسرائيلية في المضايق وخليج السويس وقناة السويس، الاستخدام المدني للمطارات التي شيدتها إسرائيل في سيناء. أدى توقيع الاتفاقية إلى غضب عارم في العالم العربي نتج عنه تجميد عضوية مصر في جامعة الدول العربية ونقل مقر الجامعة إلى تونس بدلاً من القاهرة خلال الفترة من عام 1979 إلى عام 1989. في 10 ديسمبر/كانون الأول 1978 منح السادات وبيجن جائزة نوبل للسلام مناصفةً احتفاءً بتوقيع الاتفاقية.:101:122

### معاهدة السلام بين مصر وإسرائيل

الرئيس المصري السادات ورئيس الوزراء الإسرائيلي مناحم بيجن والرئيس الأمريكي جيمي كارتر عقب توقيع معاهدة السلام

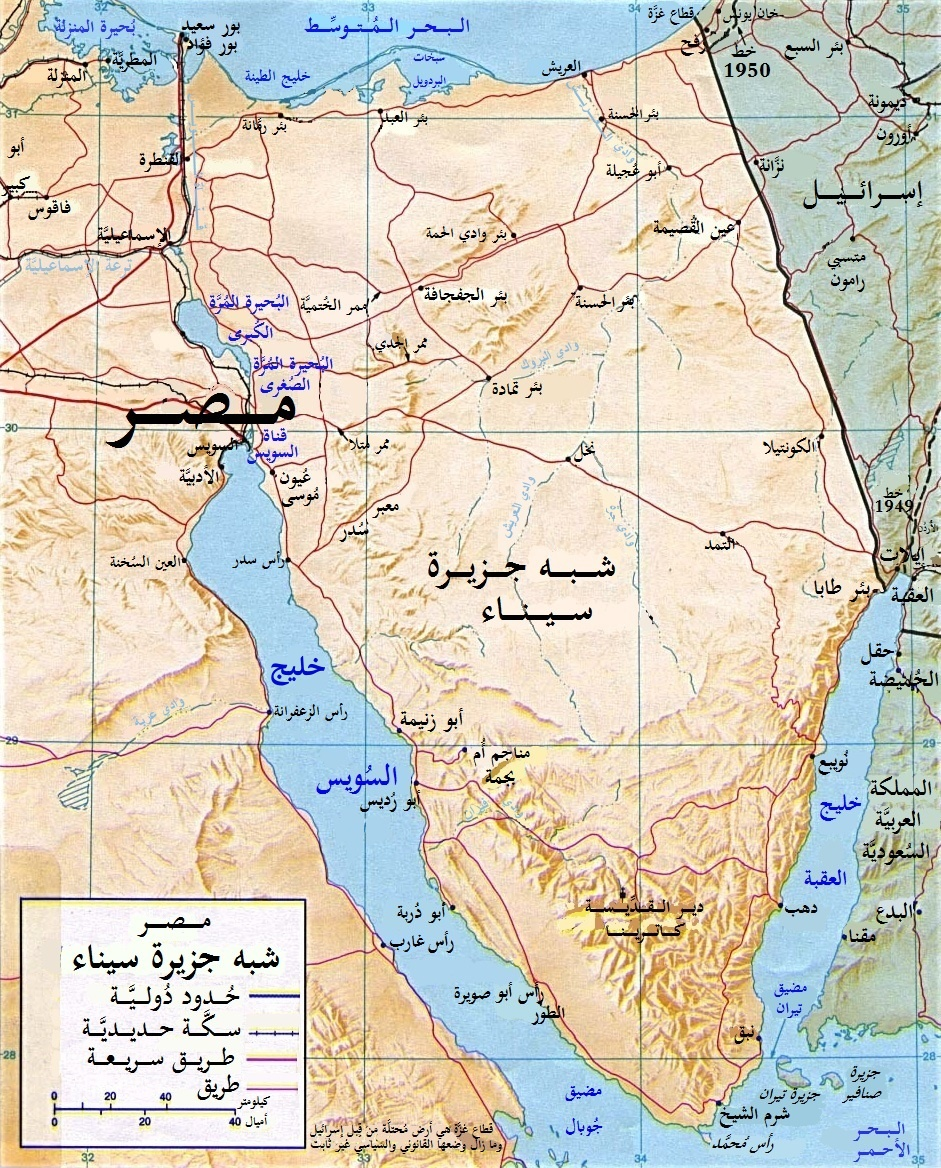
الحدود المصرية الإسرائيلية

في 26 مارس/آذار 1979 وقع الرئيس السادات ورئيس الوزراء مناحم بيجن على معاهدة السلام المصرية الإسرائيلية في البيت الأبيض بواشنطن، والتي نصت على إنهاء حالة الحرب بين الطرفين وإقامة سلام عادل بينهما، سحب إسرائيل لكافة قواتها العسكرية وأفرادها المدنيين من سيناء إلى ما وراء الحدود الدولية بين مصر وفلسطين واستئناف مصر ممارسة سيادتها الكاملة على سيناء، إقامة الطرفين علاقات طبيعية وودية بما في ذلك الاعتراف الكامل والعلاقات الدبلوماسية والاقتصادية والثقافية وإنهاء المقاطعة، إقرار الطرفين واحترامهم كل منهما سيادة الآخر وسلامة أراضيه واستقلاله السياسي، التعهد بالامتناع عن تهديد الآخر باستخدام القوة وحل كافة المنازعات بالوسائل السلمية، تعهد كل طرف بعدم صدور فعل من أفعال الحرب أو الأفعال العدوانية، إقامة ترتيبات أمن متفق عليها بما في ذلك مناطق محدودة التسليح في الأراضي المصرية والإسرائيلية وقوات أمم متحدة ومراقبين دوليين وتعدل الترتيبات الأمنية باتفاق الطرفين بناءً على طلب أحدهما، كفالة حرية الملاحة للسفن الإسرائيلية في قناة السويس وخليج السويس وخليج العقبة والمضايق والبحر الأبيض المتوسط شأنها شأن جميع الدول، حل الخلافات الناشئة حول تطبيق أو تفسير المعاهدة عن طريق التفاوض وإذا لم يتيسر حلها بتلك الطريقة تحال إلى التحكيم. وفي 9 أبريل/نيسان 1979 أقر مجلس الشعب المصري المعاهدة بالأغلبية.
في أعقاب توقيع اتفاقية المعاهدة، أعلن الرئيس الأمريكي جيمي كارتر تقديم معونة اقتصادية وأخرى عسكرية سنوية لكل من مصر وإسرائيل مقابل الحفاظ على السلام في المنطقة. وتحولت تلك المعونة منذ عام 1982 إلى منح لا ترد بواقع 3 مليارات دولار لإسرائيل، و2.1 مليار دولار لمصر، منها 815 مليون دولار معونة اقتصادية، و1.3 مليار دولار معونة عسكرية.

### تحرير سيناء
أدت معاهدة السلام بين مصر وإسرائيل إلى انسحاب إسرائيلي كامل من سيناء، وعودة السيادة المصرية على كامل ترابها طبقاً لجدول زمني للانسحاب المرحلي من سيناء على النحو التالي: في 26 مايو/أيار 1979 رفع العلم المصري على مدينة العريش وانسحبت إسرائيل من خط العريش/رأس محمد. في 26 يوليو/تموز 1979 انسحبت إسرائيل من مساحة 6 آلاف كم² من أبوزنيبة حتى أبو خربة. في 19 نوفمبر/تشرين الثاني 1979 تم تسليم وثيقة تولي محافظة جنوب سيناء سلطاتها من القوات المسلحة المصرية. في 19 نوفمبر/تشرين الثاني 1979 انسحبت إسرائيل من منطقة سانت كاترين ووادي الطور، واعتبر ذلك اليوم هو العيد القومي لمحافظة جنوب سيناء. في 25 أبريل/نيسان 1982 خلال عهد الرئيس محمد حسني مبارك رُفع العلم المصري على حدود مصر الشرقية على مدينة رفح بشمال سيناء وشرم الشيخ بجنوب سيناء، وأُعلن هذا اليوم عيداً قومياً مصرياً في ذكرى تحرير كل شبر من سيناء فيما عدا الجزء الأخير ممثلاً في مشكلة طابا التي أوجدتها إسرائيل في آخر أيام انسحابها من سيناء، والتي تم تحريرها في النهاية عن طريق التحكيم الدولي.

### تحرير طابا

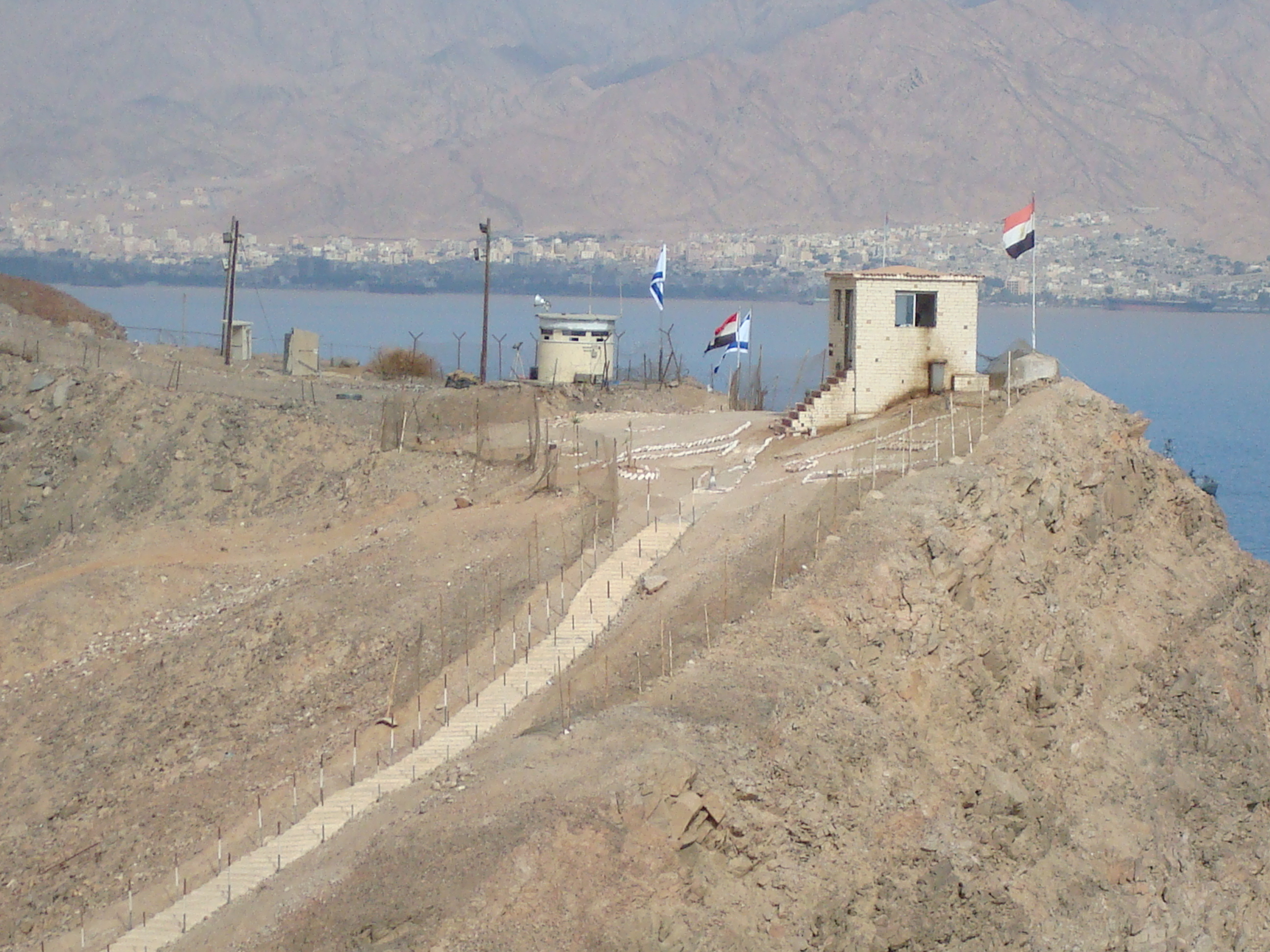
العلم المصري على الحدود المصرية الإسرائيلية

الرئيس الأسبق محمد حسني مبارك يرفع علم مصر على طابا في 19 مارس/آذار 1989

بعد عقد اتفاقية السلام بين مصر وإسرائيل في 26 مارس/آذار 1979، والتي بموجبها بدأت إسرائيل انسحابها من سيناء، وفي أواخر عام 1981 الذي كان يتم خلاله تنفيذ المرحلة الأخيرة من مراحل هذا الانسحاب، سعى الجانب الإسرائيلي إلى افتعال أزمة تعرقل هذه المرحلة، وتمثل ذلك بإثارة مشكلات حول وضع 14 علامة حدودية أهمها العلامة (91) في طابا، الأمر الذي أدى لإبرام اتفاق في 25 أبريل/نيسان 1982 والخاص بالإجراء المؤقت لحل مسائل الحدود، والذي نص على عدم إقامة إسرائيل لأي إنشاءات وحظر ممارسة مظاهر السيادة، وأن الفصل النهائي في مسائل وضع علامات الحدود المختلف عليها يجب أن يتم وفقاً لأحكام المادة السابعة من معاهدة السلام المبرمة بين البلدين، والتي تنص على حل الخلافات بشأن تطبيق أو تفسير المعاهدة عن طريق المفاوضات، وأنه إذا لم يتيسر حل هذه الخلافات بالمفاوضات فتحل عن طريق التوفيق أو تحال إلى التحكيم. وبعد 3 أشهر من هذا الاتفاق افتتحت إسرائيل فندق سونستا وقرية سياحية وأدخلت قوات حرس الحدود. فقامت الحكومة المصرية بالرد عن طريق تشكيل اللجنة القومية للدفاع عن طابا أو اللجنة القومية العليا لطابا، وتشكلت بالخارجية المصرية لجنة لإعداد مشارطة التحكيم برئاسة نبيل العربي ممثل الحكومة المصرية أمام هيئة التحكيم في جنيف. عقب قرار مجلس الوزراء الإسرائيلي بالموافقة على التحكيم، تم توقيع اتفاقية المشارطة بمشاركة شمعون بيريز في 11 سبتمبر/أيلول 1986، والتي قبلتها إسرائيل بضغط من الولايات المتحدة. وهدفت مصر من تلك المشارطة إلى إلزام الجانب الإسرائيلي بتحكيم وفقاً لجدول زمني محدد بدقة، وحصر مهمة هيئة التحكيم في تثبيت مواقع العلامات ال14 المتنازع عليها. وفي 29 سبتمبر/أيلول 1988 تم الإعلان عن حكم هيئة التحكيم في جنيف بسويسرا في النزاع حول طابا، وجاء الحكم في صالح مصر مؤكداً أن طابا مصرية، وفي 19 مارس/آذار 1989 كان الاحتفال التاريخي برفع علم مصر معلناً السيادة على طابا وإثبات حق مصر في أرضها.:153:237

## حفظ تاريخ الحرب

### مصر
تخليداً لذكرى انتصارات أكتوبر تحتفل القوات المسلحة المصرية بعيدها يوم 6 أكتوبر من كل عام. وأُنشئت في مصر عدة متاحفَ سواء في القاهرة أو في مدن القناة عُرضت بها بعض القطع من مخلفات الحرب، ولعل أشهر تلك المنشآت بانوراما حرب أكتوبر في شارع صلاح سالم بالقاهرة والتي تعرض تسجيلاتٍ بالصوت والصورة تحكي قصص المعارك الحربية المصرية بست لغاتٍ مختلفةٍ هي العربية، والإنجليزية، والألمانية، والإيطالية، والفرنسية، واليابانية.
افتُتحت البانوراما في 5 أكتوبر/تشرين الأول 1989 وأقيمت على يد فنيين كوريين علي مساحة 31 ألف م² وتشغل مبنىً وحديقةً، بالإضافة إلى ساحة انتظار سياراتٍ بمسطح حوالي 6 ألاف م²، وتحتوي على منصتين للعرض المكشوف إحداهما لعرض نماذجَ من أسلحة القوات التي شاركت في حرب أكتوبر سنة 1973، والأخرى لعرض نماذجَ لبعض الأسلحة الإسرائيلية التي تم الاستيلاء عليها. أما المبنى الرئيسي فشُيّد على شكلٍ إسطوانيٍّ قطره 44 متراً وارتفاعه 27 متراً يعلوه برج من الحديد والنحاس ارتفاعه 10.5 متر، وبه قاعات العرض الرئيسية التي تتضمن مكتبة تاريخية.
بينما يمثل المتحف الحربي في قلعة صلاح الدين أحد أهم المتاحف العسكرية التي تخلد التاريخ العسكري المصري. أنشئ المتحف عام 1937 في مبنى وزارة الدفاع القديم بشارع الفلكي، ثم انتقل إلى مبنىً مؤقتٍ في جاردن سيتي عام 1938، ثم انتقل إلى مقره الحالي في قصر الحرم بالقلعة، وافتتح رسمياً في نوفمبر/تشرين الثاني 1949. أعيد تجديد المتحف أكثر من مرة كان أولها في 26 يوليو/تموز 1982، وفي 26 أبريل/نيسان 1988 بالاشتراك مع هيئة الآثار، وفي 29 نوفمبر/تشرين الثاني 1993 بالاشتراك مع جمهورية كوريا الديمقراطية.
يشغل المتحف قصور الحرم الثلاث بالضلع البحري الغربي للقلعة، ويشرف على جبل المقطم والحطابة وباب المدرج (مدخل القلعة)، ويعود تاريخ تلك القصور إلى عصر محمد علي باشا. أنشئ أولها وهو القصر الأوسط في عام 1872 ثم تلاه القصران الشرقي والغربي.
وفي 31 مايو/أيار 2016 افتتح متحف القوات الجوية المصرية لبضم أبرز أنواع الطائرات الحربية التي شاركت في الحروب التي خاضتها مصر وعلى رأسها حرب أكتوبر ومن تلك الطائرات الميج. وفي السنة سالفة الذكر أيضاً قدمت مصر قائمةً بأسماء الجنود الجزائريين الذين قضوا في الحروب العربية الصهيونية منذ حرب النكسة (1967) إلى حرب أكتوبر، وذلك في إطار الاحتفال بذكرى 6 أكتوبر، وتضمنت القائمة الجزائريين الذين كانوا يعالجون في المستشفيات المصرية بعد إصابتهم أثناء القتال بجروح وعاهات وعددهم بحسب القائمة 56 جُندياً.

### سوريا

المتحف الحربي السوري

أُنشأت في سوريا أيضاً عدة منشآت تخليداً لذكرى حرب تشرين التحريرية منها بانوراما حرب تشرين التي تقع عند مدخل دمشق الشمالي وسط حديقة كبيرة مساحتها نحو 62700 متر². صممت البانوراما على شكل جناحين جانبيين بينهما قسم دائري مقبب بقطر 43.1 متر وبارتفاع كلي يبلغ 37.1 متر، وعلى طرفيه أدراج توصل إلى الجناحين ثم إلى منصة العرض البانورامي التي تروي قصة معارك القوات السورية بأدق تفاصيلها من جنود وأسلحة ودبابات وطائرات، بالإضافة إلى ساحتين لعرض الأسلحة مساحة كل منهما 1760 متر²، تضم الساحة الأولى نماذج لبعض الأسلحة والعتاد المستخدم في الحرب فيما تضم الساحة الثانية نماذج للأسلحة والعتاد الإسرائيلي.
بدأ تأسيس المتحف الحربي السوري عام 1957 في قصر العظم، ثم انتقل إلى التكية السليمانية التي شيدت عام 1554 على ضفة نهر بردى الجنوبية في الجهة الغربية لمدينة دمشق، وافتتح رسمياً في 25 أغسطس/آب 1959. بدأ المتحف بأربع قاعات عرض، ومنذ تاريخ افتتاحه حتى عام 1972 أضيفت إليه عدة أقسام، وأصبح عدد القاعات خمسة هي (قاعة الأسلحة النارية الثقيلة، قاعة الأسلحة النارية الخفيفة، القاعة التاريخية، قاعة الأسلحة البيضاء، قاعة الثورات السورية) وبعد حرب تشرين التحريرية أضيفت قاعة سادسة تختص بنضال القوات المسلحة السورية ودورها في الحرب. في عام 2011 أوقف العمل بالمقر الحالي للمتحف، وتقرر نقله إلى موقع جديد.

### إسرائيل
وفي إسرائيل توجد بعض القطع من مخلفات الحرب في المتاحف العسكرية الإسرائيلية ومنها متحف تاريخ قوات الدفاع الإسرائيلية في تل أبيب أو متحف باتي هاؤوسيف (بالإنجليزية: Batey ha-Osef Museum)، ومتحف القوات الجوية الإسرائيلية في حتسريم الذي تأسس في عام 1977 وافتتح للعامة في عام 1991، ومتحف ياد لا شيريون في لطرون (بالإنجليزية: Yad La-Shiryon Museum).

## الحرب في الإعلام

### مصر
وثقت السينما المصرية لحظة النصر في حرب السادس من أكتوبر بمجموعة من الأفلام رصدت فترة الحرب وسُجلت في تاريخ السينما كعلامات معبرة عن تلك الفترة، والتي تُعرض على شاشات التليفزيون المصري في شهر أكتوبر/تشرين الأول من كل عام احتفالاً بذكرى النصر، ومن هذه الأفلام:
- حتى آخر العمر إنتاج عام 1975، تأليف يوسف السباعي، إخراج أشرف فهمي، بطولة محمود عبد العزيز ونجوى إبراهيم.
- الرصاصة لا تزال في جيبي إنتاج عام 1974، تأليف إحسان عبد القدوس، إخراج حسام الدين مصطفى، بطولة محمود ياسين ونجوى إبراهيم،
- أبناء الصمت إنتاج عام 1974، تأليف مجيد طوبيا، إخراج محمد راضي، بطولة نور الشريف ومحمود مرسي.
- العمر لحظة إنتاج عام 1978، تأليف يوسف السباعي، إخراج محمد راضي، بطولة ماجدة وأحمد زكي.
- بدور إنتاج عام 1974، تأليف وإخراج نادر جلال، بطولة نجلاء فتحي ومحمود ياسين.
- الوفاء العظيم إنتاج عام 1974، تأليف فيصل ندا، إخراج حلمي رفلة، بطولة نجلاء فتحي ومحمود ياسين.
- المواطن مصري إنتاج عام 1991، تأليف يوسف القعيد، إخراج صلاح أبو سيف، بطولة عمر الشريف وعزت العلايلي.

وذلك بخلاف الأعمال العسكرية التي أعدتها إدارة الشؤون المعنوية والأفلام القصيرة والأغاني الوطنية التي لا زالت تُنتج حتى الآن.

### سوريا
لم تتناول الأفلام الروائية الطويلة في السينما السورية أحداث الحرب بشكل مباشر، لكنها تحدثت عن تداعياتها وآثارها، وأنتجت أفلامًا رصدت الفترة بين نكسة حزيران وحرب تشرين، أو أوردت مشاهد بالقرب من الجبهة باعتبارها خلفية تاريخية للأحداث، أو إطاراً لبعض وقائعها، أو ذات تأثيرات على مصائر بعض الشخصيات. ومن تلك الأفلام:
- الأحمر والأبيض والأسود، إنتاج عام 1976، إخراج بشير صافيه.
- الاتجاه المعاكس، إنتاج عام 1975، إخراج مروان حداد.
- حادثة النصف متر، إنتاج عام 1980.
- صندوق الدنيا، إنتاج عام 2002، إخراج أسامة محمد.
- رسائل شفهية، إنتاج عام 1991، إخراج عبد اللطيف عبد الحميد.
- ليالي ابن آوى، إنتاج عام 1990، إخراج عبد اللطيف عبد الحميد.[97] وذلك بخلاف عدة أفلام وثائقية وتليفزيونية قدمت محتوى لخص بعض أحداث الحرب على الجبهة السورية.[98]

### إسرائيل
تناولت السينما الإسرائيلية حرب يوم الغفران في عدد قليل نسبياً من الأفلام بالمقارنة مع ما قدمته من أفلام عن حروبها السابقة، وذلك لأنها أنهت صورة الجيش الذي لا يهزم في ذهن الكثيرين، وانصب الاهتمام الأكبر في محتوى تلك الأفلام على كسب التعاطف الدولي بتصوير مآلات الحرب. من أبرز تلك الأفلام:
- Kippur، إنتاج عام 1973، إخراج عاموس غيتاي.
- The Vulture، إنتاج عام 1981، إخراج ياكي يوشا.
- Tzomet Volkan، إنتاج عام 1998، إخراج ايرن ريكليس.
- Yom Hadin، إنتاج عام 1974، إخراج جورج اوفاديا.
- Blues Lahofesh Hagadol إنتاج عام 1987، إخراج رينيه شور.

وذلك بجانب مجموعةً من الأعمال التليفزيونية والأفلام الوثائقية الإسرائيلية التي كان موضوعها حرب يوم الغفران.

### أعمال أخرى
- الملاك (فيلم 2018)
- جولدا (فيلم 2023)

## ملحق الشخصيات الرئيسية

### مصر
| الاسم                                                                    | المنصب                                                                            | الاسم                                                                    | المنصب:237                                                               |
| رئيس الجمهورية / محمد أنور السادات القائد الأعلى للقوات المسلحة المصرية. | رئيس الجمهورية / محمد أنور السادات القائد الأعلى للقوات المسلحة المصرية.          | رئيس الجمهورية / محمد أنور السادات القائد الأعلى للقوات المسلحة المصرية. | رئيس الجمهورية / محمد أنور السادات القائد الأعلى للقوات المسلحة المصرية. |
| ------------------------------------------------------------------------ | --------------------------------------------------------------------------------- | ------------------------------------------------------------------------ | ------------------------------------------------------------------------ |
| الفريق أول / أحمد إسماعيل علي                                            | وزير الحربية والقائد العام للقوات المسلحة والقائد العام للجبهتين المصرية والسورية | الفريق / سعد الشاذلي                                                     | رئيس أركان حرب القوات المسلحة                                            |
| اللواء / محمد علي فهمي                                                   | قائد قوات الدفاع الجوي                                                            | اللواء / محمد حسني مبارك                                                 | قائد القوات الجوية                                                       |
| اللواء / فؤاد ذكري                                                       | قائد القوات البحرية                                                               | اللواء / عبد الغني الجمسي                                                | رئيس هيئة العمليات                                                       |
| اللواء / إبراهيم فؤاد نصار                                               | مدير إدارة المخابرات الحربية                                                      | اللواء / محمد سعيد الماحي                                                | مدير إدارة المدفعية                                                      |
| اللواء / كمال حسن علي                                                    | مدير إدارة المدرعات                                                               | اللواء / جمال محمد علي                                                   | مدير إدارة المهندسين                                                     |
| اللواء / محمد عبد المنعم الوكيل                                          | مدير إدارة المشاة                                                                 | اللواء / نبيل شكري                                                       | قائد سلاح الصاعقة                                                        |
| العميد / محمود عبد الله                                                  | قائد سلاح المظلات                                                                 | اللواء / نوال السعيد                                                     | رئيس هيئة الإمداد والتموبن                                               |
| اللواء / عبد المنعم واصل                                                 | قائد الجيش الثالث الميداني                                                        | اللواء / سعد الدين مأمون                                                 | قائد الجيش الثاني الميداني **                                            |

** أصيب اللواء / سعد الدين مأمون بنوبة قلبية يوم 14 أكتوبر/تشرين الأول، فتولى اللواء / تيسير العقاد رئيس أركان الجيش الثاني قيادة الجيش بالإنابة خلال أيام 14-16 أكتوبر/تشرين الأول وحتى تعيين اللواء / عبد المنعم خليل قائداً للجيش الثاني الميداني في 16 أكتوبر/تشرين الأول.

### سوريا
| الاسم                       | المنصب                           | الاسم                       | المنصب:237                     |
| رئيس الجمهورية / حافظ الأسد | رئيس الجمهورية / حافظ الأسد      | رئيس الجمهورية / حافظ الأسد | رئيس الجمهورية / حافظ الأسد    |
| --------------------------- | -------------------------------- | --------------------------- | ------------------------------ |
| اللواء / مصطفى طلاس         | وزير الدفاع                      | اللواء / يوسف شكور          | رئيس هيئة أركان القوات المسلحة |
| اللواء / ناجي جميل          | قائد القوات الجوية والدفاع الجوي | اللواء / حكمت الشهابي       | مدير المخابرات الحربية         |
| اللواء / عبد الرزاق الدردري | رئيس هيئة العمليات               | العميد / فضل حسين           | قائد القوات البحرية            |

### إسرائيل
| الاسم                       | المنصب                                 | الاسم                       | المنصب                                 |
| رئيسة الوزراء / جولدا مائير | رئيسة الوزراء / جولدا مائير            | رئيسة الوزراء / جولدا مائير | رئيسة الوزراء / جولدا مائير            |
| --------------------------- | -------------------------------------- | --------------------------- | -------------------------------------- |
| جنرال / موشيه دايان         | وزير الدفاع                            | جنرال / دافيد إلعازار       | رئيس الأركان العامة                    |
| جنرال / بنجامين تالم        | قائد القوات البحرية                    | جنرال / بنيامين بليد        | قائد القوات الجوية                     |
| جنرال / إلياهو زاعيرا       | مدير الاستخبارات العسكرية              | جنرال / يسرائيل تال         | نائب رئيس الأركان العامة               |
| جنرال / إسحاق حوفي          | قائد القيادة الشمالية "الجبهة السورية" | جنرال / شموئيل غونين        | قائد القيادة الجنوبية "الجبهة المصرية" |

## معرض صور

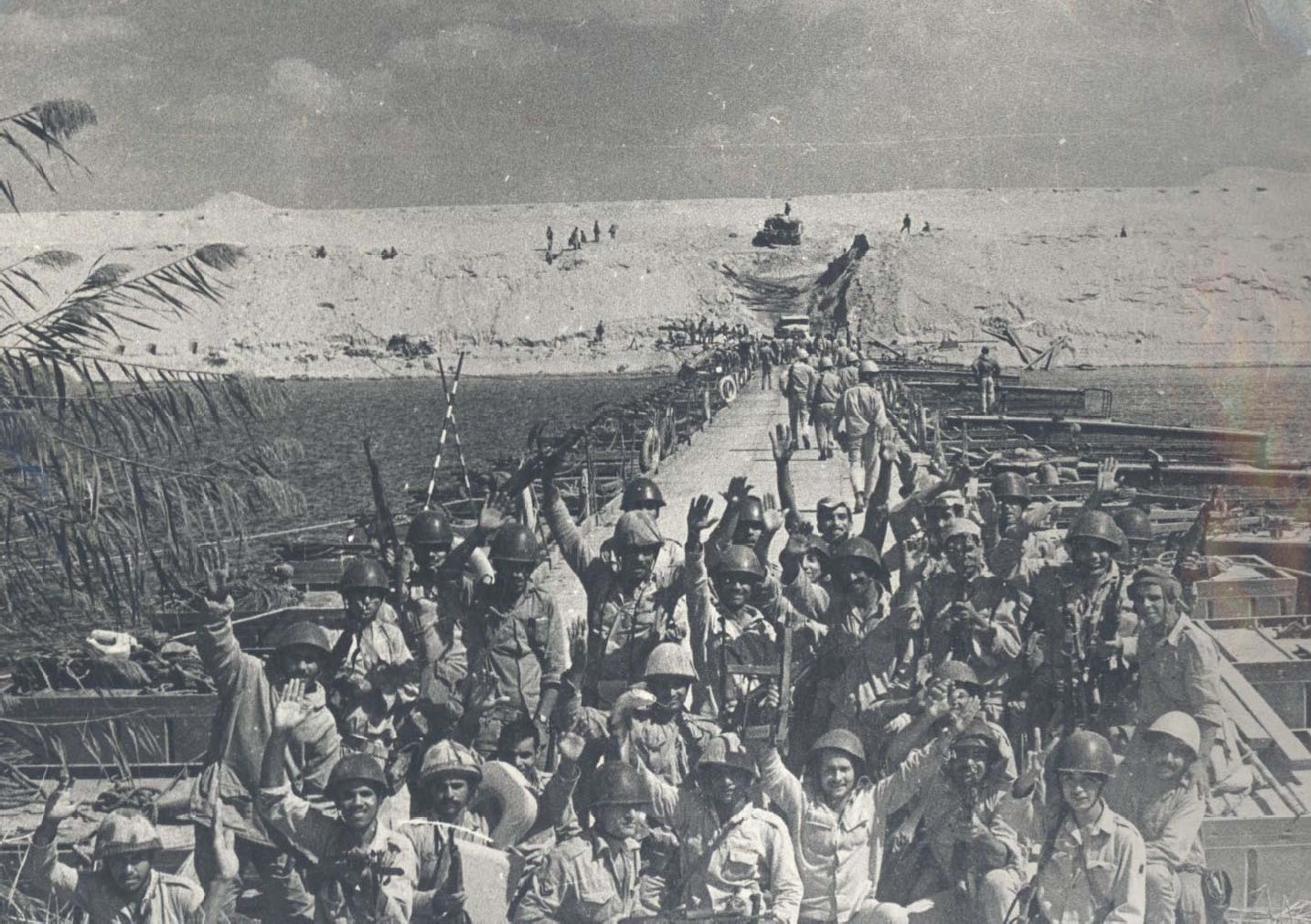
جنود مصريون يحتفلون بالعبور الناجح لقناة السويس
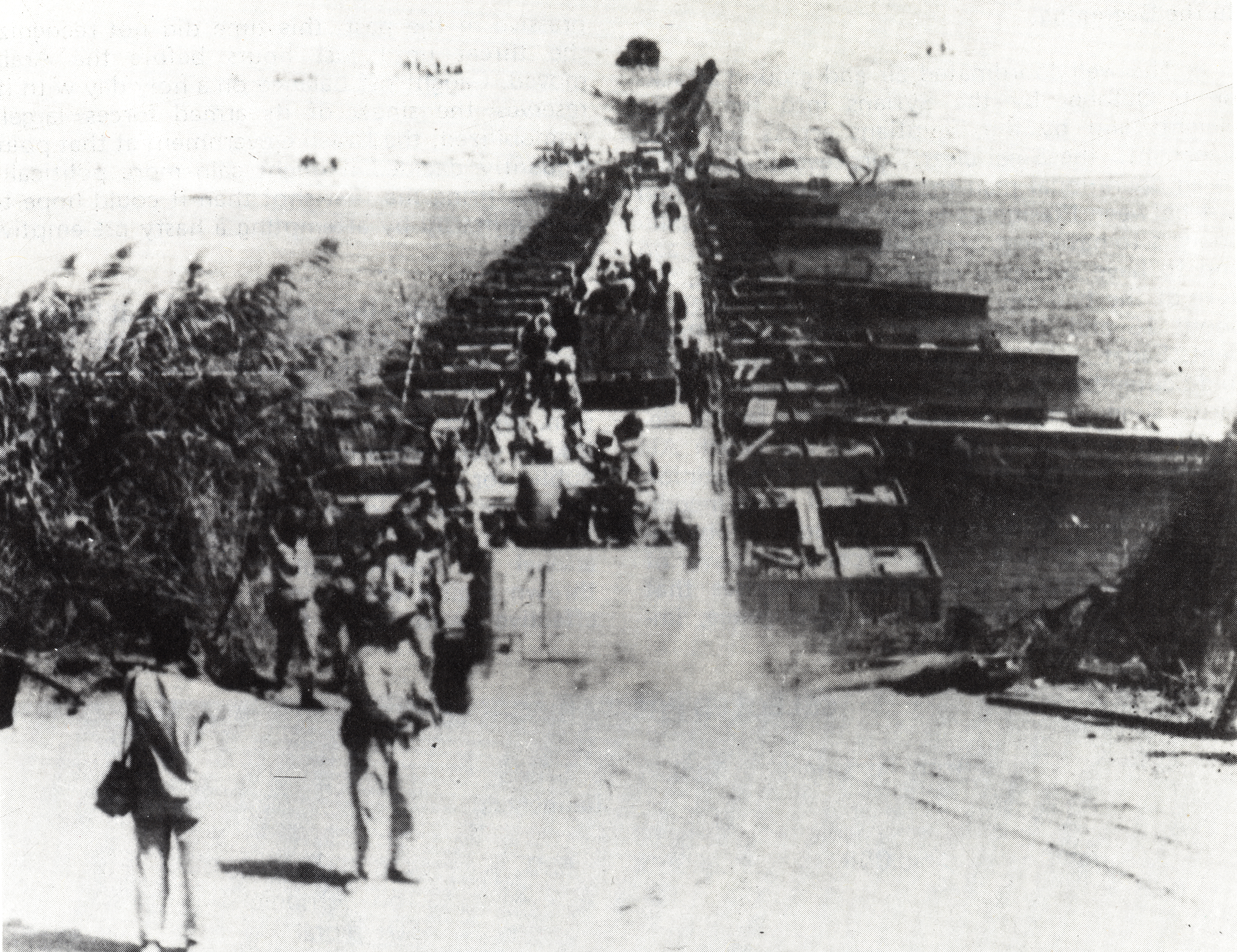
جنود مصريون يعبرون قناة السويس
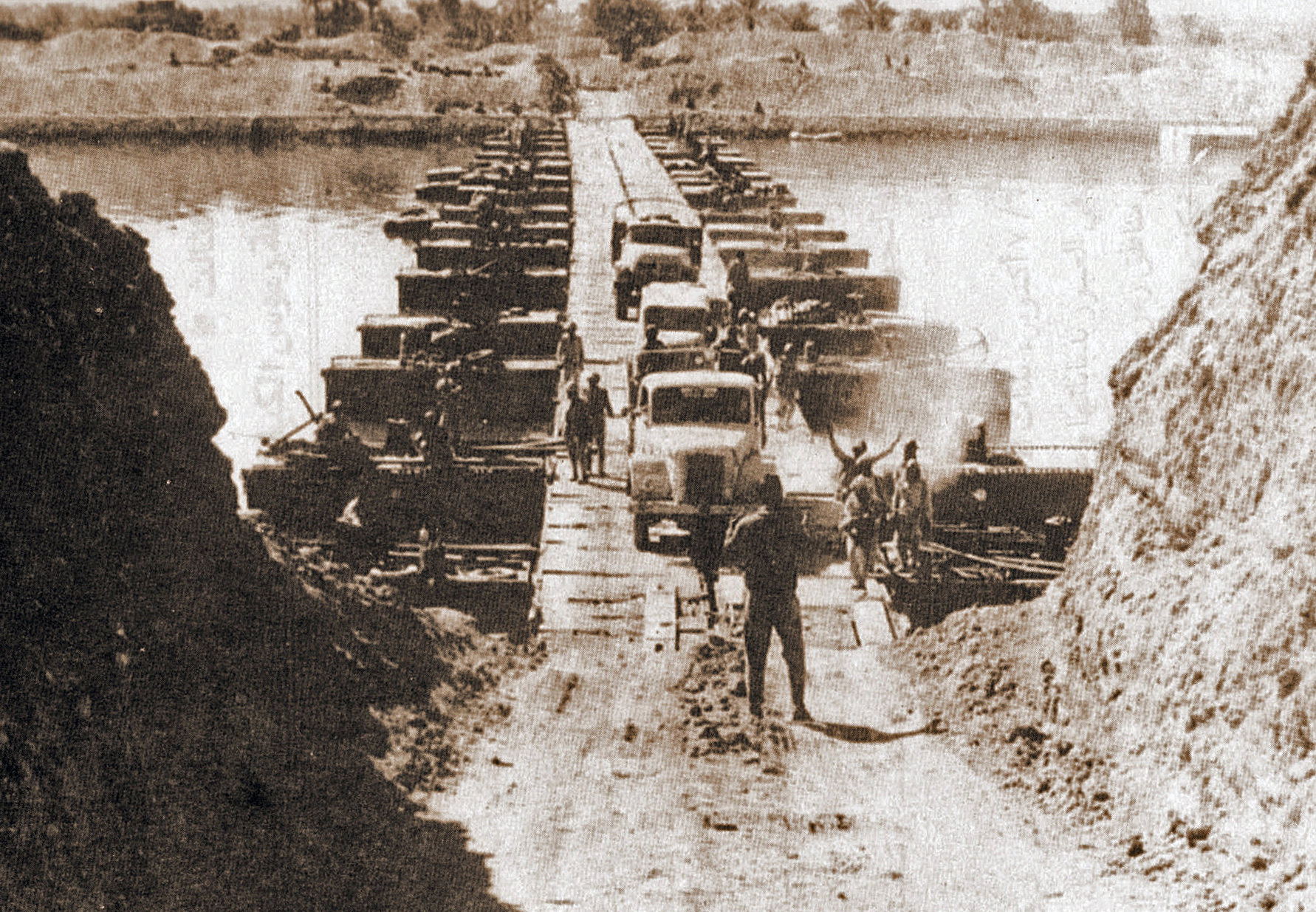
شاحنات عسكرية مصرية تعبر قناة السويس
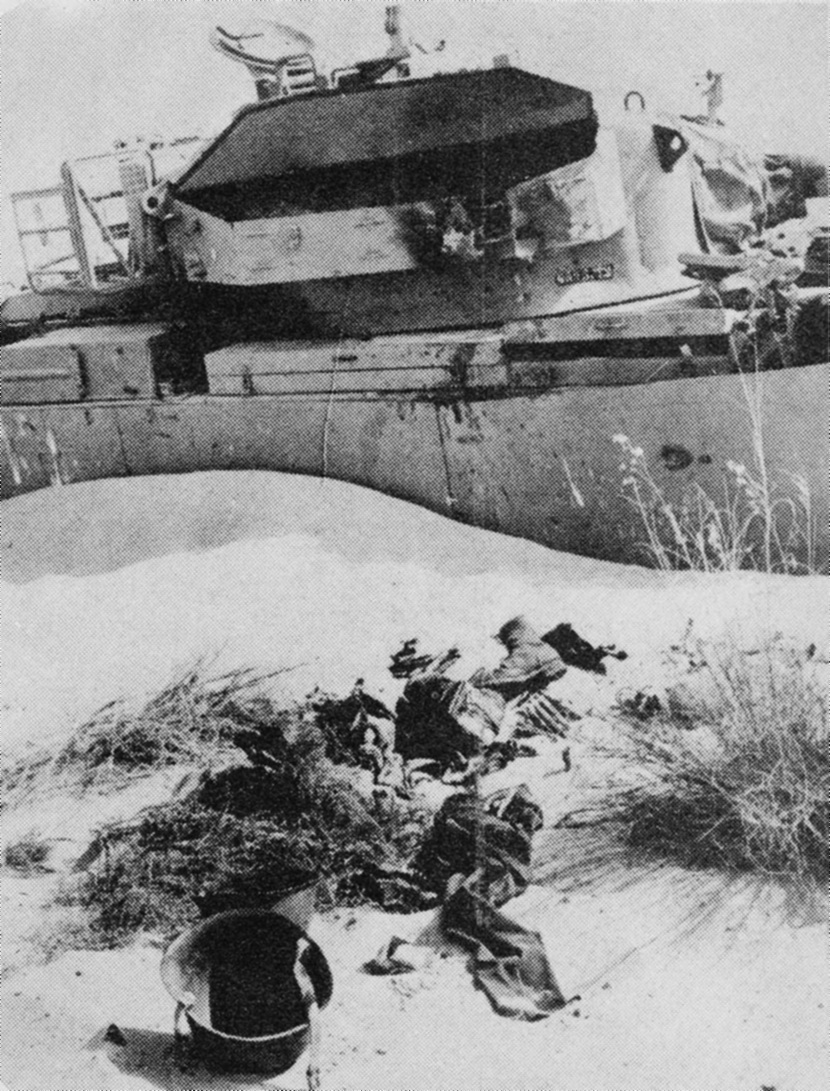
حطام دبابة سينتوريون إسرائيلية
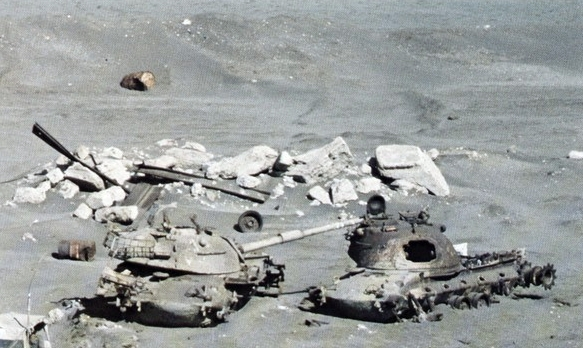
حطام دبابة إم 48 إسرائيلية
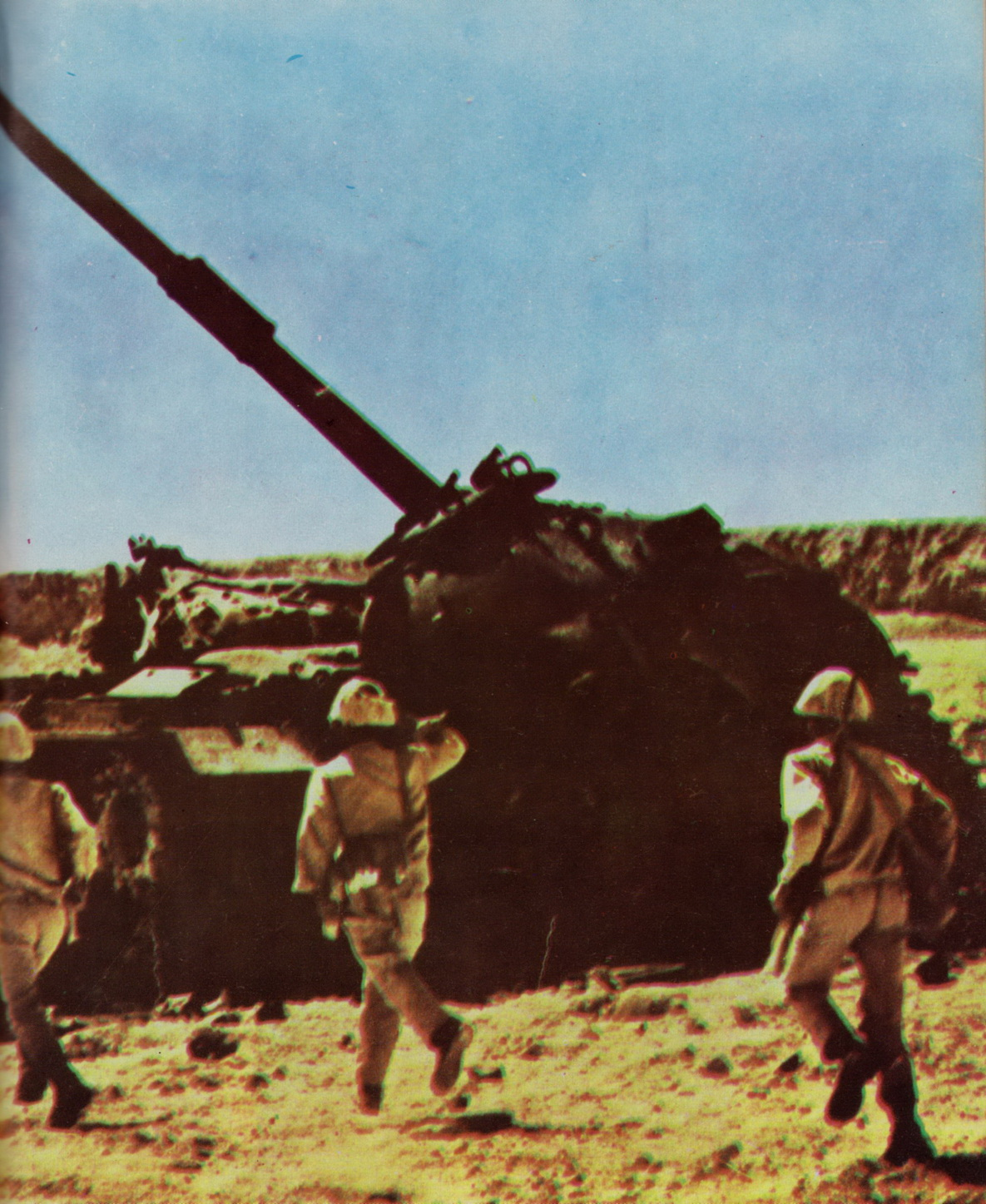
حطام دبابة إم 60 إسرائيلية
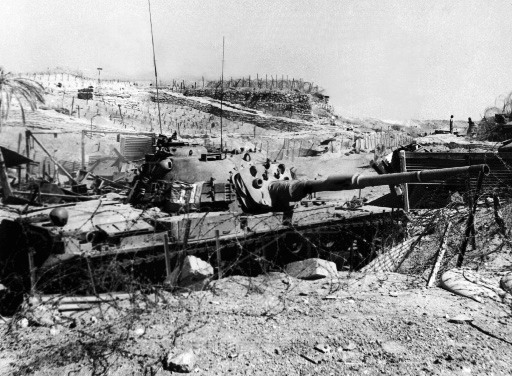
حطام دبابة إم 60 إسرائيلية
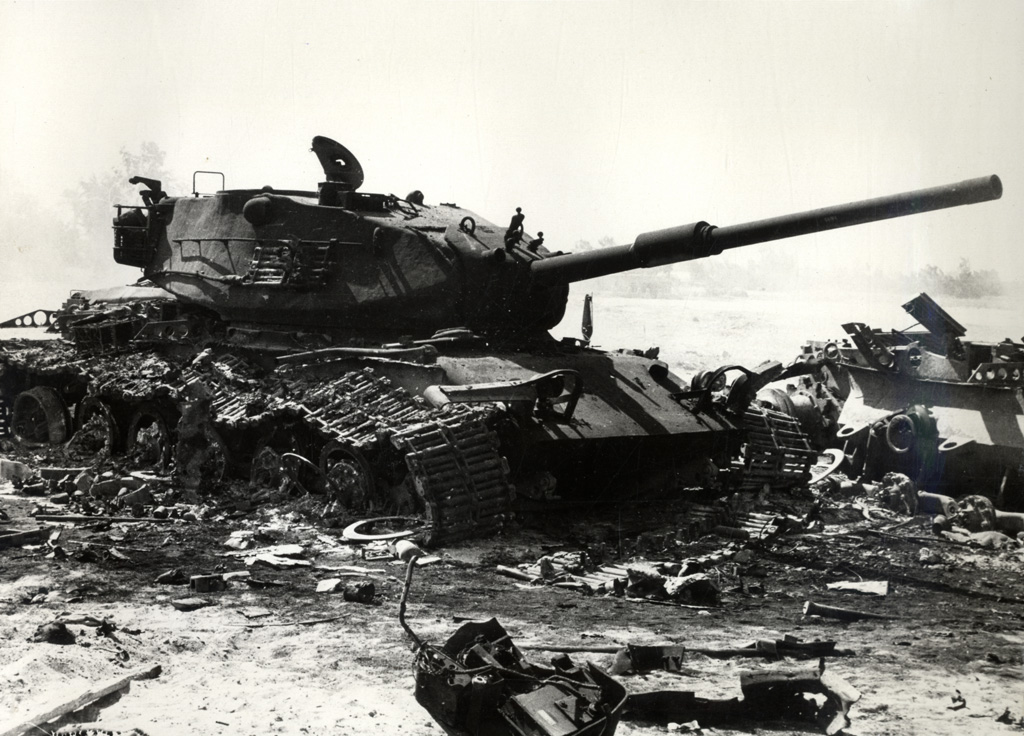
حطام دبابة إم 60 إسرائيلية
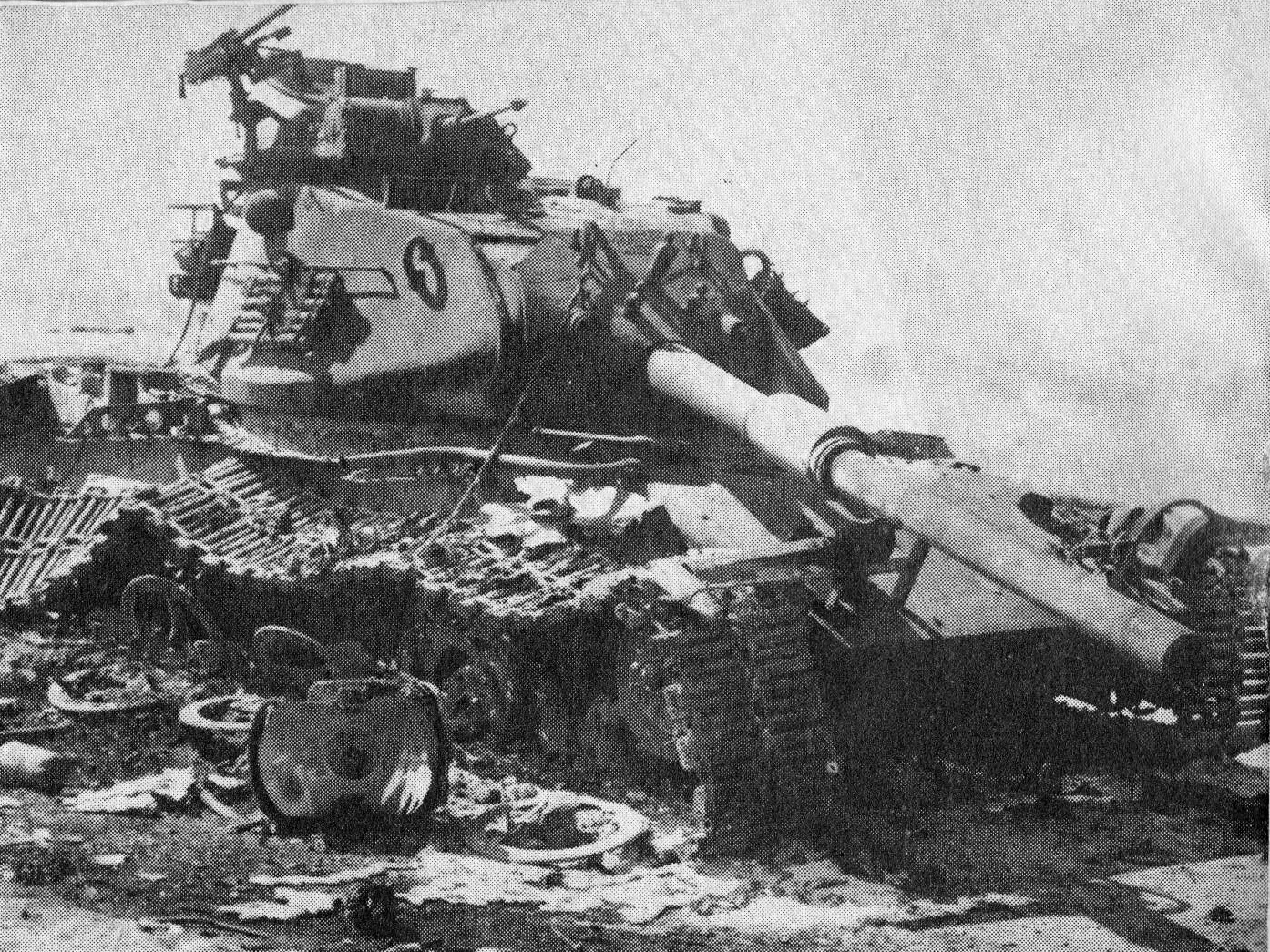
حطام دبابة إم 60 إسرائيلية
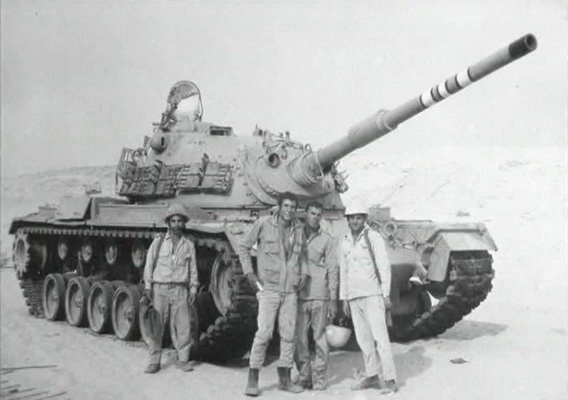
دبابة إم 60 إسرائيلية في الأسر من قبل جنود مصريون
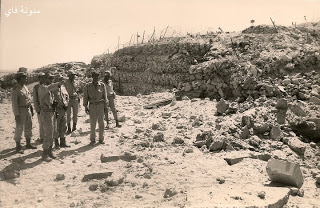
الفريق سعد الشاذلي يتفقد خط بارليف
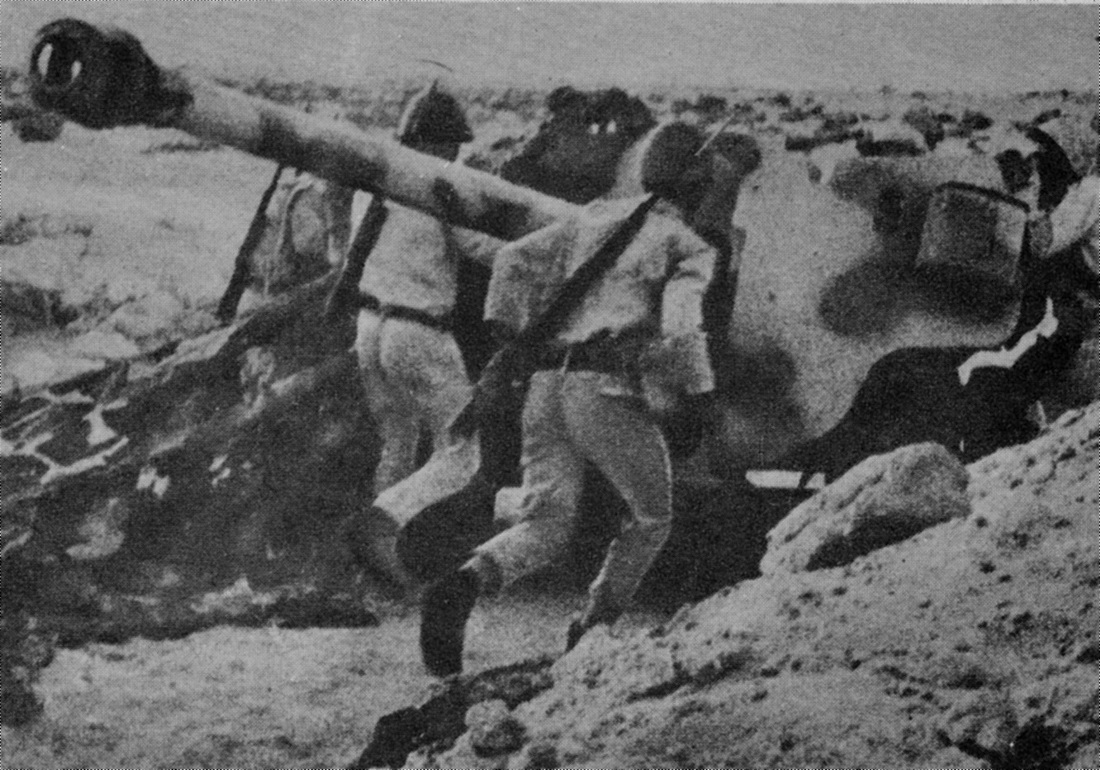
المدفعية المصرية
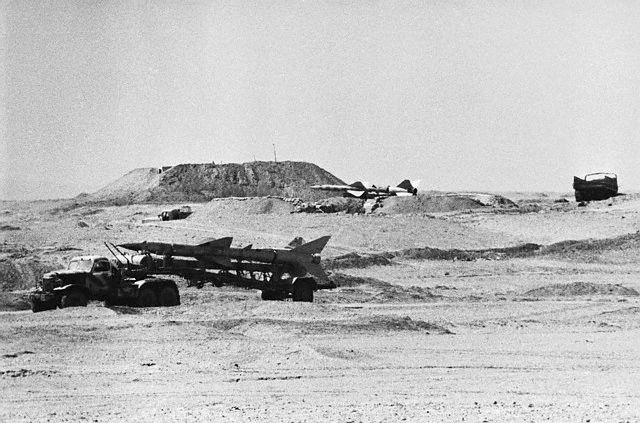
صواريخ سام مصرية على الجبهة
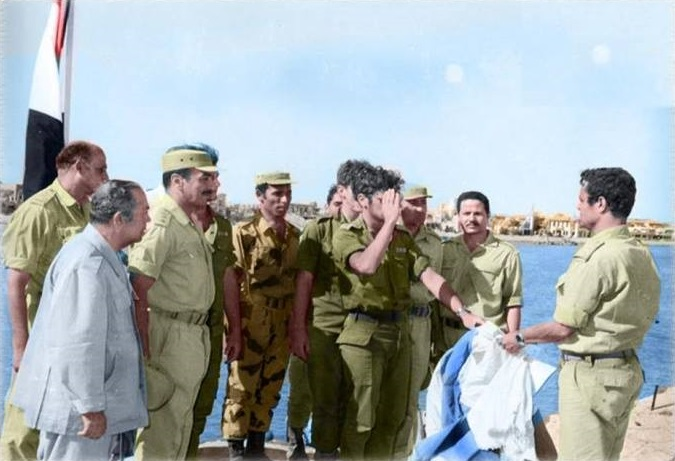
استسلام القائد الإسرائيلي لنقطة بورتوفيق الحصينة بعد موقعة لسان بورتوفيق
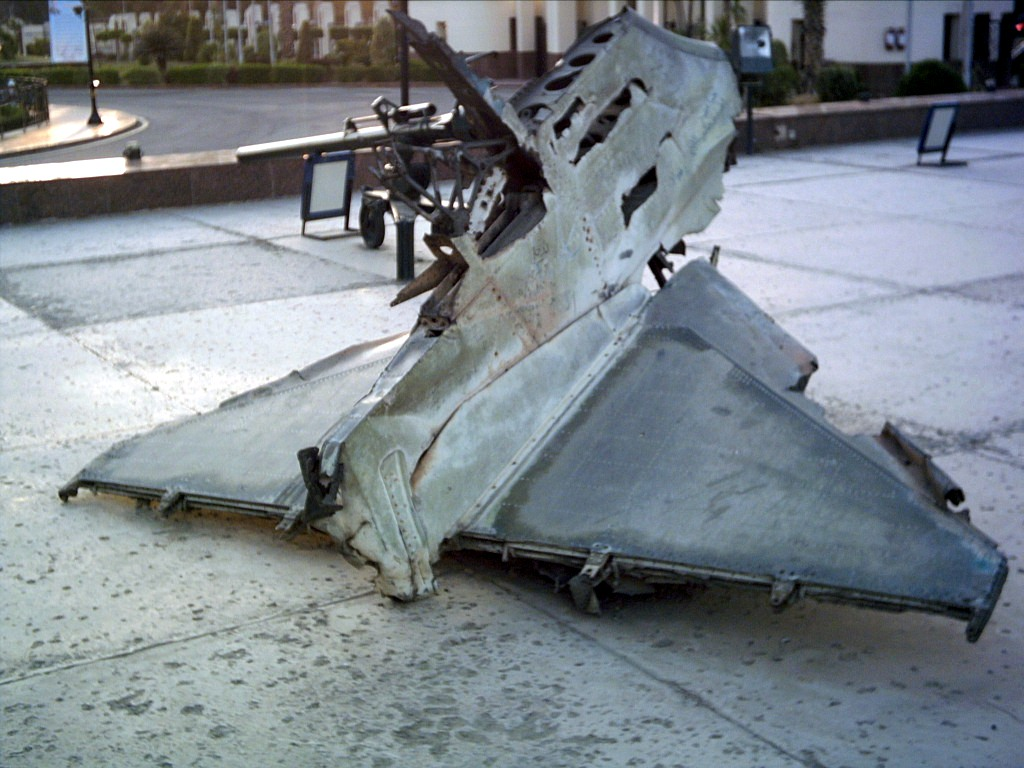
بقايا حطام طائرة سكاي هوك إسرائيلية
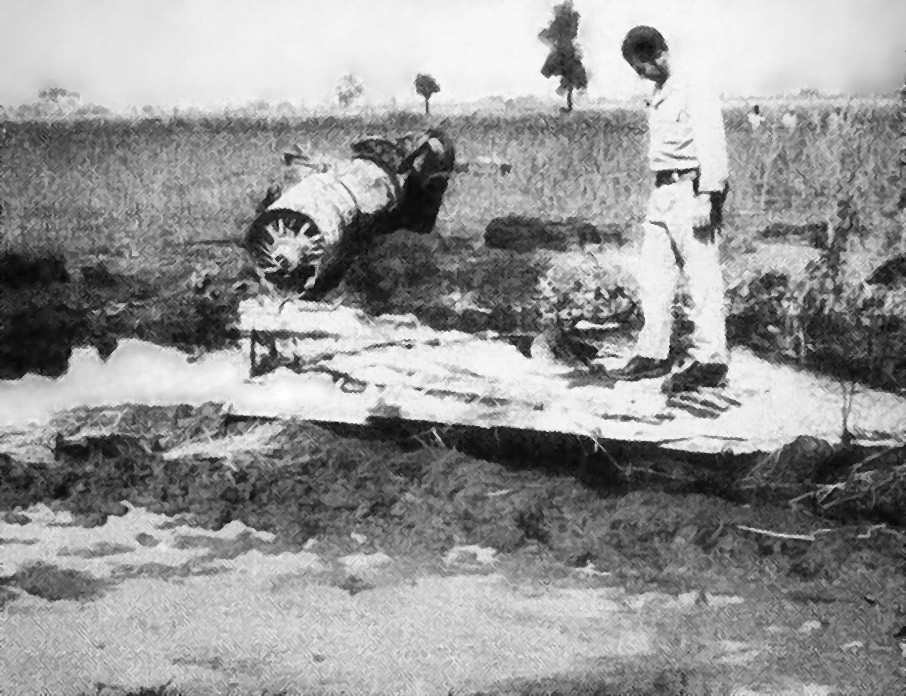
بقايا حطام طائرة ميراج إسرائيلية
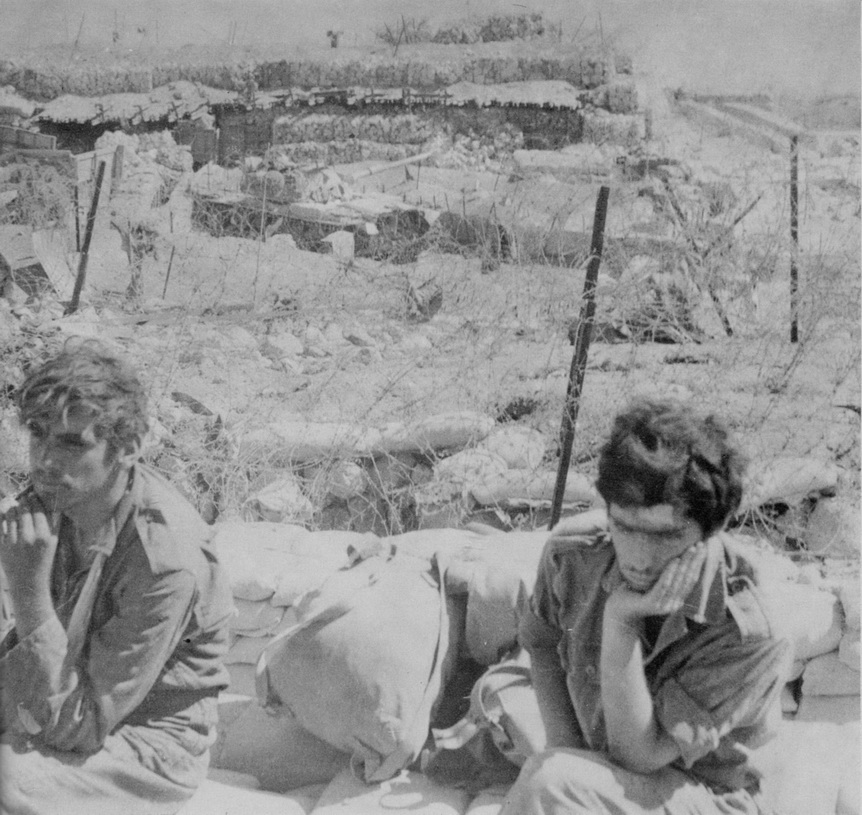
أسرى إسرائيليين على خط بارليف
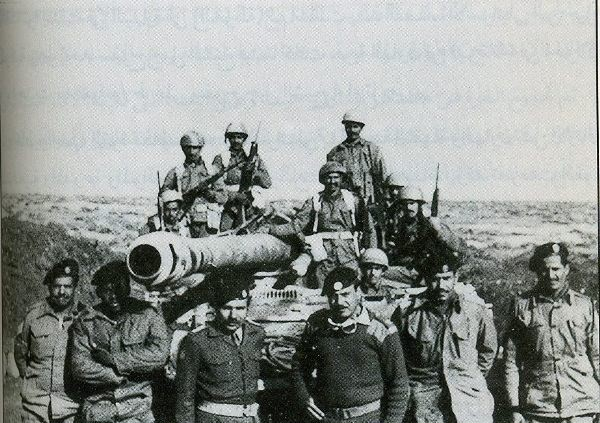
قوة الجهراء المجحفلة في الجولان
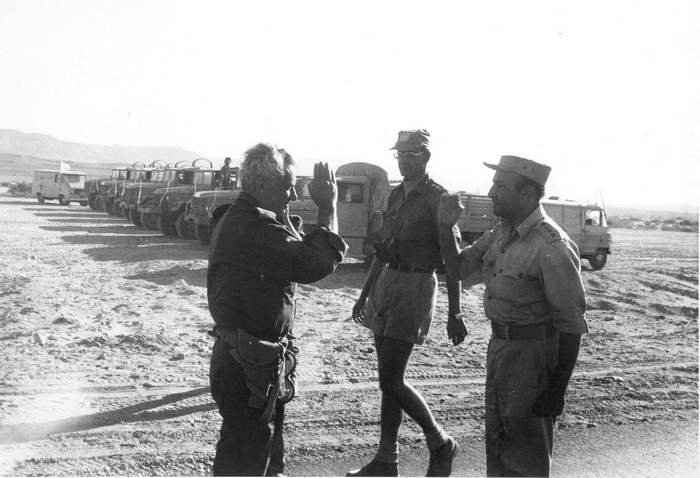
لقاء ضمن المفاوضات الإسرائيلية المصرية بين بشير شريف ممثلاً عن مصر وحاييم بارليف ممثلاً عن إسرائيل
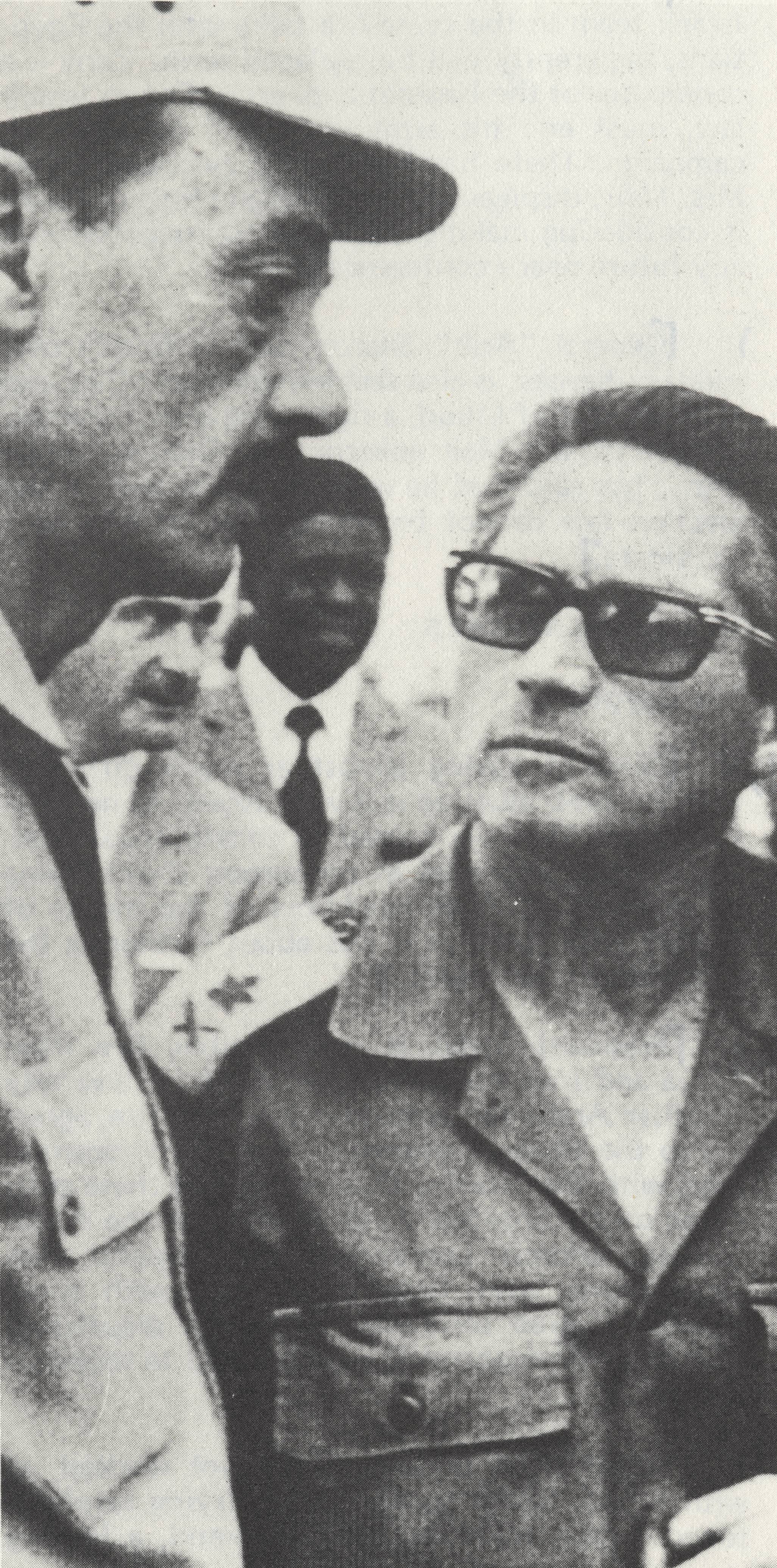
لقاء ضمن المفاوضات الإسرائيلية المصرية بين عبد الغني الجمسي وأهارون ياريف
اللواء عبد الغني الجمسي على الجبهةاللواء عبد الغني الجمسي على الجبهة
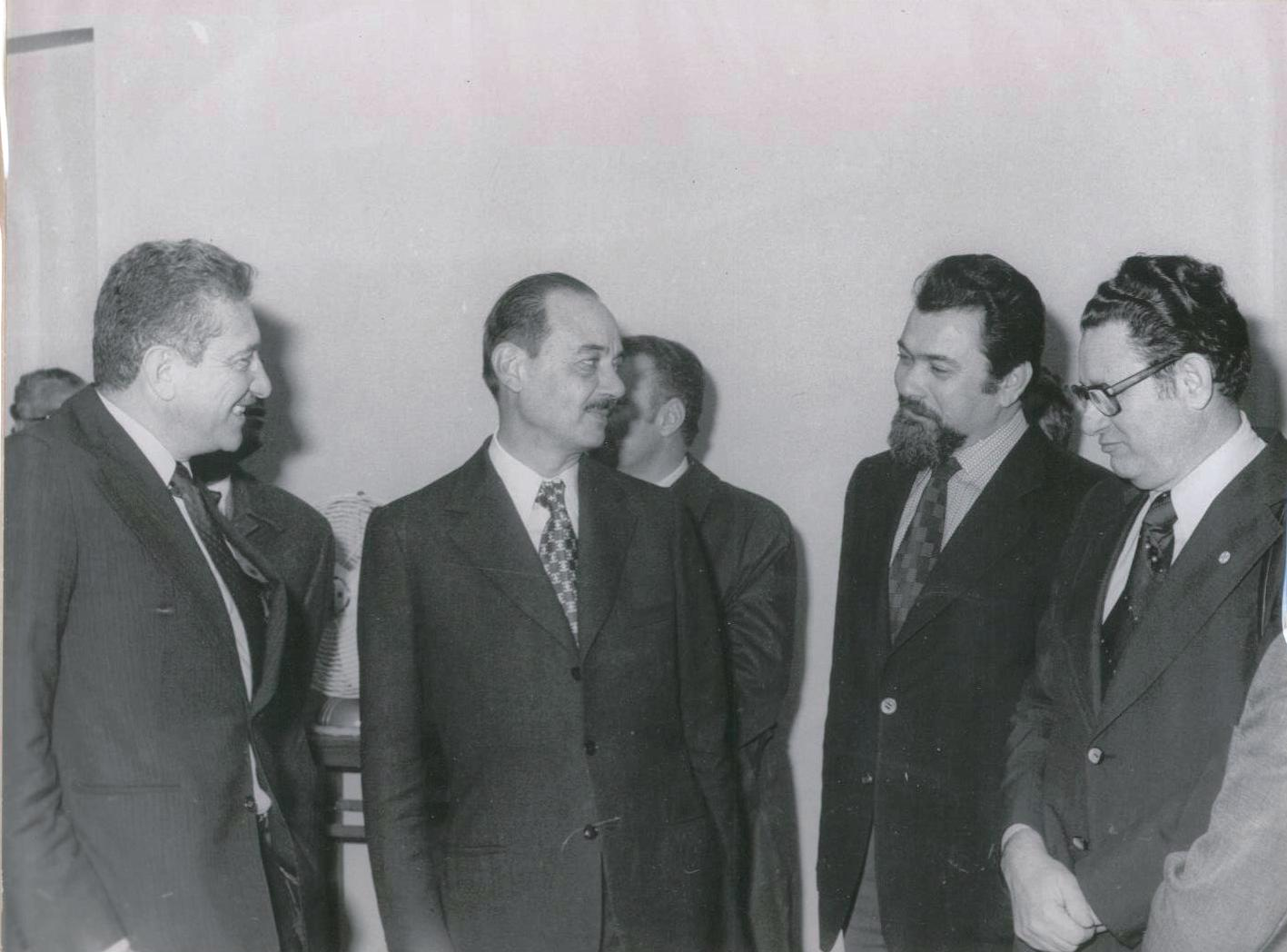
لقاء ضمن المفاوضات الإسرائيلية المصرية بين عبد الغني الجمسي وعيزر فايتسمان
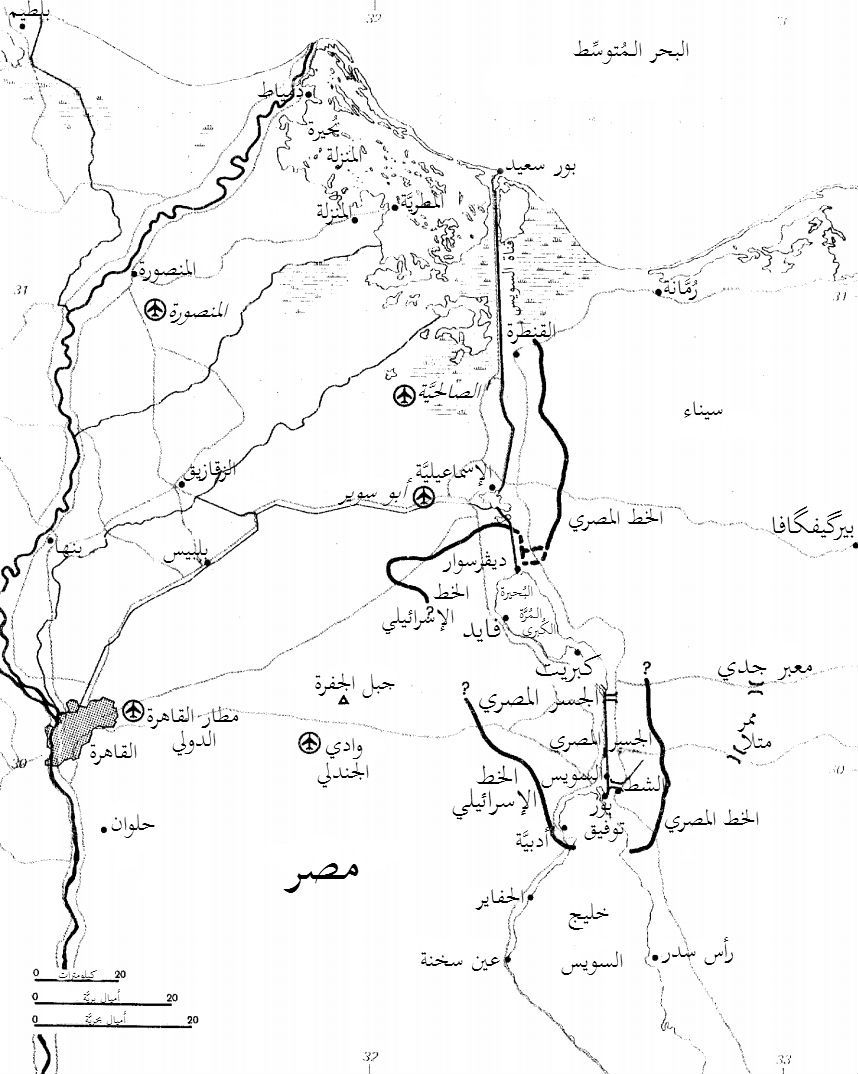
خارطة تُظهر مواقع مطارات القُوَّات الجويَّة المصريَّة على مقربة من قناة السُويس
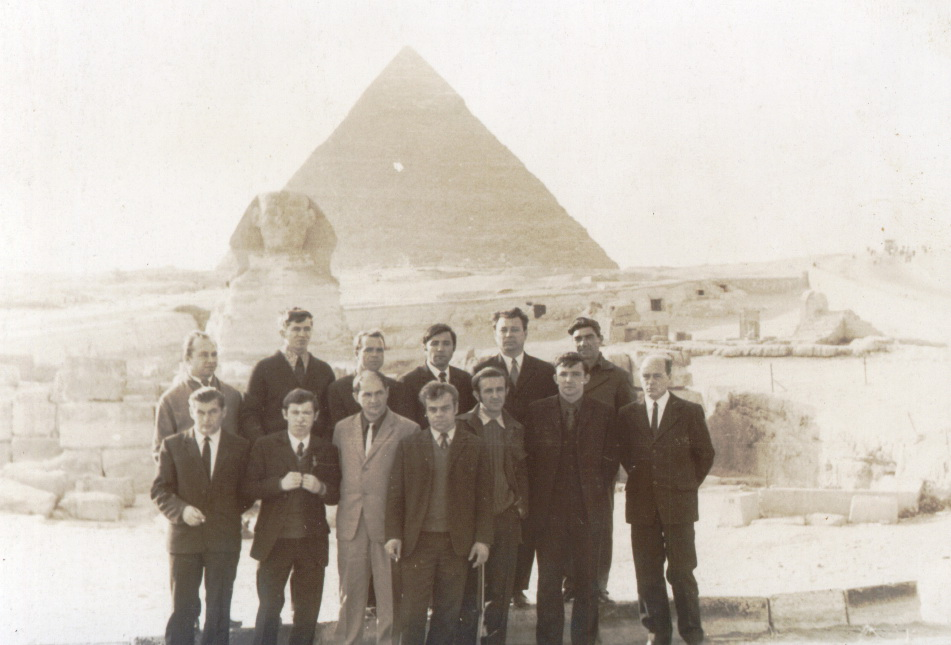
خبراء الاتحاد السوفيتي قبل الحرب
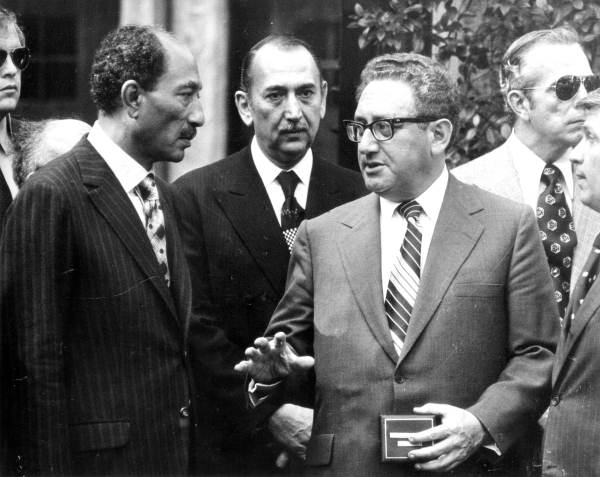
الرئيس السادات ووزير الخارجية الأمريكي هنري كسنجر
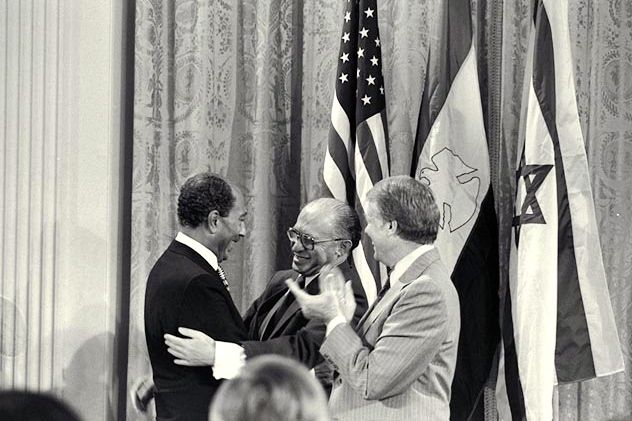
الرئيس السادات ورئيس الوزراء الإسرائيلي مناحم بيجن والرئيس الأمريكي جيمي كارتر عقب توقيع معاهدة السلام
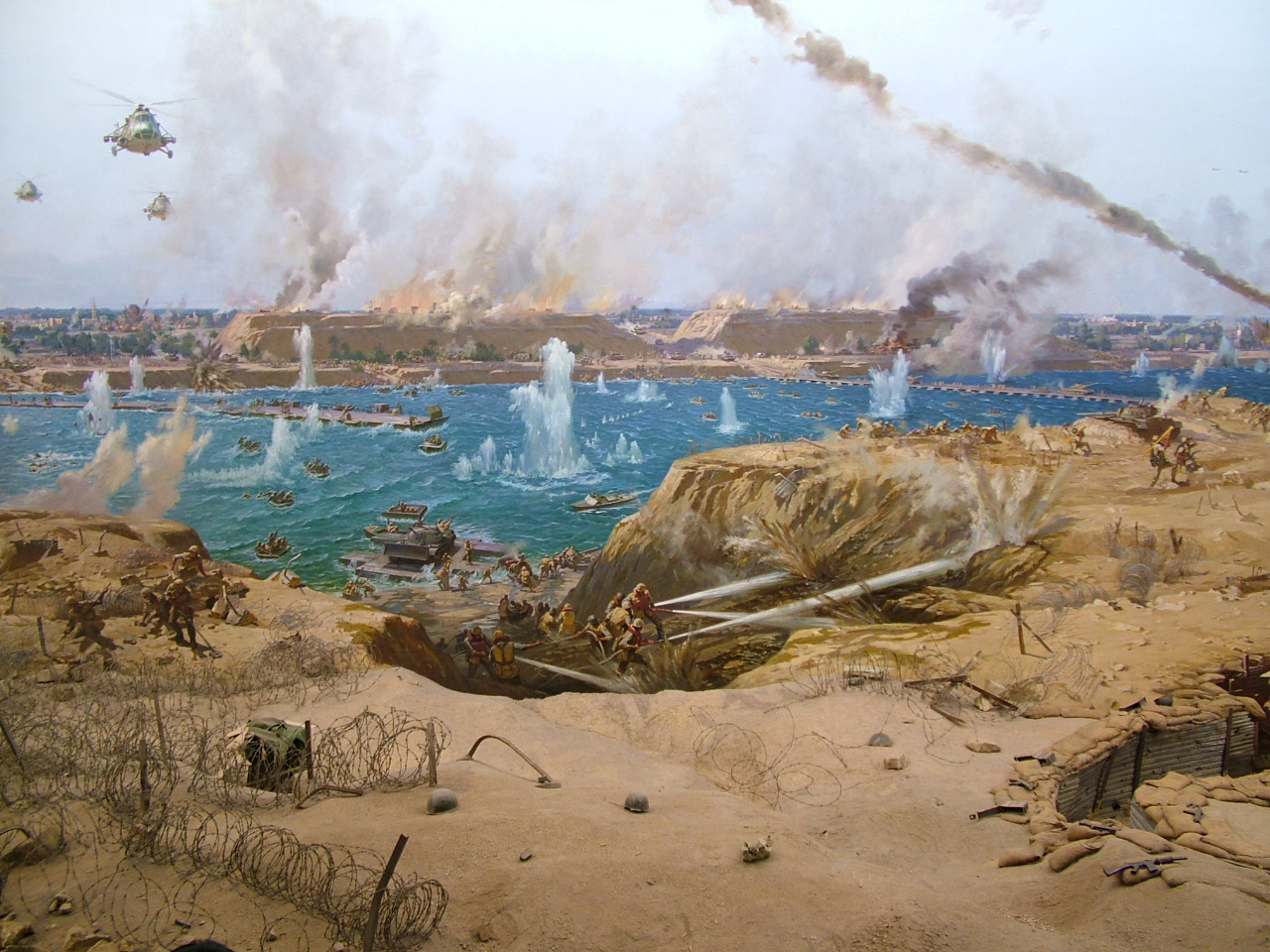
لوحة فنية توضح عبور القوات المصرية لقناة السويس
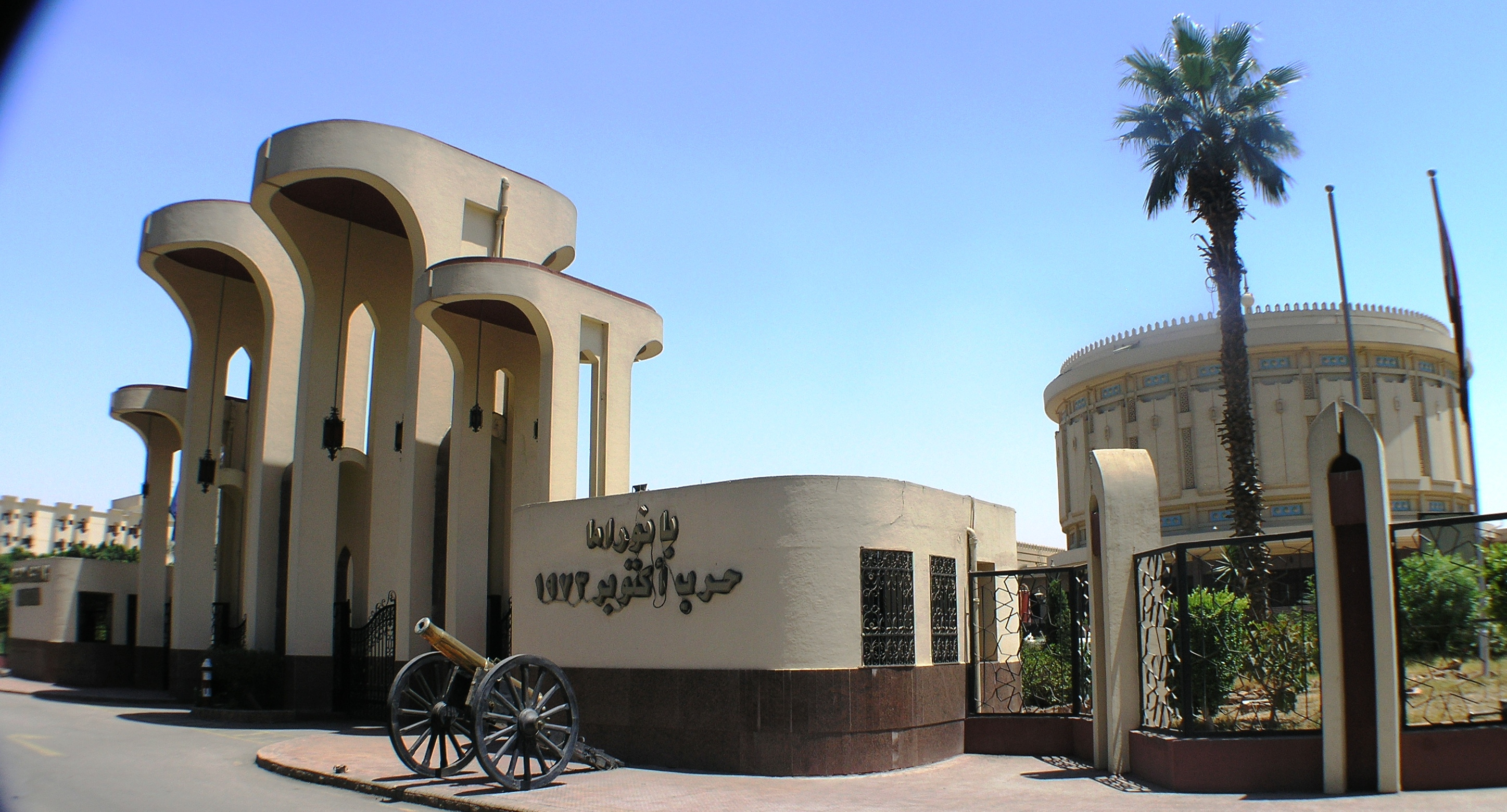
بانوراما حرب أكتوبر
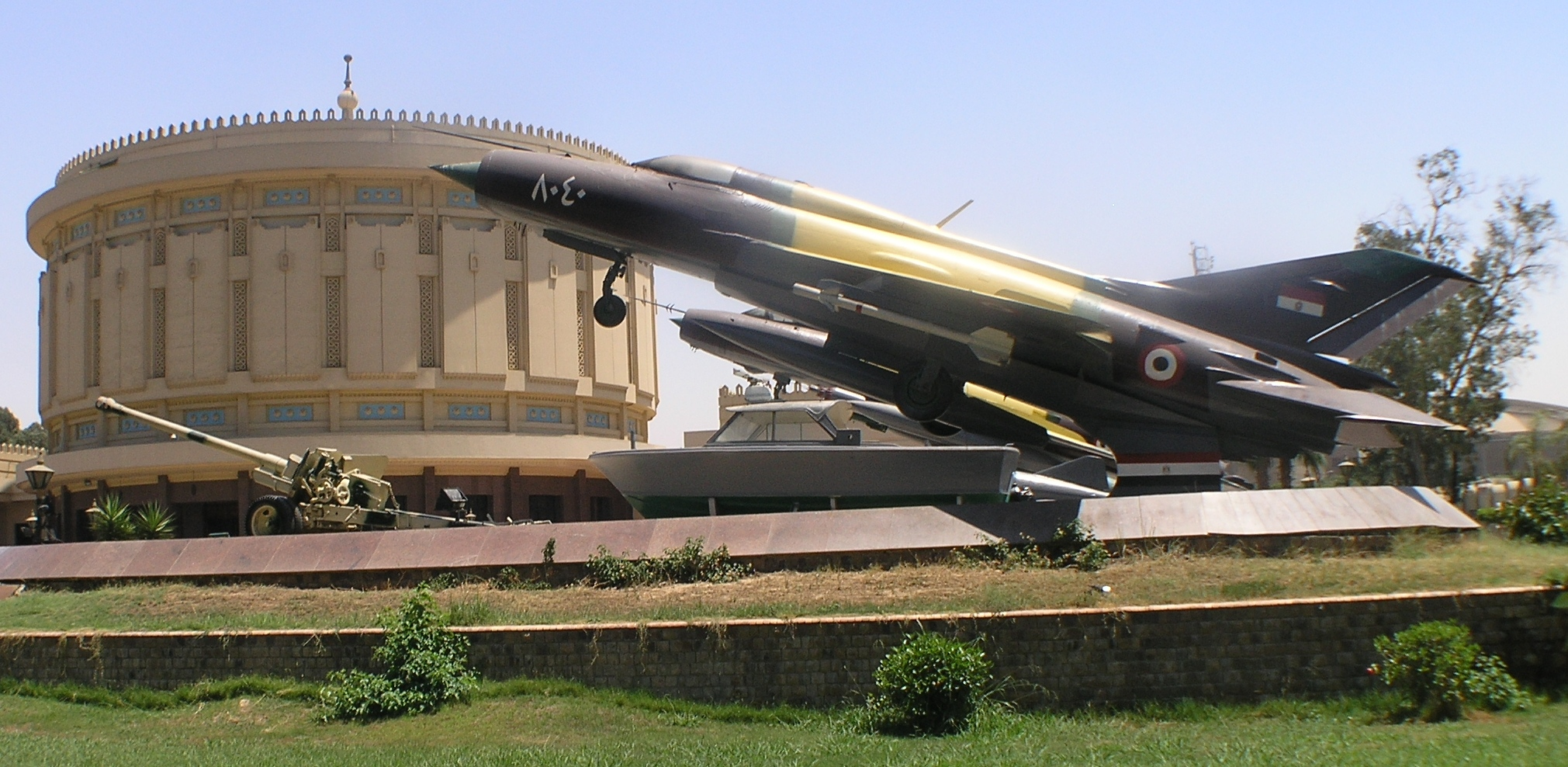
بانوراما حرب أكتوبر
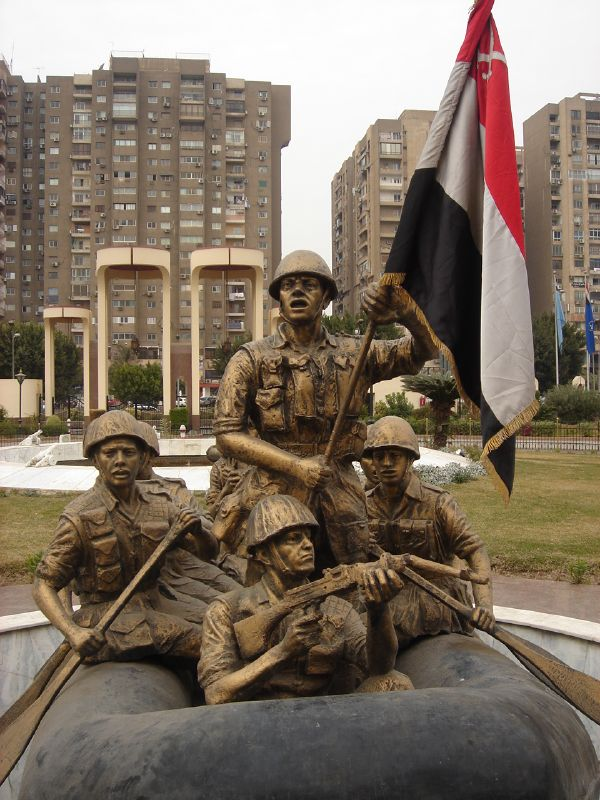
تمثال يوضح عبور القوات المصرية لقناة السويس
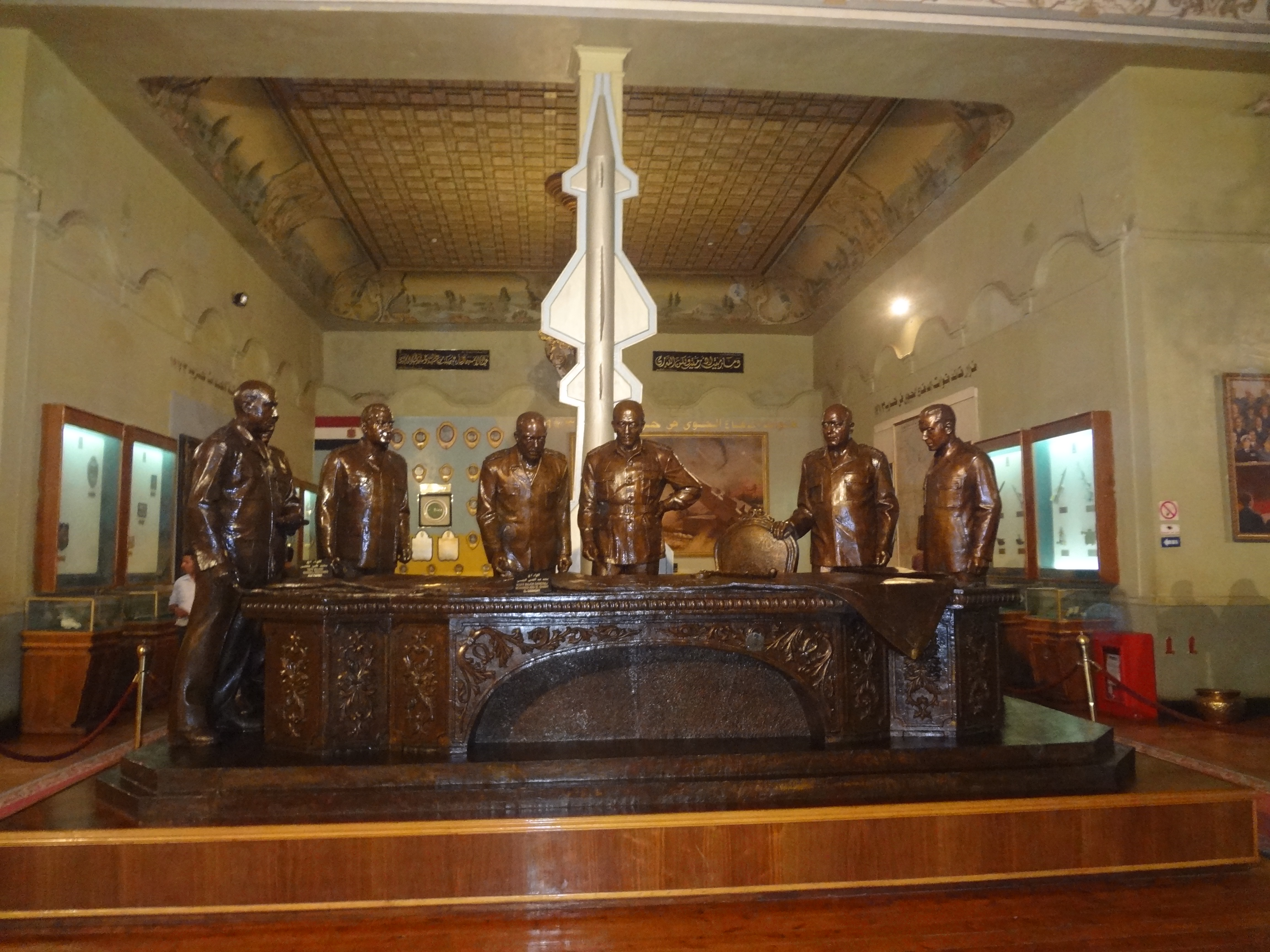
مجسمات توضح غرفة عمليات الحرب المصرية
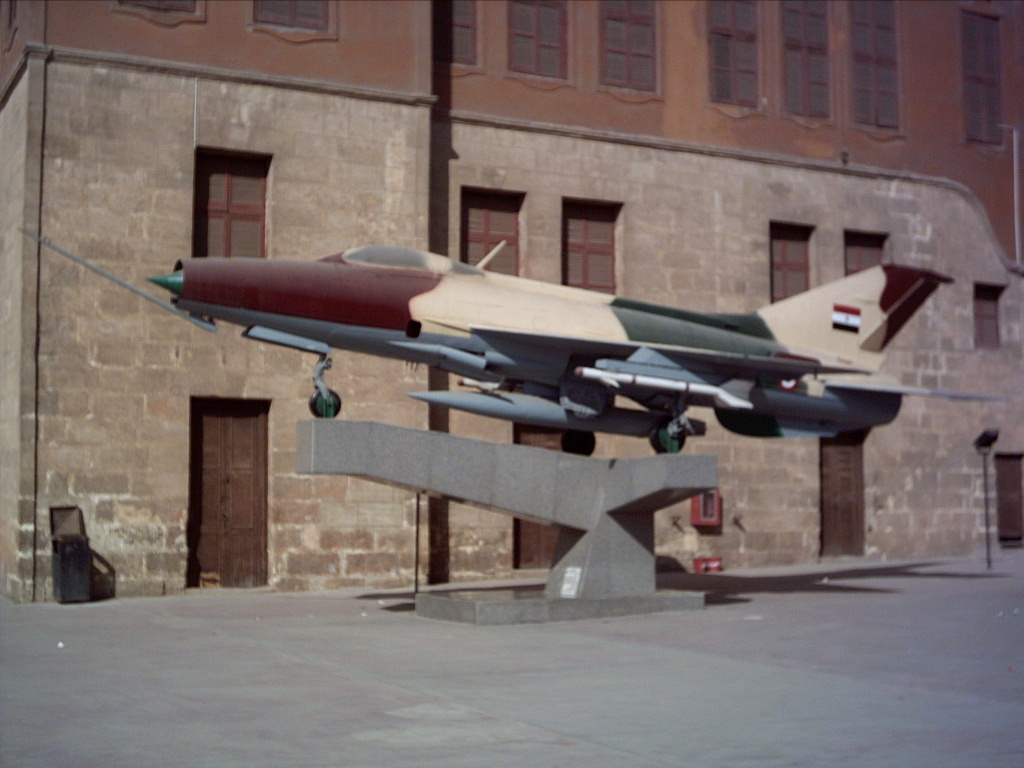
طائرة ميج 21 مصرية بالمتحف الحربي المصري
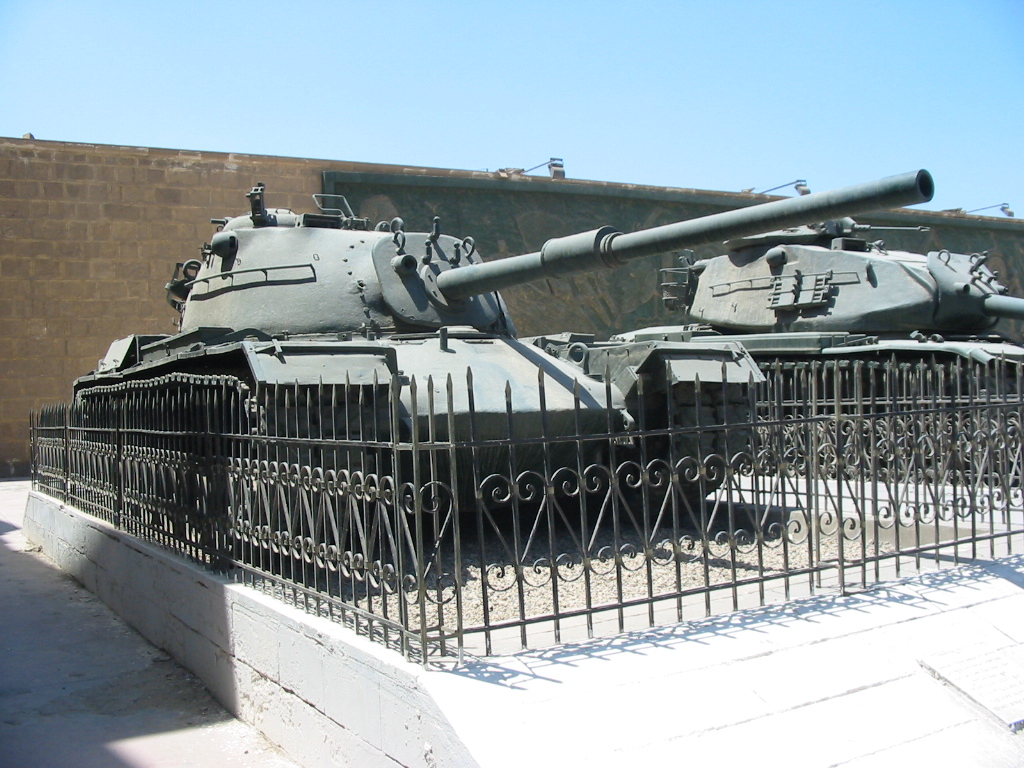
دبابة إم 48 إسرائيلية بالمتحف الحربي المصري
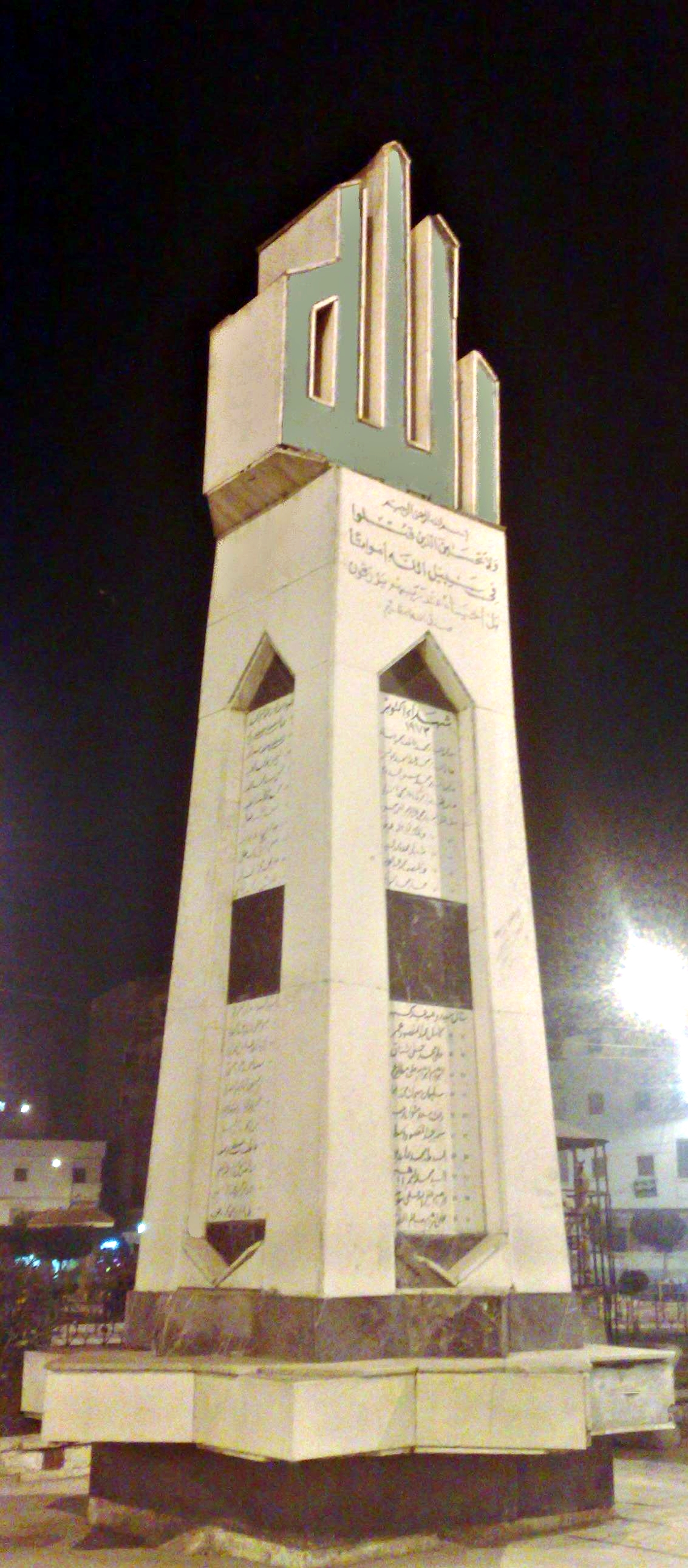
نصب تذكاري لشهداء حرب أكتوبر بمدينة دسوق
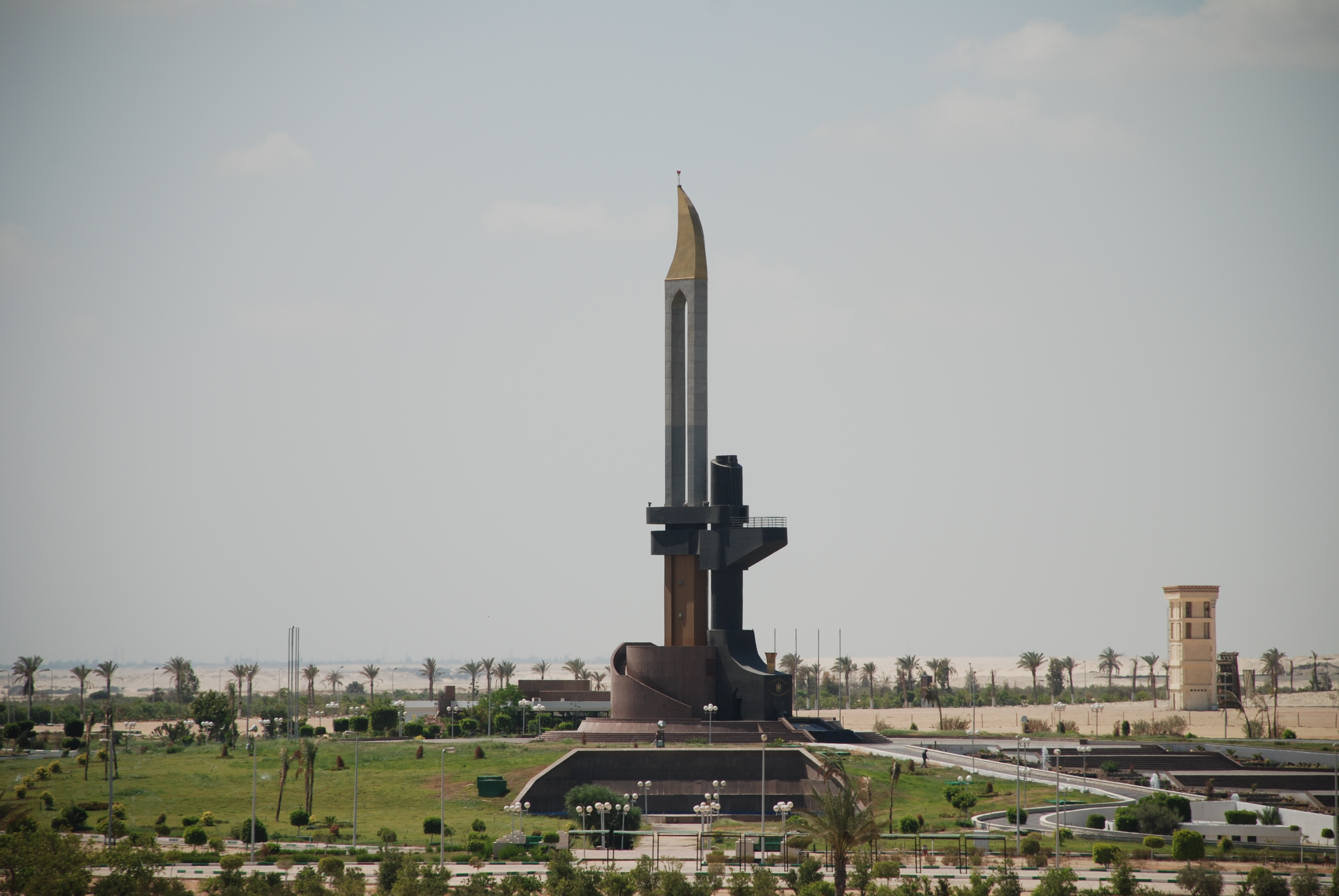
نصب تذكاري لمعركة الإسماعيلية
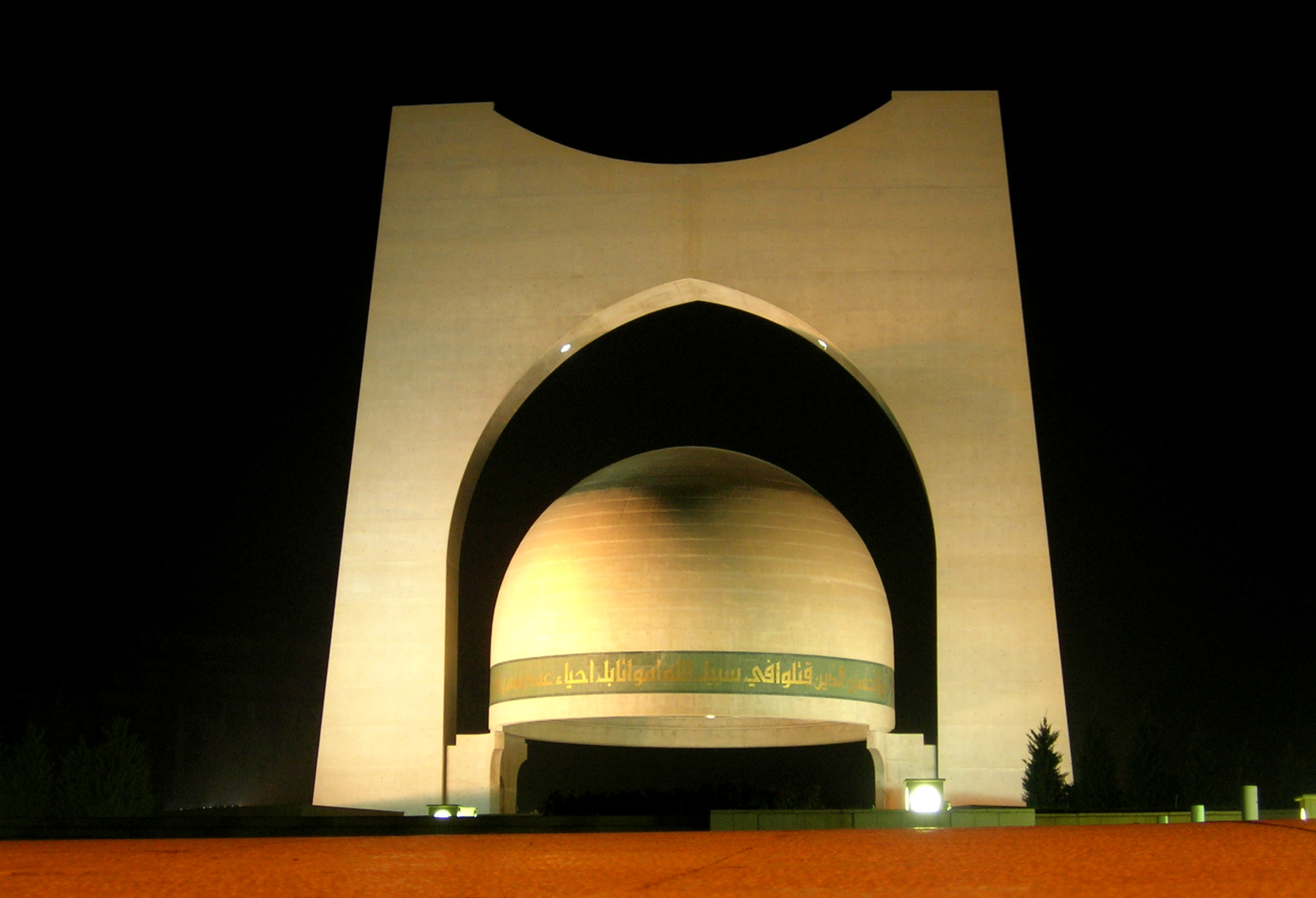
النصب التذكاري لحرب تشرين بسوريا

## الهوامش
1. ↑  مذكرات ديفيد أليعازر: ص 17.